# Az Odaát mellékszereplőinek listája
Itt található az Odaát (Supernatural) c. televíziós sorozat mellékszereplőinek a listája.

## A Winchester család

### John Winchester
John Winchester az Odaát (Supernatural) című televíziós sorozat kitalált szereplője, akit Jeffrey Dean Morgan és Matt Cohen alakít. John a sorozatban a két főszereplő fivér, Dean és Sam Winchester apja.
Epizódjai:
- 1.01 Pilot
- 1.09 Home
- 1.11 Scarecrow
- 1.16 Shadow
- 1.18 Something Wicked
- 1.20 Dead Man's Blood
- 1.21 Salvation
- 1.22 Devil's Trap
- 2.01 In My Time of Dying
- 2.22 All Hell Breaks Loose: Part Two
- 4.03 In the Beginning
- 5.13 The Song Remains The Same
- 8.12 As Time Goes By
- 11.04 Baby (vízióként)

### Mary Winchester
Mary Winchester az Odaát (Supernatural) című televíziós sorozat kitalált szereplője, akit Samantha Smith és Amy Gumenick alakít.
Mary a sorozatban a két főszereplő fivér, Dean és Sam Winchester édesanyját, valamint John Winchester feleségét alakítja, aki családjával a kansasi Lawrence-ben él. Mary nagyon szereti családját, ám már fiatal kora óta kapcsolatban áll a természetfelettivel, hiszen szülei is vadászok voltak, akik kitanították lányukat ennek minden fortélyáról. Az ő halála lesz az, ami harcba indítja férjét és fiait a természetfeletti ellen.
Mary az 1. évad első részében tűnik fel először, amikor 1983. november 2-án, egy megszokott éjjelen felriad ágyából, az akkor 6 hónapos Sam sírására. Mikor átmegy annak gyerekszobájába, egy sötét alakot pillant meg, a Sárgaszemű démont, Azazelt. A démon a falhoz préseli Maryt, majd elevenen felgyújtja, leégetve ezzel a lakást, és megölve így a nőt. Az évad közepefele, a felnőtt Dean és Sam visszatérnek egykori otthonukba, ahol a tragédia történt, itt jönnek rá egy médium segítségével, hogy a házban nem csak egy, hanem több szellem is kísért. Mikor megpróbálják kiűzni onnan a gonoszt, Samre rátámad a kísértet, ekkor azonban a másik szellem felfedi kilétét; Mary az. A nő elbúcsúzik fiaitól, majd saját erejét kioltva, megsemmisíti gyermekei támadóját.
A 2. évad elején a fivérek ellátogatnak Mary sírjához, ahol Sam a földbe temeti elhunyt apjuk dögcéduláit. Az évad végén Deant egy dzsinn elfogja és egy képzeletbeli világba repíti, ahol Mary és Sam barátnője, Jessica is életben van, ellenben John – akárcsak a valóságban – halott. Itt Dean minél inkább igyekszik kihasználni az időt, együtt lenni anyjával, ám az álom végül véget ér, és visszatér a rendes világba. Nem sokkal később Azazel megjelenik Sam álmában, és visszakalauzolja őt a múltba, megmutatja neki, hogy azon a bizonyos éjszakán azért ölte meg Maryt, mert rájuk nyitott, amikor éppen démonvérrel táplálta az akkor hat hónapos kis Samet.
A 4. évadban fény derül rá, hogy Mary már fiatal korában is kapcsolatban állt a természetfelettivel, hiszen szülei és ő maga is vadász volt. Egy alkalommal azonban le akartak csapni a Sárgaszemű démonra, az akció azonban fordítva sült el: a gonosz meggyilkolta a lány anyját, majd apját is, ráadásul Mary akkori udvarlójával, Johnnal is végzett. Ezután ajánlotta fel neki Azazel, hogy visszahozza Johnt az élők közé, cserébe a nő tíz év múlva be kell engedni otthonába – Mary beleegyezett. Az évad végén a démonvérfüggővé lett Samre elvonási tünetei hatására látomások jönnek, az egyik ilyen pedig maga az anyja lesz.
Az 5. évad közepe felé egy angyal, Anna úgy gondolja, az Apokalipszis elkerülése érdekében meg kell ölni a testvérek szüleit, ezért visszautazik 1978-ba, és a boldogan élő Maryék életére tör. Amikor fiai is visszaérkeznek az időben, a nő kénytelen elmondani az igazságot Johnnak, amitől a férfi kiborul. Deanék azt is elmesélik anyjuknak, hogy évekkel később Azazel meg fogja őt ölni, és megkérik, mindent tegyen meg azért, hogy azon a bizonyos éjjelen ne lépjen be a gyermekszobába. Mary könnyes szemmel hallgatja végig a testvéreket. Az Annával és társával való összecsapás során Johnt megszállja Mihály arkangyal, aki elkábítja Maryt, végül az ő és férje emlékeit egyaránt kitörli, így mindketten elfelejtik az átélt szörnyűségeket és találkozást fiaikkal. Hónapokkal később már boldogan élnek annak tudatában, hogy kisfiuk fog születni. A valós idősíkban, amikor fiait meggyilkolják, azok átélik életük néhány pillanatát, és ezek során találkoznak Maryvel, akinek szeme a második találkozás alkalmából átvált sárgára; kigúnyolja Deant, őt okolja haláláért és tehernek nevezi, majd megjelenik Zakariás, és dicsőítően beszél a nőről. Végül a helyszín egy csettintéssel véget ér.
Az 11. évadnak a fináléjában, a legvégén egyszer csak feltűnik, miután elvileg Amara életre keltette őt.
Az 12. évadban kiderül, hogy Amara tényleg életre keltette Maryt, aki először Deannel találkozik és megpróbálja bepótolni a majd' negyvenéves lemaradását a világtól. Azután megismerkedik Castiellel is, majd pedig Sam megmentésére indulnak, akit elraboltak az angol Egyetemesek.
Epizódjai:
- 1.01 Pilot
- 1.09 Home
- 2.20 What Is and What Should Never Be
- 2.21 All Hell Breaks Loose (Part 1)
- 4.03 In The Beginning
- 4.21 When The Levee Breaks
- 5.13 The Song Remains The Same
- 5.16 Dark Side Of The Moon
- 11.23 The Alpha And Omega
- 12.01 Keep Calm And Carry On
- 12.02 Mamma Mia

#### Samantha Smith
Samantha Smith 1969. november 4-én született Sacramento városában, Kalifornia államban. Karrierje kisebb vendégszerepekkel indult különböző sorozatokban, mint például a Seinfeld, Wins, A Kaméleon, Pacific Blue, vagy a Jóbarátok. A 2x2 néha sok(k) és a Pszichozsaru után játszott a Nash Bridges-ben és a Sötét angyal-ban, majd szerepet kapott az Odaát-ban, amivel elég nagy népszerűségre tett szert.

### Samuel és Deanna Campbell
Samuel és Deanna Campbell az Odaát (Supernatural) című televíziós sorozat kitalált szereplői, akiket Mitch Pileggi és Allison Hossack alakít.
Samuel és Deanna a sorozatban a két főszereplő fivér, Dean és Sam Winchester nagyszüleit alakítják, akik azonban még azok születése előtt meghaltak. Mindketten természetfeletti vadászként tevékenykedtek, lányukat, Maryt a kansasi Lawrence városában nevelték, szintén vadászatra tanították. Miután meghaltak, lányuk összeházasodott John Winchesterrel, így John apósává és anyósává váltak, később pedig azok gyermekeinek nagyszüleivé.
Samuel és Deanna a 4. évadban tűnik fel; Deant egy angyal az 1973-as Lawrence-be repíti, ahol a fiú találkozik sohasem látott nagyszüleivel. Miután megismerkedtek a vadászként bemutatkozó Deannel, vendégül látják őt, noha Sam egy kicsit mogorván viselkedik. Együtt tervelik ki, hogy végeznek a közelben ólálkodó Sárgaszemű démonnal, ehhez Dean megszerzi Daniel Elkinstől a vadászok legendás fegyverét, a Coltot. Csakhogy a rajtaütés során a démon kereket old, majd megszállja Samet, és az ő testén keresztül fogja el Deant, majd vallatja ki. Deanna ugyan a fiú segítségére sietne, Azazel megelőzi és megöli, ráadásul Sam testébe is egy kést döf, tehát ha a gonosz eltávozik testéből, rögtön meghal. A megszállt férfi ezután felkeresi a romantikázó John Winchestert és Maryt, majd végez a fiúval, a lánnyal pedig egy végzetes alkut köttet. Ezt követően a démon kiszáll Sam testéből, így az holtan esik össze.
Epizódjaik:
- 4.03 In The Beginning

#### Mitch Pileggi
Mitch Pileggi 1952. április 5-én született az oregoni Portlandben, itt nőtt fel több testvér mellett, majd ifjúkorát Törökországban töltötte. Középiskolában sportolt; a pankráció és foci érdekelte legfőképpen, Egyetemet pedig Texasban végzett, ahol üzleti diplomát szerzett az Austini Egyetemen. Első felesége Debbie Andrews volt, akivel 1978-tól 1983-ig élt együtt. 1996-ban elvette Arlene Warrent, akivel egy lányuk született. Színészi hírnevét az X-akták című sorozat hozta, de rengeteg más filmben és sorozatban is szerepelt. 2008-ban kapott szerepet az Odaát-ban.

#### Allison Hossack
Allison Hossack 1965. január 26-án született Kanadában, a manitobai Steinbachban. 1989-től televíziós szerepeket kapott, köztük a Kobra, a Reménysziget, A félelem kórháza, majd kanadai tévésorozatokban tűnt fel. Ezeket követően jöttek olyan sikersorozatok, mint a Sliders, a Rejtélyek kalandorai, a Végtelen határok, Eureka, Csillagkapu, Csillagkapu: Atlantisz, vagy a Reaper.

### Henry Winchester
Henry Winchester az Odaát (Supernatural) című televíziós sorozat kitalált szereplője, akit Gil McKinney alakít.
Henry a 8. évadban tűnik fel, mint John Winchester apja, aki elhagyta a fiát kb. 5 éves korában. A sorozatban egyszer cask megjelenik Dean és Sam Winchester apai nagyapjaként, amikor egy időutazó varázslat révén 1958-ból a jelenbe jut 2013-ba. Henry nagypapa, mint kiderül, a Men Of Letters nevű titkos társaság tagja, amelyiket éppen megsemmisített a Pokol egyik Lovagja Abaddon. Henry elmenekült előle a jövőbe, és a fiúk segítségével le is győzik Abaddont, de ebbe belehal Henry is, és itt temetik el. Így már nem jut haza soha a fiához John-hoz.
Másodjára egy flashback epizódban láthatjuk viszont Henryt, amely nem sokkal a menekülése előtti időszakban játszódik 1958-ban, amikor egy is egy démoni megszállást kell kiűzniük egy Men Of Letters-beli társával Josie Sands-szel egy apácazárdából, de Josie-t ott megszállja Abaddon, aki nem sokra rá teljesen kiírtja a titkos társaságot.
Epizódjai:
- 8.12 As Time Goes By
- 9.17 Mother's Little Helper

#### Gil McKinney
Gil McKinney 1979. február 5-én született Houstonban, Texasban mint Gilbert Mark McKinney. Színész és író, az L.A. Noire (2011), Hitchcock (2012) és a Jeepers Creepers II (2003) c. filmekből ismert.

### Adam Milligan
Adam Milligan az Odaát (Supernatural) című televíziós sorozat kitalált szereplője, akit Jake Abel alakít.
John Winchester és Kate Milligan fia volt, féltestvére Samnek és Deannek. 1990 januárjában találkozott Adam anyja John Winchesterrel Windom-ban, Minnesotában, amikor John bejött a kórházba, mert megsérült egy vadászat során, Kate pedig mint nővér dolgozott a kórházban .
Adam 1990. szeptember 29-én született. Nem volt semmiféle kapcsolata John-nal amíg tizenkettő nem lett. Az első találkozásuk után szórványos találkozásai voltak John-nal, aki megtanította biliárdozni és a pókerezni és baseball mecsekre vitte a születésnapjain, megvette neki az első sört, amikor Adam 15 éves lett, és megtanította őt vezetni az Impalával(!).
2009-ben Adam elkezdte a tanulmányait a medikusi előkészítőn a University of Wisconsin-on (Wisconsin-i Állami Egyetemen). Sajnos nem sokkal rá Adam-et és az édesanyját ghoulok ölték meg.
A feltámadása előtt (2010 elején), miközben továbbra is a Mennyben elfoglalt saját személyes birodalmában van, Mihály arkangyal nevében felszólalva, Zakariás odamegy hozzá, és azt ígéri neki, hogy majd feléleszteni az anyját, ha ő szolgál Mihály porhüvelyeként a Földön Lucifer ellen.
Az angyalok felélesztik Adamet, de Castiel megérzi ezt és odateleportál, megöli az angyalokat és "megmenti" Adamet és elhozza Bobbyhoz a fiúk felügyeletére bízva, mert sejti, hogy mik a szándékai vele Mihálynak. Ám álmában az angyalok megtalálják és rábeszélik, hogy szökjön el a Winchesterektől. A Szobában érik utol őt Deanék Castiellel együtt, ahol Zakariás tartja fogva, amíg megérkezik Mihály arkangyal, hogy elfoglalja porhüvelyének. Dean megpróbálja Sam-mel együtt kiszabadítani, de már elkésnek, és Dean hiába öli meg Zakariást, Adam a Szoba foglya marad, ami eltűnik vele együtt.
Végül már csak a Kansas-i Lawrence Stull temetőjében találkoznak vele újra a testvérek, ám már mint Mihály arkangyal porhüvelyeként, ahol is megküzdene a Sam-et megszálló Luciferrel, de Samvégül győzedelmeskedik és beleugrik a ketrecbe, magával rántva Mihályt is Adam alakjában.
Később, mikor Dean Dean megpróbál alkut kötni Halállal a Sam és Adam lelkének kiszabadításáért, a Halál azt mondja, csak az egyiket tudja megmenteni. Dean Sam mellett dönt, így Adam csapdában marad Luciferrel és Mihállyal.
Újabb álláspontok szerint Adam viszont testi mivoltában újra meghalt, mielőtt a ketrecbe ugrott, mivel előtte Castiel szent olajas molotov-koktéllal felgyújtotta őt a temetőben, amiért is Luciferrel egy csettintéssel megölte Castielt is. Így elvileg Adam lelke is (Jim Novakéval együtt) már felszállt a mennybe, tehát nem a ketrecben sínylődik, mint sokáig gondolták.
Epizódjai:
- 4.19 Jump The Shark
- 5.18 Point Of No Return
- 5.22 Swan Song (mint Mihály porhüvelye)

#### Jake Abel
Jacob Allen Abel amerikai színész. 1987. november 18-án született az ohaiói Canton-ban, az USA-ban. Első jelentősebb szerepét a Disney csatorna Go Figure című filmjében kapta. Legtöbben a 2010-es Percy Jackson és az olimposziak – A villámtolvaj című fantáziafilmből ismerik, amiben az ellenséges Luke Castillant alakítja. A 2013-as A burok című filmben Ian O'Shea megformálója.

## Vadászok

### Bobby Singer
Bobby Singer az Odaát (Supernatural) című televíziós sorozat kitalált szereplője, akit Jim Beaver alakít. Bobby a sorozatban Dean és Sam Winchester, illetve azok apja, John egyik legjobb barátját alakítja, aki szintén jártas a természetfelettire való vadászatban.
Epizódjai:
- 1.01 Pilot
- 1.22 Devil's Trap
- 2.01 In My Time Of Dying
- 2.02 Everybody Loves A Clown
- 2.14 Born Under A Bad Sign
- 2.15 Tall Tales
- 2.21 All Hell Breaks Loose: Part One
- 2.22 All Hell Breaks Loose: Part Two
- 3.01 The Magnificent Seven
- 3.02 The Kids Are Alright
- 3.04 Sin City
- 3.08 A Very Supernatural Christmas
- 3.10 Dream A Little Dream Of Me
- 3.15 Time Is On My Side
- 3.16 No Rest for the Wicked
- 4.01 Lazarus Rising
- 4.02 Are You There, God? It's Me, Dean Winchester
- 4.06 Yellow Fever
- 4.10 Heaven And Hell
- 4.14 Sex And Violence
- 4.17 It's A Terrible Life
- 4.20 The Rapture
- 4.21 When The Levee Breaks
- 4.22 Lucifer Rising
- 5.01 Sympathy For the Devil
- 5.02 Good God, Y'All
- 5.03 Free To Be You And Me
- 5.07 The Curious Case Of Dean Winchester
- 5.10 Abandon All Hope
- 5.15 Dead Men Don't Wear Plaid
- 5.18 Point of No Return
- 5.20 The Devil You Know
- 5.21 Two Minutes To Midnight
- 5.22 Swan Song
- 6.01 Exile on Main St.
- 6.04 Weekend at Bobby's
- 6.06 You Can't Handle the Truth
- 6.08 All Dogs Go to Heaven
- 6.11 Appointment in Samarra
- 6.12 Like a Virgin (Odaát)
- 6.13 Unforgiven
- 6.16 ...And Then There Were None
- 6.17 My Heart Will Go On
- 6.18 Frontierland
- 6.19 Mommy Dearest
- 6.20 The Man Who Would Be King
- 6.21 Let It Bleed (Odaát)
- 6.22 The Man Who Knew Too Much
- 7.01 Meet the New Boss
- 7.02 Hello, Cruel World
- 7.03 The Girl Next Door
- 7.06 Slash Fiction
- 7.09 How to Win Friends and Influence Monsters
- 7.10 Death's Door
- 7.13 The Slice Girls
- 7.18 Party On, Garth
- 7.19 Of Grave Importance
- 7.20 The Girl with the Dungeons and Dragons Tattoo
- 7.21 Reading Is Fundamental
- 7.22 There Will Be Blood
- 7.23 Survival of the Fittest
- 8.19 Taxi Driver
- 9.01 I Think I'm Gonna Like It Here
- 10.17 Inside Man
- 11.16 Safe House

### Ellen Harvelle
Ellen Harvelle az Odaát (Supernatural) című televíziós sorozat kitalált szereplője, akit Samantha Ferris alakít.
Ellen a sorozatban egy özvegy vadászt alakít, aki lányával, Jo-val egy saját kocsmát üzemeltet Nebraskában, ami vadászok közkedvelt szórakozóhelye. Ellen és családja egykor jó barátságot ápolt John Winchesterrel, ám egy közös akció során az cserbenhagyta Ellen férjét, Williamet, aki ennek következtében meghalt, a kapcsolatuk a férfival így teljesen megromlott. Noha vadász családba született, Jót anyja mégis tiltja a természetfelettitől, ugyanis nagyon félti őt, ez azonban alkalmanként vitákat szít közöttük.
Ellen a 2. évad második epizódjában tűnik fel először, amikor kocsmájába betérnek a Winchester fivérek. A nő és lánya hamar összebarátkoznak Deannel és Sammel, akik ezután gyakran fordulnak hozzájuk segítségért egy-egy ügy felgöngyölítése kapcsán. Anyja tiltása ellenére, Jo egy alkalommal elszökök és a fiúk mellé szegődik egy veszélyes vadászatra, ám mikor ezt Ellen megtudja, rögtön lányáért megy, és hazaráncigálja. Ekkor árulja el neki, hogy apja valójában Winchesterék örege miatt halt meg. Anya és lánya összevesznek, így Jo otthagyja otthonát, és elköltözik. Az évad végén a démonok merényletet követnek el; felrobbantják Ellen kocsmáját, rengeteg vadász életét kioltva ezzel, a nő azonban éppen nem tartózkodik az épületben, így épségben megússza a detonációt. Bobby és a Winchester fiúk mellé szegődik, akik éppen arra készülnek, hogy megfékezzék Azazelt, aki fel akarja nyitni az Ördög kapuját. Mikor a team a helyszínre, egy öreg cowboytemetőbe érkezik, a sárgaszemű társa, Jake természetfeletti képességével megpróbálja fejbelövetni Ellent a saját pisztolyával, ám a tragédia végül nem következik be; Samnek sikerül megölnie a férfit. A kapu feltárul, ám Ellen és Bobby még időben visszazárják, a Pokolból azonban így is több száz elkárhozott lélek szabadul ki.
Ellen az 5. évad elején tér vissza; mint kiderül, kibékült lányával, és immáron együtt vadásznak a természetfelettire. Egy kisvárosban azonban démonok csapdájába esnek, így néhány helyi túlélővel, illetve egy másik vadásszal, Rufus Turnerrel próbálják meg átvészelni a támadásokat. Nem sokkal azután, hogy a Winchester fivérek is a helyszínre érkeznek, kiderül, hogy az ügy hátterében nem is démonok, hanem az Apokalipszis egyik lovasa, a Háború áll. Együttes erővel végül sikerül felvenniük a harcot, és ártalmatlanná tenni a lényt, így a rend ismét helyreáll. Az évad közepén megkerül a Colt, így Dean, Sam, Bobby és Castiel Ellennel és Jóval kitervel egy akciót, hogy megkeressék és megöljék a Sátánt. Tudva Lucifer pontos hollétét, egy kihalt kisvárosba érkeznek, ahol azonban a korábban Meg Mastersként ismert démon tűnik fel, és pokolkutyákat ereszt a betolakodókra. Hiába az összetartás, Jo halálos sebet kap, így elhatározza, a csapat érdekében feláldozza magát, és egy robbanás erejével megsemmisíti az üldözőket. A detonációt egy raktárhelyiségben készítik elő, ahol Ellen úgy dönt, lányával együtt hal meg, így miután a többiek távoztak, majd drámai pillanatok alatt Jo is kilehelte életét, a nő kitárja az ajtót, és felrobbantja az épületet, megölve ezzel a betörő pokolkutyákat. A testvérek és Bobby hosszú ideig gyászolják őket.
Epizódjai:
- 2.02 Everybody Loves a Clown
- 2.03 Bloodlust
- 2.05 Simon Said
- 2.06 No Exit
- 2.10 Hunted
- 2.21 All Hell Breaks Loose (Part 1)
- 2.22 All Hell Breaks Loose (Part 2)
- 5.02 Good God, Y’All
- 5.10 Abandon All Hope

#### Samantha Ferris
Samantha Ferris 1968. november 2-án született a kanadai Vancouverben. Az 1990-es években televíziós riporterként tevékenykedett, majd szerepet kapott a 4400 című sorozatban. Az igazi sikert azonban 2006 hozta, amikor is az Odaát-ban kapott szerepet.

### Joanna Harvelle
Joanna Harvelle az Odaát (Supernatural) című televíziós sorozat kitalált szereplője, akit Alona Tal alakít.
Jo a sorozatban egy fiatal lányt alakít, aki anyjával, Ellennel egy saját kocsmát üzemeltet Nebraskában, ami vadászok közkedvelt szórakozóhelye. Eléggé lázongó típus, ráadásul anyjához és elhunyt apjához hasonlóan mindenáron vadász szeretne lenni, ettől azonban anyja visszatartja. Korához képest elég jól bánik a fegyverekkel.
Jo a 2. évad elején tűnik fel először, amikor anyjával együtt találkozik a Winchester fivérekkel. Anya és lánya hamar összebarátkoznak a fiúkkal, Jo és Dean pedig az idő folyamán egyre közelebb kerülnek egymáshoz, komolyabb kapcsolat azonban nem jön létre. Jo egy alkalommal elszökik anyjától, és Deanékkel megy egy veszélyes vadászatra, melynek során majdnem életét veszti. A lány Ellen ráncigálja haza, ahol elárulja neki, hogy apja valójában a testvérek apja miatt halt meg, amikor az cserbenhagyta őt egy akció során. Jo ezt nem képes elfogadni; összeveszik anyjával és Winchesterékkel, majd elköltözik, és egy másik helyen folytatja életét, pultosként. Egy alkalommal Samet megszállja egy általa már korábbról ismert, Meg nevű démon, aki a fiú testében felkeresi és túszul ejti Jót, Deannek köszönhetően azonban a lány épségben megússza a konfliktust.
Az 5. évad elejére Jo kibékül anyjával, és együtt kezdenek vadászni, egy kisvárosban azonban mindketten démonok csapdájába esnek, így néhány helyi túlélővel, illetve egy másik vadásszal, Rufus Turnerrel próbálják meg átvészelni a támadásokat. Nem sokkal azután, hogy a Winchester fivérek is a helyszínre érkeznek, kiderül, hogy az ügy hátterében nem is démonok, hanem az Apokalipszis egyik lovasa, a Háború áll. Együttes erővel végül sikerül felvenniük a harcot, és ártalmatlanná tenni a lényt, így a rend ismét helyreáll. Az évad közepén megkerül a Colt, így Dean, Sam, Bobby és Castiel Ellennel és Jóval kitervel egy akciót, hogy megkeressék és megöljék a Sátánt. Tudva Lucifer pontos hollétét, egy kihalt kisvárosba érkeznek, ahol azonban a korábban Meg Mastersként ismert démon tűnik fel, és pokolkutyákat ereszt a betolakodókra. Hiába az összetartás, Jo halálos sebet kap, így elhatározza, a csapat érdekében feláldozza magát, és egy robbanás erejével megsemmisíti az üldözőket. A detonációt egy raktárhelyiségben készítik elő, ahol Dean könnyes búcsút vesz a lánytól és megcsókolja. Ellenúgy dönt, ott marad lányával és vele hal, így miután a többiek távoztak, kitárja az ajtót, és lányához bújik, elmondja, hogy mindig is szerette, Jo pedig pillanatokon belül örökre lehunyja szemeit. Ellen ekkor robbantja fel az épületet, megölve így a betörő pokolkutyákat. A fivérek és Bobby hosszú ideig gyászolják őket.
A 7. évad 4. epizódjában Jo megjelenik mint szellem, Ozirisz egyiptomi isten hívására, aki törvényszéket akar ülni Dean felett. S bár Sam önkéntes védőügyvédként bebizonyítja, hogy Jo haláláért nem Dean a felelős, de mivel Deant éppen más dolgok miatt lelkiismeretfurdalás gyötri, ezért Ozirisz kimondja rá a halálos ítéletet, amit Jo szellemének kéne végrehajtania. Szerencsére mielőtt ez megtörténne, Sam semlegesíti Oziriszt, így Dean megmenekül és elbúcsúznak egymástól Jo-val.
Epizódjai:
- A bohóc
- Különleges képesség
- Szőkék előnyben
- Rossz vér
- Good God, Y’All
- Abandon All Hope
- Defending Your Life

#### Alona Tal
Alona Tal 1983. október 20-án született Izraelben, Herzliában. Művészeti és színészi iskolákat végzett, egy darabig az izraeli hadseregben dolgozott, majd színészi karriert választott. Gyerekműsorokban és egy mosóporreklámban szerepelt, majd egy fontosabb szerepet követően az éneklés és a zene irányába mozdult. Los Angelesbe költözése után jelentkezett Veronica Mars szerepére; ugyan azt nem kapta meg, mellékszereplőként viszont ez volt a nagy áttörés. Több sorozatban is szerepelt, a legnagyobb hírnevet azonban az Odaát hozta meg számára, ezután pedig jöttek a filmes szerepek. Alona három és fél évnyi együttélés után, 2007 nyarán ment feleségül a szintén színész Marcos Ferraezhez.

### Ash
Ash az Odaát (Supernatural) című televíziós sorozat kitalált szereplője, akit Chad Lindberg alakít.
Ash a sorozatban egy kiégett hackert alakít, aki minden idejét Ellen kocsmájában tölti, ahol általában csak iszik és alszik, elég jó bartája Ellennek és annak lányának, Jónak. Van egy laptopja, amivel rengeteg – akár titkosított – információt tud gyűjteni, ezáltal segíti a vadászokat a munkájukban.
Ash a 2. évadban tűnik fel először, amikor Ellen és Jo jóvoltából megismerkedik a Winchester fivérekkel. Dean és Sam ezután gyakran látogatják meg, ha információra van szükségük, többnyire vagy a földön fekve találnak rá, vagy egy szobában kidőlve. Az évad végén Ash valami hajmeresztő dolgokra jön rá, így felhívja Deant, hogy azonnal találkozzon vele, ám ezt már senkivel nem tudja megosztani; a démonok merényletet követnek el Ellen kocsmája ellen, ami felrobban, rengeteg vadász életét kioltva így ezzel, köztük Ashét. A fiú megégett holttestére később Dean és Bobby talál rá az épület romjai között.
Az 5. évadban Ash ismét feltűnik; Dean és Sam meghalnak, és mikor a Mennyben menekülnek Zakariás elől, a srác pankrátorjelmezben megjelenik, és megmenti őket. Egy épületbe viszi őket, ami teljesen úgy néz ki, mint Ellen kocsmája. Ash itt elmagyarázza, hogy a Mennyország nem egy hely, hanem rengeteg, és mindenkinek megvan a maga része belőle, amit kialakíthat. Megjelenik Pamela Barnes is, és szó esik Ellen és Jo haláláról is. Végül az idők alatt énókiul is megtanuló Ash az itt készített kütyüjével útbaigazítja a testvéreket, hol találnak egy bizonyos kertet, majd búcsút vesz tőlük.
Epizódjai:
- 2.02 Everybody Loves a Clown
- 2.05 Simon Said
- 2.10 Hunted
- 2.21 All Hell Breaks Loose (Part 1)
- 2.22 All Hell Breaks Loose (Part 2)
- 5.16 Dark Side of the Moon

#### Chad Lindberg
Chad Lindberg 1976. november 1-jén született a Washington állambeli Mount Vernonban, ahol később főiskolát is végzett. 1997-től mellékszerepeket kapott sorozatokban, főleg a Vészhelyzet-ben, a Buffy, a vámpírok rémé-ben és az X-akták-ban. Hírnevét a Halálos iramban dadogós szereplője hozta meg. A sorozatok terén feltűnt a New York-i helyszínelők-ben és az Odaát-ban.

### Gordon Walker
Gordon Walker az Odaát (Supernatural) című televíziós sorozat kitalált szereplője, akit Sterling K. Brown alakít.
Gordon a sorozatban egy mindenre elszánt, fekete bőrű vámpírvadászt alakít, aki bármire képes, hogy egy-egy vérszomjas lényt levadásszon. A természetfelettivel akkor találta magát szemben először, amikor húga vámpírok áldozata lett, azóta pedig városról városra járja az országot, hogy annyi gonosztevővel végezhessen, ahánnyal csak tud.
Gordon a 2. évad elején tűnik fel először, amikor is a Winchester fiúk felfigyelnek rá és tevékenységeire egy kisvárosban. Gordon éppen a környéken tanyázó vámpírok kiirtására készül, és be szeretné vonni a testvéreket is, ám azok nem hajlandók a közös bevetésre, mivel tudják, hogy a kiszemelt vérszívók nem veszélyesek az emberre, csupán állatvért isznak. Ekkor a dolgok elfajulnak Gordon és a másik két vadász közt; egymásnak ugranak, melynek végeztéül Gordon húzza a rövidebbet: Dean és Sam leütik, majd egy elhagyatott házban, megkötözve magára hagyják. A férfi azonban ennek dacára még rámenősebb lesz; miután tudomást szerez róla, hogy Sam különös képesség birtokában van, elkezdi a hozzá hasonló fiatalok likvidálását, szerinte ugyanis azok elhozhatják az Apokalipszist. Miután végzett egy bizonyos Scott Carrey nevű sráccal, a következő célpontnak Samet és annak társát, Avát szemeli ki. Hogy Sammel leszámolhasson, elrabolja Deant és robbanószeres csapdát állít. Winchesterék azonban túljárnak az eszén, és sikeresen a hatóságok kezére adják Gordont, aki ezt követően rács mögé kerül.
A 3. évadban Gordon még mindig a börtönben ül, amikor meglátogatja egyik régi barátja, a szintén vadász Kubrick látogatja meg, és tájékoztatja róla, hogy Gordon hitével ellentétben, szerinte Sam Winchester nem veszélyes, hiszen megakadályozta az Ördög kapujának felnyitását. A vámpírvadász ezt azonban nem hiszi el, megbízza Kubrickot, végezzen a fiúval. Amikor tervük befuccsol és már Kubrick is szörnynek véli Samet, Gordon megszökik a fegyházból, majd együtt erednek a srác nyomába. Egy balul sikerült rajtaütést követően azonban Gordont elfogja egy vámpír, és a klánja tagjává teszi. A vérszívóvá lett férfi megfogadja, amint teljesítette küldetését, végezni fog magával, ám Kubrick ezt megpróbálja mihamarabb elintézni, így barátja életére tör, Gordon így önvédelemből megöli. Újonnan szerzett, természetfeletti képességét kihasználva, rátalál a Winchester fivérekre, majd ismét csapdát állít nekik. Miután egy raktárépületben szemtől szembe került Sammel, nekiesik, ellenfele azonban hamar felülkerekedik rajta, majd egy lánccal levágja a fejét.
Epizódjai:

- Vérszomj

- Az űzött vad

- Mágikus balszerencse

- Friss vér

#### Sterling K. Brown
Sterling K. Brown a missouri St. Louisban született, a Stanford Egyetemen diplomázott dráma szakon, majd a New York-i Egyetemen szerezte meg a mesterfokozatot. Ezután már könnyen kapott szerepeket a területi színházban. Ezt követően jöttek a sorozatbeli szerepek, például a Tarzanban, a Vészhelyzetben, a New York rendőreiben, a Harmadik műszakban, a JAG – Becsületbeli ügyekben és a Boston Legal – Jogi játszmákban, majd visszatérő karakter lett a Starved-ben. Filmek terén játszott a Hip-Hop szerelemben Ewan McGregorral a Maradj!-ban, illetve David Duchovny és Julianne Moore oldalán a Házasság a négyzeten c. filmben.

### Bela Talbot
Bela Talbot az Odaát (Supernatural) című televíziós sorozat kitalált szereplője, akit Lauren Cohan alakít.
Bela a sorozatban egy fiatal nőt alakít, aki illegális, lopott holmikkal kereskedik, és eléggé informált a természetfelettivel kapcsolatban is. Egy-egy áru beszerzéséért képes akár ártani is képes, az álnév használat pedig nála – a Winchester fivérekhez hasonlóan – rutinszerű.
Bela a 3. évad elején csöppen a Winchester fivérek életébe; pincérnőnek álcázva magát, ellop tőlük egy nagy természetfeletti erővel bíró, mágikus nyúllábat. Végül ugyan Dean és Sam visszaszerzik az ereklyét, Bela jelentős összeget lop el tőlük. Legközelebb útjaik akkor keresztezik egymást, amikor Bela egy jómódú, idős asszony mellé szegődik, hogy ezt a kapcsolatot aztán majd saját javára fordíthassa, a fiúk pedig egy rejtélyes, fulladásos haláleset-sorozat ügyében nyomoznak. Bela inkább akadályozza a fiúk munkáját, még Dean autóját is elvontattatja, ám aztán kénytelen lesz azok segítségüket kérni, ugyanis ő is – mint minden áldozat a halála előtt – meglátja azt bizonyos kísértethajót. Dean és Sam gyanakodni kezdenek, hogy Bela mégsem olyan ártatlan, mint amilyennek mutatja magát, a hajó ugyanis csakis olyan embereknek jelenik meg, akik saját családtagjaik vérét ontották. A két team együttes erőbedobással sikeresen véget vet a gyilkos szellemkapitány gyilkolászásának, így Bela megmenekül. Cserébe jó kis summát ajándékoz a fivéreknek, később azonban kiadja Winchesterék hollétét a rájuk vadászó Gordon Walkernek. Mikor ezt Deam megtudja, halálosan megfenyegeti a lányt, erre az jóvátételként egy szellemmel való kapcsolatba lépés folyamán, kideríti nekik, hol tartózkodik akkor éppen Gordon. A nő valójában akkor fedi fel valódi természetét, amikor Bobby kómába esik; kihasználva ugyanis ezt, úgy jelenik meg a Winchester fivéreknél, mint aki segíteni akar egy régi barátján, azonban valójában a Coltot lopja el, nem sokkal később pedig az elszánt FBI-ügynök, Victor Henriksen kezére játssza őket. Az évad végén Dean egy exvadásztól megtudja Bela hollétét, így felkeresi őt, és fegyverrel kényszeríti, adja vissza a Coltot, ám annak állítása szerint, azt már eladta. A fiú észreveszi, hogy a lány lakásának ajtaján egy bizonyos ördög cipőfűzője nevezetű növény van, ez pedig arra következtet, hogy Bela valamiért fél a pokolkutyáktól, akik egy démon megbízására szállítanak lelkeket a Pokolra. Miután Dean magára hagyta Belát, az nem sokkal ezután végezni próbál velük azok motelszobájába, ám helyettük néhány kitömött párnát lő szét. Ekkor Dean hívja őt fel, és elmondja, tudja, hogy alkut kötött egy démonnal, és hogy hamarosan ennek lejárta elérkezik. Bela kétségbeesetten kéri Deant, mentsék meg, mire az azt válaszolja, hogy ha nem lopta volna el a Coltot, segítenének, ám már nem tehetnek semmit. A lány még elárulja bűnét – 14 éves korában kötött alkut egy démonnal, aki a kérésre megölte az őt gyakran bántalmazó szüleit, cserébe pedig annyit kért, hogy 10 év múlva adja neki a lelkét -, majd az óra éjfél üt, a pokolkutyák pedig eljönnek, hogy teljesítsék feladatukat.
Az 5. évad közepén fény derül rá, hogy Bela a Coltot egy Crowley nevű démonnak adta.
Epizódjai:

- Mágikus balszerencse

- A kísértethajó

- Friss vér

- Álom, álom, rémes álom

- Démonok márpedig vannak

- Az örök élet titka

#### Lauren Cohan
Lauren Cohan 1982. november 30-án született a pennsylvaniai Philadelphiában. New Jersey-ben nevelkedett, majd az Egyesült Királyságba költözött családjával, ahol később diplomázott dráma és angol irodalom szakon. Diplomázást követően, turnéra ment egy színházi társasággal, melynek társalapítója volt egyetemi évei alatt. Sokat ingázott London és Los Angeles között. 2005-ben tett szert a hírnévre, a Casanova c. filmért, ezután pedig sorra kapta a szerepeket. 2007 és 2008 között kapta meg szerepét az Odaát-ban, mellyel még nagyobb rajongótábort gyűjtött maga mellé.

### Daniel Elkins
Daniel Elkins az Odaát (Supernatural) című televíziós sorozat kitalált szereplője, akit Terence Kelly és Andy Nez alakít.
Daniel a sorozatban egy idős, magányos coloradói vámpírvadászt alakít, aki titokban magánál tartja a vadászok legféltettebb fegyverét, a minden természetfeletti lénnyel végző Coltot.
Daniel az 1. évad végén tűnik fel: egy kocsmában mogorván iszogat, amikor megpillant egy betérő bandát, egy vámpírcsapatot. Elkins azonnal elrohan, erdei otthonában keres menedéket, eltorlaszolja a szobát, ennek ellenére a vérszívók betörnek, és meggyilkolják. A Coltot elrabolják. A vadász holttestét szétmarcangolva találják meg. John Winchester meglepődik, hogy a fegyver mindvégig Elkins birtokában volt.
A 4. évad elején Deant egy Castiel nevű angyal a múltba, az 1973-as Lawrence-be repíti, ahol a fiú felkeresi Elkinst, és ellopja tőle a Coltot, távozása előtt pedig elmondja neki, hol fogja később megtalálni.
Epizódjai:

- A holtak vére

- In The Beginning

### Pamela Barnes
Pamela Barnes az Odaát (Supernatural) című televíziós sorozat kitalált szereplője, akit Traci Dinwiddie alakít.
Pamela a sorozatban egy egyedülálló médiumot alakít, aki Illinois államban él, többnyire képességét kihasználva keresi a kenyerét, embereknek segít kapcsolatba lépni elhunyt rokonaikkal a túlvilágon. Egyik régi ismerőse és egyben barátja Bobby Singer.
Pamela a 4. évad elején tűnik fel, amikor régi barátja, Bobby hozzá fordul segítségért, hogy a Winchester fivérekkel együtt rájöjjön, ki vagy mi hozhatta ki Deant a Pokolból. A nő boldogan segít a fiúknak; körbeülnek egy asztalt, majd Pam egy rituáléba kezd, hogy megidézze a titokzatos megmentőt. Mikor a szoba rázkódni kezd és a rejtélyes lény egy fenyegető üzenetet küld, a nő nem áll le, folytatja a szeánszot, azonban vesztére: a gonosztevő mindkét szemét kiégeti. Pamela kórházba kerül, és ugyan nem hal meg, látását örökre elveszíti. Később derül ki, hogy szeme fényének kioltója egy Castiel nevű angyal volt, ám nem szándékosan tette, amit tett; hiába ellenkezett, megidézték, és mivel éppen nem volt emberi porhüvelyében, az esetet nem tudta elkerülni. A későbbiekben – röstellve bár – a testvérek ismét a segítségét kérik, hogy megfejtsék Anna Milton kilétét, akiről Pam segítségével kiderül, hogy egykor egy angyal volt, ám saját akarata szerint emberré lett. Az évad közepén Dean és Sam újból felkeresik Pamelát, és arra kérik, segítsen elhagyni nekik testüket, hogy szellemként felkutathassák a környékről elrabolt kaszást. A nő elintézi nekik a dolgot, és vigyáz a fiúk testére, míg azok szellemei távol vannak. A démonok azonban rájuk találnak, így Pamela gyorsan visszahozza Samet annak testébe, ám az már hiába siet a segítségére; egy démon ugyanis leszúrja. A nő meghal, előtte azonban még figyelmezteti Samet, hogy a képesség, melynek a birtokában van, nem jó.
Az 5. évadban a Winchesterek ismét találkoznak Pammel a túlvilágon. A nő hamar búcsút is vesz tőlük, előtte azonban egy beszélgetés során azt a véleményt osztja, hogy Deannek talán mégis engednie kellene az angyaloknak, és hagynia, hogy Mihály birtokba vehesse testét Lucifer ellen.
Epizódjai:

- Lazarus Rising

- Heaven and Hell

- Death Takes a Holiday

- Dark Side of the Moon

#### Traci Dinwiddie
Traci Dinwiddie 1973. december 22-én született az alaszkai Anchorage városában. Színészi karrierje során, játszott többek között A dárda végében, a Szerelmünk lapjaiban, a Fekete lovagban, illetve a Kapás van c. filmben. A színésznőnek ezeken kívül még rengeteg apró szerepe volt, ám kiugró szerepet nem igazán kapott. 2008-ban kapta meg szerepét az Odaátban.

### Missouri Mosely
Missouri Mosely az Odaát (Supernatural) című televíziós sorozat kitalált szereplője, akit Loretta Devine alakít.
Missouri a sorozatban egy egyedülálló, fekete bőrű médiumot alakít, aki a kansasi Lawrence-ben él, és természetfeletti képességeit kihasználva keresi meg pénzét. Rengeteg ember keresi fel, akik kapcsolatba szeretnének lépni elhunyt hozzátartozójukkal, vagy szeretteikről szeretnének megtudni információkat. A nő egyik régi barátja John Winchester, akivel azután hozta össze a sors, hogy a férfi feleségét egy démon megölte.
Missouri az 1. évad közepén tűnik fel, a Winchester fivérek ugyanis apjuk feljegyzései alapján úgy gondolják, a nő talán segíteni tud nekik, így felkeresik otthonában. Miután Missouri elküldte egyik kuncsaftját, Dean és Sam megkérik, segítsen kideríteni, mi lakozik régi otthonukba, ahová azóta egy új család költözött. Miután együtt bekérezkezdnek a házba, a médium megállapítja, hogy több szellem is kísért az épületben, így éjszakára elküldik az itt lakó családot, és rituáléba kezdenek, hogy kiűzzék a kísérteteket. A szertartást sikeresen megcsinálják, noha a szellem rájuk támad. Miután Mosley távozott, a fiúk még maradnak, hogy biztosak legyenek, ám a kísértet újra megjelenik, amit végül a másik szellem, Mary Winchester feláldozásával sikerül elpusztítaniuk. Miután Missouri elbúcsúzott Deanéktől, otthonába megy, ahol letolja az ott tartózkodó Johnt, amiért nem hajlandó találkozni fiaival.
Epizódjai:

- Otthon, rémes otthon

### Isaac és Tamara
Isaac és Tamara az Odaát (Supernatural) című televíziós sorozat kitalált szereplői, akiket Peter Macon és Caroline Chikezie alakít.
Isaac és Tamara a sorozatban egy fekete bőrű vadász házaspárt alakítanak, akik azóta űzik ezt a mesterséget, amióta lányukkal a természetfeletti végzett. Isaac többnyire nem szereti a társaságot, csupán feleségében bízik, ennek ellenére jó barátjuk Bobby Singer. A házaspárnak birtokában van egy rejtélyes karó, a Palo Santo, amely képes végezni a démonokkal.
Isaac és Tamara a 3. évad első részében tűnnek fel, amikor egy illinois-i nyomozásuk során, összeakadnak A Winchester fivérekkel, illetve régi barátjukkal, Bobby Singerrel. Dean és Sam felajánlják a házaspárnak, hogy segítenek felderíteni az ügyet – amelyben egy vidéki férfi és nő rejtélyes módon kiszáradt -, ám Isaac makacsságában elutasítja az ajánlatot. A pár egyedül bukkan a háttérben álló démonok, a hét halálos bűn nyomára, ám este a gonosztevők rajtuk ütnek egy bárban, és elfogják őket. Hogy kiszórakozhassák magukat, Isaac torkán lenyomnak egy kanna lefolyótisztítót, amitől a férfi perceken belül meghal, ám mikor Tamara életére is rátörnének, Deanék hajtanak be az épületbe az Impalával, és szentelt vízzel és sóval feltartják a démonokat, míg a nő bepattan a kocsiba, és elmenekülnek, csomagtartójukban az egyik bűnnel. Egy elhagyatott házban barikádozzák el magukat, ahol Tamara bosszút áll férjéért, és kiűzi túszukból a démont, nem törődve azzal, hogy így a férfi is meghal. Az éjszaka közepén, a ház előtt megjelenik az egyik szörnyeteg, megszállva Isaac holttestét, és sérültnek tettetve magát próbál meg bejutni a házba. Mikor a bentiek biztosra veszik, hogy ő nem lehet Isaac, az provokálni kezdi Tamarát, méghozzá lányuk halálával. Erre a nő kiront, majd a birtokában lévő démonölő karó, a Palo Santóval leszúrja a démont. Ezt követően harc kezdődik a maradék öt lény és a vadászok között, melyből végül Bobbyék kerülnek ki győztesen. A holttesteket másnap reggel eltemetik, Tamara pedig elbúcsúzik a fiúktól, és útja különválik tőlük.
Epizódjaik:

- A hét halálos bűn

### Rufus Turner
Rufus Turner az Odaát (Supernatural) című televíziós sorozat kitalált szereplője, akit Steven Williams alakít.
Rufus a sorozatban egy idős, egyedülálló, fekete bőrű exvadászt alakít, aki visszavonultan, magányosan él vermonti otthonában, többnyire ivással tölti idejét. Mogorva fickó, akinek bejárati ajtaja előtt egy kamera figyeli a terepet a betolakodók ellen, ennek ellenére meg lehet puhítani, a kulcs hozzá egy üveg Johnnie Walker, amit nagyon szeret. Egyik régi barátja Bobby Singer.
Rufus a 3. évadban bukkan fel először, amikor is felhívja Bobby barátját, és tájékoztatja őt, hogy információi vannak az általa keresett lány, a Coltot ellopó Bela hollétéről. Dean így ellátogat hozzá otthonában, ahol Rufus eleinte nem engedi be, csupán a bejárati kamerán figyeli és beszél hozzá, ám mikor megtudja, hogy hozott neki egy üveg Johnnie Walkert, azonnal betessékeli. Egy kis ivászat után a férfi elmondja Deannek, hogy Bela a közelmúltban melyik szállodában szállt meg a városban, illetve átad neki egy Angliából megszerzett dossziét, mely a lány bűnügyi nyilvántartását tartalmazza.
A 4. évad végén Rufus ismét fontos információkkal szolgál Bobbynak telefonon; elmondja neki, hogy a 66 pecsét feltörése már a végéhez közeledik.
Rufus az 5. évad elején ismét visszatér, ám ezúttal segítséget kér a kórházban gyengélkedő Bobbytól telefonon, ugyanis egy coloradói kisvárosban démonok csapdájába esett, miközben ómenek után kutatott. A segélykérést követően, a Winchester fivérek azonnal a helyszínre utaznak, ahol kiderül, hogy valójában az Apokalipszis egyik lovasa, a Háború fordította egymás ellen az ott élő embereket, köztük Rufust, és két másik vadászt, Ellen és Jo Harvelle-t. Végül a vadászok együtt veszik fel a küzdelmet a lovas ellen, végül pedig sikeresen megfékezik, így a zavargások megszűnnek. Az évad végén Bobby beszél Rufusszal telefonon néhány ómenről, ami segítene Lucifer nyomára akadni, ám hiába.
Epizódjai:

- Az örök élet titka

- Good God, Y'All

### Kubrick és Creedy
Kubrick és Creedy az Odaát (Supernatural) című televíziós sorozat kitalált szereplői, akiket Michael Massee és Jon Van Ness alakít.
Kubrick és Creedy a sorozatban két vadászt alakítanak, akik jó barátok egymással. Kubrick igen vallásos ember, egy lakókocsiban él, ami tele van vallásos szobrokkal és festményekkel, illetve egyik közeli barátja Gordon Walker.
Kubrick és Creedy a 3. évadban szerepelnek; amikor Gordon Walker börtönben raboskodik, Kubrick meglátogatja őt, és biztosítja róla a férfit, hogy hite ellenére, Sam Winchester nem állt át a rossz oldalra, hiszen megakadályozta az Ördög kapujának felnyitását. Gordon ennek ellenére nem hisz barátjának, és megbízza őt, iktassa ki az ifjabb Winchestert fiút. Kubrick segítségül barátját, Creedyt hívja, akivel együtt ered a fivérek nyomába. Miután rájuk találtak, betörnek a fiúl motelszobájába, és elfogják az ott tartózkodó Samet, aki éppen egy mágikus nyúlláb balszerencséjének hatása alatt áll. Mikor megjelenik Deant, a testvérek felülkerekednek a két vadászon, és sikeresen kiütik őket, majd kereket oldanak. Kubrick ezek után visszatér Gordonhoz, és már magabiztosan állítja, hogy Istenért, végeznie kell a gonosszá lett Sammel. Gordon később Kubrick segítségével megszökik a börtönből, majd közösen akadnak Winchesterék nyomára. A félresikerült akciót követően azonban a fivérek elmenekülnek, illetve Gordon egy vámpír fogságába esik, ami őt is fajtabeliévé változtatja. A vámpírvadász ezek után visszatér Kubrickhoz annak lakókocsijába, ám mikor az megtudja, mivé lett barátja, kötelességének érzi, hogy megölje. Gordon ugyan megígéri, miután likvidálta Winchestert, ő maga fog végezni magával, Kubrick azonban ezt azonnal meg akarja tenni, így rátámad, mire Gordon önvédelemből a kezével átdöfi a szívét. Kubrick pillanatok alatt meghal.
Epizódjaik:

- Mágikus balszerencse

- Friss vér

#### Michael Massee
Michael Massee 1953-ban született a missouri Kansas Cityben. Egyéves korában apjával Párizsba költöztek, ám később visszaköltözött az Egyesült Államokba, ahol a New York-i Hunter Főiskola színház és dráma tagozatán végzett 1987-ben. Ezután Los Angelesbe költözött, ahol eleinte pincérkedett, majd beindította filmet karrierjét. Hírnevét igazából A holló c. film hozta meg, melynek forgatása során a főszereplő Brandon Lee tragikus körülmények közt elhunyt; egy Massee kezéből elsült pisztoly halálos sebet ejtett rajta, ám a Mókást alakító színészt a kivizsgálás után semmilyen szempontból nem találták bűnösnek. Massee 2007-ben kapott szerepet az Odaát-ban, két epizód erejéig.

### Ed Zeddmore és Harry Spangler
Ed Zeddmore és Harry Spangler az Odaát (Supernatural) című televíziós sorozat kitalált szereplői, akiket A. J. Buckley és Travis Wester alakít.
Ed és Harry a sorozatban két fiatalt alakítanak, akik eltökélt szándéka, hogy igazi szellemvadászok lehessenek. Ehhez meg is van nekik minden felszerelés, ám tehetségben nagy a hiány, eléggé szerencsétlenek, ennek ellenére nagy az önbizalmuk. Ahogy egyre jobban belemélyednek a szellemek világába, alapítanak egy saját tévéműsort, a Szellemharcosokat, melynek ők a műsorvezetői, és melyben három társukkal – Maggie-vel; Ed mostohahúgával), Corbett-tel és Spruce-szal – kísértet járta házaknak néznek utána.
Ed és Harry az 1. évadban tűnnek fel először, amikor egy kísértetház után nyomozva, összefutnak a két másik szellemvadásszal, Dean és Sam Winchesterrel. A két páros nem igazán jön ki jól egymással, többnyire Edék nagyképűsége miatt, ám Winchesterék inkább távol szeretnék tartani a konkurenciát a veszélytől. Kiderül, hogy a megkörnyékezett épületben egy tulpa garázdálkodik, amit a két páros egyaránt szeretne megsemmisíteni, bár Harryék beérnék azzal is, ha lencsevégre tudnák kapni a szörnyeteget, és feltölteni saját weboldalukra. A lénnyel végül a Winchesterek végeznek, az akció után pedig Sam felhívja Edéket, és hollywoodi nagymenőnek kiadva magát, felkéri Edéket egy filmszerepre. A két idióta természetesen elhiszi a mesét, és egoista módon, elbúcsúzva a fivérektől, azonnal a filmek városába veszik az irányt.
A 3. évadban Ed és Harry, mint műsorvezetők térnek vissza, akik közösen vezetik Szellemharcosok című műsorukat, melyben kísértet-járta házaknak néznek utána. Egy alkalommal a legendás Morton házba törnek be éjszaka három társukkal; Maggie-vel, Corbett-tel és Spruce-szal, melyben a hiedelem szerint minden szökőév február 29-én szellemek jelennek meg, és elűzik a betolakodókat. Miközben felállítják a "főhadiszállást", több halálvisszhangra lesznek figyelmesek, majd feltűnnek a Winchester fivérek is, aki azonnal kitessékelnék a társaságot a házból, ám a kijáratok lezárulnak. Az éjszaka folyamán Ed rajtakapja Harry barátját, amint az a mostohahúgával, Maggie-vel csókolózik, ezért igen feldühödik, illetve Corbettnek és Samnek nyoma veszik. Corbettet ugyan az épületben kísértő Freeman Daggett szelleme megöli, a két vadászcsapat összedolgozva, végül megsemmisíti a kísértetet, és kijutnak a házból. A Szellemharcosok gyászolják elesett társukat, ellenben örülnek, hogy végre videófelvételekkel rendelkeznek valódi szellemekről, örömük azonban nem tart soká: alighogy Dean és Sam távoznak tőlük, az általuk hátrahagyott elektromágneses kütyü minden adatot megsemmisít, köztük a Morton házban szerzett összes adatot.
Mikor Dean és Sam a 4. évadban az "angyali bűbáj" hatására nem emlékeznek semmire korábbi életükből, az interneten néznek utána, hogyan kell levadászni egy szellemet. Ekkor akadnak rá Ed és Harry honlapjára, ahonnan információkat szereznek az akcióval kapcsolatban.
Utána a Ghosfacers (Szellemharcosok) már csak a 9. évadban tűnnek fel a 15. epizódban, ahol Ed és Harry maradt már csak a csapatból és miközben egy Ed által kitalált szellem után nyomoznak, egy valódi gyilkosság sorozatba botlanak, amiben Dean és Sam is segít nekik, miközben Ed és Harry örökre összevesznek, ami elgondolkodtatóan hat a Winchesterekre is, a saját testvéri viszonyukkal és titkaikkal kapcsolatban.
Epizódjaik:

- Pokoltanya

- Szellemharcosok

- It's A Terrible Life

- #thinman

### Demian és Barnes
Demian és Barnes az Odaát (Supernatural) című televíziós sorozat kitalált szereplői, akiket Devin Ratray és Ernie Grunwald alakít.
Demian és Barnes a sorozatban két fiatalt alakítanak, aki teljesen odavannak a Chuck Shurley által írt "Odaát" könyvsorozatért, azon belül a két főszereplőért, Dean és Sam Winchesterért, mondhatni, ők a példaképeik. Mindketten szívesen vesznek részt természetfelettivel kapcsolatos szerepjátékokban, jelennek meg összejöveteleken. Míg Demian valójában fénymásolójavítással foglalkozik, Barnes pedig hifieladó, nem sokan gondolnák róluk, hogy a valóságban egy közös párt alkotnak – egy odaátos chatoldalon ismerkedtek meg.
Demian és Barnes az 5. évadban szerepelnek; mikor egy hotelben összejövetelt szerveznek az "Odaát" könyv rajongói, nem kérdéses, hogy ők is részt vesznek rajt. Mint minden más résztvevő, ők is beöltöznek a sorozathoz méltóan: Demian Dean, Barnes pedig Sam szerepét játssza. Miközben mindketten élvezik a műsorokat, részt vesznek egy szerepjátékon, melyben egy legenda szerinti, az épületben kísértő szellemeket kell leleplezni. Deamian és Barnes tudtukon kívül, egy igazi szellemmel találkoznak, aki megmutatja nekik, hogy az egyik fali kép mögött egy térkép van elrejtve, ami a környéken lévő temetőhöz vezet. Mikor a találkozón a két valódi Winchester fivér is megjelenik, és rájönnek, hogy a hotelben valódi szellemek kísértenek, és a legenda is igaz, megpróbálják megszerezni Demianéktől a térképet, ám ők csak úgy hajlandók odaadni, ha ők is velük tarthatnak a kalandra, illetve, hogy ők játsszák Bobby Singer és Rufus Turner szerepét. A fivérek ebbe beleegyeznek, ám a két idióta az út során úgy kezd vitatkozni egymással, ahogyan Winchesterék is tették egykor apjukkal kapcsolatban, ekkor pedig Dean kiakad, és letolja őket, amiért ennyire beleélik magukat a játékba. A temetőhöz érkezve, Deamian és társa teljesen kétségbeesnek, hogy a konkurencia igazából ki akarja ásni az ott talált maradványokat, majd szembekerülnek egy valódi kísértettel is, ám bántani nem bántja őket, Deanék ugyanis időben megsemmisítik maradványait. A szállodában a fiatalok italba fojtják a sokk hatását, és próbálják feldolgozni, hogy a természetfeletti igenis létezik. Mikor kiderül, hogy van még néhány bosszúálló szellem a hotelben, és azok már le is zárták a kijáratokat, a négy vadász együtt veszi fel a harcot velük; a fivérek kijuttatják Deamiant és Barnest az intézményből, így azok visszatérnek a temetőbe, és felégetik a kísértetek földi maradványait, így megmentik a szállodában tartózkodókat. Másnap reggel Winchesterék és Demianék búcsút vesznek egymástól, ekkor derül ki róluk, hogy valójában egy párt alkotnak, Demian fénymásolójavító, Barnes pedig hifiárus, illetve elmondják véleményüket, miszerint a könyvekben szereplő fivérek elég irigylésre méltók, hiszen mindig összetartanak, és mindig számíthatnak egymásra, ha bajba kerülnek.
Epizódjaik:

- The Real Ghostbusters

### Jim Murphy atya
Jim Murphy atya az Odaát (Supernatural) című televíziós sorozat kitalált szereplője, akit Richard Sali alakít.
Jim a sorozatban egy tiszteletest alakít, aki a minnesotai Blue Earthben él, ahol saját temploma van. Míg hivatalosan pap, ugyanúgy vadász is, méghozzá elég tapasztalt. Templomának alagsorában egy titkos szoba van, amely egy egész fegyverarzenált rejt. Egyik régi barátja John Winchester, illetve azok fiai, akikkel jó kapcsolatot ápol már az 1980-as évek óta.
Jim az 1. évad végén tűnik fel, amikor egy este minnesotai templomában meglátogatja őt egy fiatal lány, Meg Masters, aki miután meggyónta neki bűneit, felfedi magáról, hogy démon. Jim meglepődik, hogy képes volt szentelt földre lépni, majd azonnal az alagsorba rohan, az ott lévő rejtett szobába, ahol egy egész fegyverarzenált tárol. Egy tőrrel megpróbálja megölni a démont, ám az felülkerekedik rajta, és elvágja a torkát. A tiszteletes meghal. Halálhíre eléggé megrázza a Winchester családot.
Epizódjai:

- Megváltás

### Caleb
Caleb az Odaát (Supernatural) című televíziós sorozat kitalált szereplője, akit Josh Blacker alakít.
Caleb a sorozatban egy vadászt alakít, aki Nebraskában él, fegyverkereskedelemmel is foglalkozik. Jó barátságot ápol John Winchesterrel, illetve gyakran látogatja Ellen Harvelle kocsmáját is.
Caleb az 1. évad végén tűnik fel, amikor is egy démon által megszállt lány, Meg Masters elfogja, és megzsarolja vele John Winchestert; ha nem adja át neki a vadászok legendás fegyverét, a Coltot, megöli a férfit. Caleb még belekiabálja a telefonba Johnnak, ne tegye meg, amit a démon kér, majd mivel Winchester habozni kezd, fogvatartója elvágja a torkát. Caleb pillanatok alatt meghal.
Epizódjai:

- Megváltás

### Richie
Richie az Odaát (Supernatural) című televíziós sorozat kitalált szereplője, akit Marty Papazian alakít.
Richie a sorozatban egy fiatal vadászt alakít, aki jó barátságban van Dean Winchesterrel, egy alkalommal ő mentette meg Richie életét. Richie eléggé lazán veszi a dolgokat, szereti herdálni a pénzt, mulatozni, és lányokat hajkurászni.
Richie a 3. évad elején szerepel, amikor az ohioi Elizabethville-ben összefut a Winchester fivérekkel. Mint kiderül, Richie egy ügyön dolgozva van a városban, ám ahogyan látszik, nem nagyon köti le a munka, inkább a lányokat hajtja, és szórakozik. Miután elköszöntek, Dean elmeséli öccsének, hogy egy alkalommal, amikor még Sam az egyetemre járt, megmentette Richie életét, és azóta is jó barátok. Richie az egyik bárban megismerkedik egy Casey nevű pultos lánnyal, aki elhívja a fiút a lakására. Miután megérkeztek, a pincébe mennek, ahol Casey felfedi magáról, hogy démon. Richie ekkor megpróbál végezni vele, ám ez nem sikerül; Casey felülkerekedik rajta, és eltöri a nyakát, Richie így meghal. Dean később aggódni kezd eltűnése miatt, ezért követi a telefonja jeladóját, így eljut a pincébe, itt talál rá barátja holttestére.
Epizódjai:

- A bűn városa

### Olivia Lowry
Olivia Lowry az Odaát (Supernatural) című televíziós sorozat kitalált szereplője, akit Audra Ricketts alakít.
Olivia a sorozatban egy egyedülálló vadászt alakít, aki Bobby Singer egyik barátja. Otthonában, a szekrényének rejtett rekeszében tárolja a vadászattal kapcsolatos felszereléseket, fegyvereket. Minden bizonnyal tehetséges vadász, azonban egy alkalommal egy akciója nem úgy sikerül, ahogyan eltervezte, így ártatlanok is estek áldozatul.
Olivia a 4. évad elején szerepel, amikor otthonában egy éjszaka zajra lesz figyelmes, és felriad álmából. Megtudja, hogy szellemek vannak a házban, méghozzá olyan emberek szellemei, akik valaha az ő hibájából hunytak el egy akció során, most pedig bosszút akarnak rajta állni halálukért. Olivia körbehinti sóval a szobát, majd fegyvert ragad a szekrényében elrejtett arzenálból, és felkészül a kísértetek támadására. Hiába, az egyik eléri, majd végez vele; kegyetlenül szétmarcangolja. Miután egyetlen hívásra sem felel, Olivia vadász barátja, Bobby a Winchester fivérekkel ellátogat hozzá, ekkor találnak rá megcsonkított holttestére. Mint később kiderül, az ügy hátterében a rettegett démon, Lilith áll, aki a "Tanú" jelével kísérteteket kerített hatalma alá, és azokat a vadászok ellen fordította, támadása pedig több illetőt is érintett, akik ugyanúgy végezték, mint Olivia.
Epizódjai:

- Are You There God? It's Me, Dean Winchester

### Travis
Travis az Odaát (Supernatural) című televíziós sorozat kitalált szereplője, akit Ron Lea alakít.
Travis a sorozatban egy eléggé elszánt, öregedő vadászt alakít, aki régóta ismeri a Winchester családot, és elég jóban van Deannel és Sammel. 1978-ban volt egy ügye, melynek során levadászott egy rougarou-t, ám akkor még nem tudta, hogy a szörnyeteg felesége gyermeket várt tőle, amikor pedig erre rádöbbent, már késő volt, ugyanis a gyermeket örökbeadták. Travis azóta is kötelességének tekintette, hogy megkeresse a fiút, és ha a helyzet úgy alakul, és az is vérszomjas lénnyé változna – apjához hasonlóan -, megölje.
Travis a 4. évad elején tűnik fel, amikor felhívja a rég nem látott Winchester fiúkat, és megkéri őket, jöjjenek el hozzá a missouri Carthage-be, ahol egy akcióra készül. A célpontja Jack Montgomery, aki a jelek szerint éppen afelé tart, hogy átalakuljon egy vérszomjas rougarou-vá; a férfi apja ugyanis szintén ugyanilyen lény volt – akit mellesleg szintén Travis vadászott le -, illetve már neki is egyre fokozódik éhsége, ami valószínűleg végül ahhoz vezet, hogy az emberhúsba is belekóstoljon. Travis örül, amikor találkozik a segítségére siető Deannel és Sammel, ám a fiúk megpróbálják meggyőzni, hogy egyelőre ne tegyen semmit Jackkel, az átalakulás ugyanis nem száz százalékos. Ennek ellenére, Travis betör a Montgomery lakásba, és elfogja Jack feleségét, akitől ezután tudja meg, hogy szintén terhes. Mikor a házigazda is megérkezik, a vadász őt is leüti, egy székhez kötözi, majd közli, nagyon sajnálja, de kétszer nem követheti el ugyanazt a hibát; mindkettejüket meg kell ölnie. Jack teljesen feldühödik, és kiszabadulva fogságából, Travisnak esik, széttépi a nyakát, majd lakmározni kezd belőle, az átalakulás beteljesedik. Később Winchesterék ugyan megölik barátjuk gyilkosát, feleségét elengedik, hasában a minden bizonnyal rougarou-géneket hordozó magzattal.
Epizódjai:

- Metamorphosis

### Martin Creaser
Martin Creaser az Odaát (Supernatural) című televíziós sorozat kitalált szereplője, akit Jon Gries alakít.
Martin a sorozatban egy visszavonult vadászt alakít, aki egy bizonyos Albuquerque-ben történt incidens után szakított a természetfelettivel, majd az oklahomai Gleenwood Springs Pszichiátriai Intézet lakója lett. Martin régóta jóban van a Wincheter családdal, John életét pedig annak idején nemegyszer mentette meg.
Martin az 5. évad közepén jelenik meg, amikor az általa is lakott intézetben felfigyel rá, hogy a betegek rejtélyes körülmények közt halnak, de mind öngyilkosságnak tűnik. Miután rájött, hogy valószínűleg egy alakmás gyilkos az épületben, segítségül hívja régi barátait, a Winchester fivéreket, akik azonnal "beutaltatják" magukat a diliházba, és Martinnal kezdenek nyomozni. Míg Dean és Sam belevetik magukat az ügy sűrűjébe, Martin inkább visszakozik, ám mikor Sam végezni akar egy civillel, akit az általa keresett lények hisz, megállítja a fiút. Végül rájönnek, hogy a szörnyeteg az egyik, az intézményben dolgozó nővér, így megpróbálnak végezni vele, ám kicsúzik a karmaik közül, és rájuk küldi a biztonságiakat. Hogy Deannek egérutat adhasson, Martin nekiveti magát az őröknek, és feltartja őket. Elbúcsúzni ugyan nem tud a fivérektől, hiszen percekkel később megszöknek, ám valószínűleg a történtek után ő sem részesül valami jó bánásmódban.
Epizódjai:

- Sam, Interrupted

### Walt és Roy
Walt és Roy az Odaát (Supernatural) című televíziós sorozat kitalált szereplői, akiket Nels Lennarson és ? alakít.
Walt és Roy az 5. évad közepén tűnnek fel; miután értesülnek róla, hogy Sam Winchester elhozta az Apokalipszist, sok más vadásszal egyetemben, ők is nyomozni kezdenek utána. Egy motelszobában találnak rájuk, ahol fegyverrel a kezükben, símaszkkal a fejükön elfogják őket, amíg alszanak. Dean azonban felismeri őket, így leveszik a maszkot, majd elárulják: azért vannak itt, mert bosszút akarnak állni Samen azért, amit az tett. Walt hidegvérrel agyonlövi Samet, majd buzdítja társát, ő is tegye meg azt Deannel, hiszen ha nem teszi, a fiú hátralévő életében csak rájuk fog vadászni. Végül Roy egy kis habozás után eleget tesz Walt kérésének.
Epizódjaik:

- Dark Side of the Moon

### Charlie Bradbury
Charlie Bradbury az Odaát (Supernatural) című televíziós sorozat kitalált szereplője, akit Felicia Day alakít.
Charlie a sorozatban egy fiatal lányt alakít, aki tizenéves kora óta álnéven bujkál, mert a szüleit autóbaleset érte, apja meghalt, anyja pedig azóta is kómában van. Charlie egyrészt nem akart bekerülni a rendszerbe, másrészt feltörte az USA védelmi rendszerét ezért a CIA is körözi.
Charlie a 7. évad végefelé tűnik fel, mikor a munkahelyén felfigyel rá Dick Roman a leviatánok főnöke és megbízza, hogy törje fel az elhunyt Frank Devereaux számítógépét. Charlie meg is teszi, de olyanokat olvas Frank gépén, amitől teljesen berezel és menekülni próbál. Otthonában viszont Dean és Sam Winchester vár rá, akik követték Frank gépének jeladóját. Miután tisztázzák ki kicsoda, egy nagy szívességre kérik fel Charliet, hogy törjön be Dick Roman gépére is és töltsön le belőle adatokat számukra. Charlie végül nagy hezitálás és félelmek közepette megteszi amire kérik, de az akció végén rajtuk ütnek és csak Bobby szellemének köszönhetik, hogy el tudnak menekülni. Ám eközben Charlie megsérül, eltörik a karja. Úgyhogy a végén, mikor elviszik a buszpályaudvarra és elbúcsúznak tőle a fiúk, csak azt kéri tőlük, felejtsék el örökre őt.
Ám a 8. évad-ban a fiúk egy ügy kapcsán megnéznek egy cosplayes/szerepjátékos videót és ki mást látnak rajta, mint Charliet! Így hozzá fordulnak információkért. Egy cosplayes táborba csöppennek a testvérek és ott kell nyomozniuk. Charlie majdnem összejön egy tündérrel, az ügy sikeres megoldása utána pedig a fivérek is beszállnak a végső nagy jelmezes csatába. Itt már barátokként válnak el egymástól a Winchesterekkel.
Pár hónappal később Charlie felbukkan a Bunker környékén és elmeséli a fiúknak, hogy annyira izgatta a vadászat, hogy ő is belekezdett. A Winchesterekkel egy dzsinn után nyomoznak, akiről kiderül, hogy több is van belőle, egy anya és a fia. Így sikerül elkapniuk Charliet, akit egy végtelenített videójátékba zárnak. Dean utánamegy és segít neki, és eközben derül ki, hogy Charlie anyjával mi van, és hogyan pénzeli a gépeken tartását a lánya. Ám a játék során megérti, itt az idő, hogy elengedje végre az édesanyját. Mikor felébred a dzsinn kábulatából, Dean nyakába borul és elbőgi magát. Körülbelül innen számítható, hogy a Winchester fiúk a fogadott kishúgukként kezdenek tekinteni rá. Már családtagként búcsúztatják a Bunkernél. Utána pedig egy szívszorító jelenetben, Charlie elmegy a kórházba az édesanyjához, és még egyszer utoljára búcsúzásul felolvas neki a kedvenc könyvéből A hobbit-ból.
A 9. évad elején Charlie bejelentkezik a Bunkerbe és elmeséli a fiúknak, milyen a vadászélet. Tőle tudjuk meg azt is, hogy a Supernatural-könyvek tovább íródtak kiadatlanul is, és Becky digitálisan feltöltötte őket az Amazonra. Ezután sikerül kiszabadítaniuk véletlenül a Bunkerben fogságba ejtett gonosz Nyugati Boszorkányt Óz Birodalmából. És életre kel vele Dorothy is, Frank Baum lánya, aki tényleg megjárta Óz Birodalmát és forradalmat szított ott. Miközben a gonosz boszorkánnyal harcolnak, Charliet eltalálja egy boszorkánylövés és holtan esik össze. De csak Dean látja ezt és azonnal hívja Gadreelt aki még Sam testében van, hogy keltse életre. Gadreelt először tiltakozik, de aztán mégis megteszi, ám nagyon legyengül. A végén a testvéreket is hatalmába keríti a gonosz boszorkány és amíg Dorothy lefoglalja őket, Charlie végez nagy nehezen a boszorkánnyal, aki kinyítja az ajtót Óz Birodalmába. Charlie csak egy pillantást vet rá, de megbabonázza a hely és amikor a végén Dorothy felajánlja, hogy vele mehet Ózhoz, egy pillanatig sem tétovázik. A fiúk ámuló szemmel nézik, ahogy a két lány elindul a Sárga Úton és becsukódik mögöttük a varázs zár.
Egy jó évvel később a 10. évad-ban Charlie visszatér Óz Birodalmából, de szétszakítva Jó és Gonosz Charlie-ra. Megpróbálják egyesíteni a két felét varázslattal, de miközben ez zajik, Dean találkozik Charlie rosszabbik énjével és mivel Dean is eléggé meg van vadulva Káin jegyétől ezért egymásnak esnek. Ám ami sérülést okoz Dean Rossz-Charlie-nak azt a Jó is elszenvedi, úgyhogy a végén majdnem agyonveri Charliet. Mégis egyesíteni tudják őket, de Dean teljes kétségbeesésbe zuhan, hogy nem tudta megállítani magát és majdnem megölte a "kishúgukat". Bár azzal válnak el, hogy Charlie megbocsát neki, Dean nem tud magának megbocsátani. Charlie ennek ellenére elmegy Európába, hogy segítséget szerezzen neki.
Pár héttel később egy telefonfülkéből jelentkezik Charlie, aki már ismét Amerikában van, és nála van egy nagyerejű varázskönyv a "Book Of The Damned", a Kárhozottak Könyve. De ez a könyv egy ősi család tulajdona, akik üldözik, sőt meg is lövik Charliet. Végül elvergődik Rufus kunyhójáig és ott találkozik a fiúkkal. A könyv, amelyet emberbőrre írtak és fekete mágiával van tele, nagyon vonzza Deant, ezért nem is mer vele foglalkozni. Ám így is Charlie nyomában van a Styne család, és meg is találják a kunyhót, mire Sam úgy tesz, mintha bedobná a tűzbe a könyvet. Ehelyett azonban elrejti és ezt a Styne-ok is észreveszik, így tovább üldözik őket majd. Ám ezután a kaland után Charliet elviszik a fiúk a Bunkerbe, ahol életében először találkozik Castiellel is, aki rögvest meg is gyógyítja és haverok lesznek.
Utána azonban Sam elkapja Rowenát, hogy segítsen elolvasni a könyvet és felkéri a kódfejtésre Charliet is, de Dean tudta nélkül. Rowena viszont csak bajt kavar és addig piszkálja Charliet. amig az elmegy a biztonságos rejtekhelyről egy motelbe. Ott fejezi be a dekódolást és fel is tölti a fiúk részére, ám közben már megtalálták a Styne-ok, Eldon Styne lemészárolja, és a fürdőkádba dobja a tetemét. A fiúk már így találnak rá, amikor utána rohannak.
Charlie vadásztemetést kap a fiúktól és Deant annyira haragszik Samre Charlie haláláért, hogy belerángatta ebbe az egészbe, hogy azt mondja neki a halotti máglyánál, bárcsak Sam feküdne rajta és nem Charlie. Sam ledöbben, Dean pedig elmegy, hogy bosszút álljon. A teljes Styne családot kiírtja Káin jegyének erejével, majd Eldon Styne után indul, akik közben bejutottak a Bunkerbe és éppen felgyújtani készülnek. Eldon Styne ugyan meg akar verekedni Deannel, de egyáltalán nem érez lelkifurdalást, hogy megölte Charliet, sőt a nevére sem emlékszik, mire Dean Charlie nevében egyszerűen lelövi a hepciáskodó Styne ivadékot és a többieket is. A bosszúja beteljesedett, de Charlie már nem jön vissza.
Epizódjai:
- 7.20 The Girl with the Dungeons and Dragons Tattoo
- 8.11 LARP and the Real Girl
- 8.20 Pac-Man Fever
- 9.04 Slumber Party
- 10.11 There's No Place Like Home
- 10.18 Book of the Damned
- 10.21 Dark Dynasty
- 10.22 The Prisoner

#### Felicia Day
Felicia Day 1979. június 28-án született az Alabama állambeli Huntsville-ben mint Kathryn Felicia Day. Amerikai színésznő, producer, író. Az austini egyetemen diplomázott matematikából és zenéből, profi hegedű játékos. Megjelent mainstream televíziós műsorokban és filmekben is, beleértve az Odaátot, és két szezont a SyFy sorozatában az Eurékában. Azonban Felicia még ismertebb a webes videó világban. Játszott a Joss Whedon internetes zenei "Dr. Horrible Sing-Along Blog" c. műsorában és megalkotta és szerepelt is a nagysikerű web-sorozatban a "The Guild"-ben. Felicia kreatív főnök a saját produkciós cégében a Knights Of Good Productions-ban, amely producere volt a "Dragon Age" web-sorozatnak és a "Geek & Sundry" YouTube-csatorna tulajdonosa. Legutóbb Felicia önéletrajzi ihletésű könyvet írt "You're Never Weird On the Internet (Almost)" címmel.

## Isten oldalán

### Isten
Isten az Odaát (Supernatural) című televíziós sorozat kitalált szereplője, akit Rob Benedict alakít.
Isten a sorozatban a világ urát és teremtőjét alakítja, aki a kezdetektől fogva figyeli a Földön zajló eseményeket. Otthona a Mennyország. Kezdetben létrehozta a világot, majd az angyalokat, ám mikor megteremtette az embert, az egyik angyal, Lucifer féltékeny lett rájuk, és fellépett atyja döntése ellen, ezért pedig Isten utasítására Mihály arkangyallal a Pokolba száműztette. Istennek a Földön több prófétája is van, nem beszélve az angyalokról, akik hűséges katonáiként szolgálják. Közülük csupán csak négy látta őt: Mihály, Lucifer, Gábriel és Rafael. Isteni képessége van, halhatatlan.
Isten neve először az 1. évad közepefele hangzik el, amikor egy vak gyógyító, Roy Le Grange úgy véli, Isten rajta keresztül gyógyítja az embereket, noha tudtán kívül, valójában felesége és egy kaszás áll a háttérben.
A 2. évadban providence-i polgárok gyilkolnak, és tettüket azzal magyarázzák, hogy Isten utasítására öltek, ugyanis megjelent nekik. Később derül ki, hogy csupán egy tiszteletes szelleme ösztönözte őket, akit korábban szintén megöltek.
A 4. évad elején Isten parancsba adja egyik angyalának, Castielnek, mentse ki Dean Winchestert a Pokolból, hiszen kulcsfontossága van a Pokol ellen vívott harcban, ő Mihály arkangyal porhüvelye. Az évad végén Dean megtudja Zakariástól, hogy az angyalok azt tervezik, engednek az Apokalipszis eljövetelének, és ekkor feltezi a kérdést: Isten vajon hol van? Az angyal azt válaszolja, elhagyta őket.
Az 5. évadban, Lucifer szabadulását követően, Isten megmenti a fivéreket előle, és egy repülőre teszi őket. Az évad során Castiel Dean amulettjével próbál ráakadni a Mindenható nyomára, állítása szerint ugyanis az a közelében izzani kezd, ám sikertelenül. Mikor a Winchesterek meghalnak, találkoznak a Mennyországban egy Józsue nevű angyallal, akiről kiderül, ő az egyetlen, akivel Isten kommunikál, és szerinte Isten ismeretlen okokból a Földön tartózkodik. Az évad végén az egyik próféta, Chuck Shurley elkezdi írni könyvének befejezését, amelyben szó esik Dean Impalájának fontosságáról, és ami Dean és Mihály összecsapásával zárul. Amint végzett vele, Chuck fehér ruhába öltözve, hátradől székében, elmosolyodik, és mintha Isten bújt volna belé, egy villanás erejével eltűnik. Később feltámasztja elesett angyalát, Castielt, visszaadja képességeit, és visszafogadja őt a Mennybe.
Sok várakozás után az 11. évadban Isten végre előkerül, az évad végén a 20. epizódban. Éppen az emlékiratait írja, mikor elragadja az időközben emberré vált Metatront, Isten tollnokát, hogy segítsen neki a szerkesztésben. Metatron aztán nagy nehezen rábeszéli, hogy harcba szálljon a testvére, Amara ellen, mert eredetileg nem állt szándékában. Itt kiderül végre, miért nem világított Dean amulettje a közelében. Az epizódban leszáll Isten a földre és találkozik a Winchester testvérekkel.
A 21. epizódban elteleportálja magukat a Bunkerbe és tervet kovácsolnak Amara ellen. A 22. epizódban felsorakoznak Isten "hadseregének" tagjai, Isten kibékül Luciferrel és együtt indulnak Amara ellen, de egyelőre csúfos kudarcot szenvednek.
A 23. epizódban látjuk a haldokló Istent akivel a világ is együtt haldoklik, miközben a kis csapata kétségbeesetten keresi a megoldást. Végül Rowena kitalálja, hogy lelkeket gyűjt egy kristályba, aminek az erejét Deanbe transzportálja, egyfajta lélekbombaként. Mivel egyedül Dean tud közel férkőzni Amarához. Dean bele is egyezik, hogy feláldozza magát, és találkozik Amarával egy az Édenkertet idéző parkban. Ám Amara hamar rájön a cselre, de végül Deannek sikerül lebeszélnie a bosszúvágyáról. Amara magához teleportálja a haldokló Istent és visszaadja az életerejét, miáltal a világ is magához tér, miután megérti, hogy a Sötétség nem létezhet a Fény nélkül. Ezek után kézenfogva eltávoznak, eloszlanak a légben.
Epizódjai:

- 5.22 Swan Song

- 11.20 Don't Call Me Shurley!

- 11.21 All In The Family

- 11.22 We Happy Few

- 11.23 Alpha And Omega

### Castiel
Castiel az Odaát (Supernatural) című televíziós sorozat kitalált szereplője, akit Misha Collins alakít.
Castiel a sorozatban egy angyalt alakít, akinek ura maga az Isten, követi az ő parancsait. Angyal lévén, több angyali, természetfeletti képességgel rendelkezik, rengeteget tud a természetfeletti lényekről, ráadásul halhatatlan. Hatalmas szárnyai vannak, hangja fülsiketítő, puszta látványa pedig kiégeti a halandó emberek szemét, így azokkal csak emberi testen keresztül képes kommunikálni. Porhüvelye egy Jimmy Novak nevű férfi, aki saját maga fogadta testébe. Társa és egyben barátja a szintén angyal Uriel arkangyal. Castiel szereti és becsüli az embereket, és ugyan mindenben szolgálja feljebbvalóit, bizalma előbb-utóbb meginog, amikor olyan parancsot kap, ami az emberek ellen irányul.
Castiel a 4. évad elején azt a parancsot kapja a Mennyekből, hogy mentse ki Dean Winchestert a Pokolból, ugyanis még terveik vannak vele. Az angyal teljesíti feladatát, noha kézlenyomata beleég a fiú vállába. Nem sokkal később a Winchester fiúk és Bobby barátjuk egy Pamela Barnes nevű látnokkal megpróbálják megidézni a rejtélyes megmentőt, ám mivel Castiel épp nincsen porhüvelyében, megjelenése akaratlanul kiégeti Pamela szemeit. Az angyal végül találkozik Deannel, és elmondja neki, hogy azért hozta vissza a halálból, mert még nagy szükségük van rá; megnyílt az út az Apokalipszis felé, Lilith ugyanis elkezdte feltörni a 66 pecsétet, mely ha sikerrel jár, Lucifer a Földre szabadul. Castiel a továbbiakban társával, a specialista Uriel arkangyallal segíti a testvérek munkáját, és többször bízzák meg őket, akadályozzanak meg egy-egy pecséttörést. A közös ügyek során Dean a Cas becenevet ragasztja rá. Egy alkalommal Casnek és Urielnek feletteseik parancsa szerint, végezniük kell egy rég emberré lett angyallal, egy Anna Milton nevű lánnyal, ám akciójuk kudarcba fullad, ugyanis az kicsúszik a kezeik közül, és visszanyeri angyali lelkét. Amikor Winchesteréknek köszönhetően, sikerül elfogniuk az egyik fődémont, Alastairt, fény derül rá, hogy Uriel áruló, öli saját angyaltársait, az Castielt is megpróbálja maga mellé állítani, ő azonban nem kér ebből; nekiesik kollégájának, majd a segítségére siető Annával végez vele. Ekkor jut birtokába az angyalölő tőr. Az évad végén feljebbvalói úgy gondolják, Castiel már-már Deanék oldalán áll, mintsem az övükén, ezért visszahurcolják a Mennybe, míg földi porhüvelye, Jimmy Novak tanácstalanul áll, mihez kezdjen most saját magával. A férfi visszamegy családjához, csakhogy a démonok üldözőbe veszik, és elfogják lányát, illetve feleségét. Ekkor derül ki, hogy Castiel visszatért, és Jimmy kislányát szállta meg, így az angyal Deannel és Sammel sikeresen legyőzi a démonokat, majd visszatér eredeti porhüvelyébe, Jimmy ugyanis a harcban súlyos sérülést szenvedett, melybe amúgy biztosan belehalna. Mikor Dean és Bobby a démonvérfüggőség miatt bezárják Samet Bobby pánikszobájába, Dean beszél Casszel, és letesz előtte egy esküt, miszerint ő fog véget vetni az Apokalipszisnek. Ennek ellenére, az angyal és felettese, Zakariás egy biztonságos helyre viszik a fiút, ám később kiderül, ezt csak azért tették, nehogy meg tudja akadályozni az utolsó pecsét feltörését, méghozzá Lilith halálát. Hogy ez beteljesülhessen, Castiel kiszabadítja Samet rabságából, illetve Annát elfogatja és a Mennyek börtönébe küldi. Végül Dean győzködésére, Casnek "megjön az esze"; Zakariást elteleportálja, ő maga pedig a sráccal a próféta Chuck Shurley-hoz megy, akitől megtudják, hol fog beteljesülni a pecséttörést. Váratlanul azonban egy arkangyal tűnik fel, Castielnek még sikerül Deant öccse után küldenie, ő maga azonban szembekerül társával.
Az 5. évad első részében, Lucifer szabadulását követően Chuck azzal az információval szolgál a fivéreknek, hogy Castielt az angyalok darabokra tépték, ennek ellenére, mikor a fiúk szembekerülnek Zakariással és két testőrével, az angyal megjelenik; végez velük, Zakariást azonban futni hagyja. Hogy a Sátán ne találhasson rájuk, a fiúk bordájába egy-egy enochiai pecsétet olvaszt, arra viszont nem ad válasz, hogyan tért vissza a halálból. Miután Bobby egy harcot követően deréktól lefelé lebénul, megkéri Cast, gyógyítsa meg, ezt azonban nem tudja teljesíteni, ugyanis Mennyből való száműzése után több képességét is elveszítette. Az angyal ezek után azzal tölti az idejét, hogy Dean különleges amulettjének segítségével megkeresse a nyoma veszett Mindenhatót, de miután ez nem sikerül, megidézi magát Rafael arkangyalt, és szent tűzzel csapdába ejti. Ő azt állítja, hogy Isten már meghalt, és Castielt Lucifer támasztotta fel, mivel még szüksége lehet rá. Deant egyszer Zakariás a jövőbe, 2014-be küldi egy kis időre, ahol már Lucifer az úr a Földön, és ahol Castiel már nem angyal, hanem egy szakadt, narkós hippi, akit egy rajtaütés során a Sátán megöl. Az évad során Cas találkozik egy volt arkangyallal, Gábriellel, illetve egy kisfiú életére is rátör, aki az Antikrisztus, cserébe az játékfigurává változtatja, amíg biztonságba nem tudhatja magát az angyal elől. Miután kinyomozta, hogy a legendás Colt egy Crowley nevű démonnál van, és sikerült visszaszerezni azt Deanéknek, összejön egy csapat, akik Lucifer ellen indulnak. Az akció azonban kudarcba fullad; Ellen és Jo Harvelle meghal, Castiel pedig az Ördög fogságába kerül, aki megpróbálja meggyőzni, álljon az oldalára. Végül Casnek sikerül kereket oldania, és Winchesterékkel elszöknie. Az Apokalipszis egyik lovasa, Éhínség is feltűnik az életében: sok emberhez hasonlóan, az ő porhüvelyét is megkörnyékezi, ezért hatalmas étvágy fogja el, melytől tucatnyi hamburgert kezd magába tömni, mindaddig, míg a lovas meg nem hal. Amikor a Winchesterek meghalnak, és a Mennyben Zakariás kezd rájuk vadászni, Castiel ismét a segítségükre lesz, hitét azonban elveszti, és feladja a kutatást Isten után. Az évad végére Cas eléggé megromlik, inni kezd, egy másnapossága során sebesül meg egy bizonyos Babiloni Szajhától. Egy vízió során rájön, az angyalok arra készülnek, hogy Deanék öccsét, Adamet használják fel porhüvelynek Mihálynak, ám sikerül megmentenei előlük. Castiel saját magával teleportál néhány angyali ellenfelet Adam védelmének érdekében, ennek ellenére a fiút mégis elrabolják tőlük. Hosszú ideig nem, jön hír Casről, végül egy kórházból hívja fel Deanéket, és közli, teljesen halandó lett, semmilyen természetfeletti képessége nincsen már. Visszatér a testvérekhez, Bobbyhoz és egy új démoni baráthoz, Crowley-hoz, hogy együtt vessenek véget a közelgő világvégének. Együtt szerzik meg az egyik lovas, Pestis gyűrűjét, és akadályozzák meg, hogy a démonok piacra dobják vírusukat, a Croatoant, és együtt szereznek Samnek démonvért, hogy felvehesse a harcot Luciferrel. Miután tervük dugába dől, és a Sátán megszállja Samet, átvéve felette az irányítást, Cas és Bobby teljesen feladják a reményt, ám Dean meggyőzi őket, rugaszkodjanak neki még egyszer. Dean, Bobby és Castiel egy lawrence-i temetőben küzdenek meg Luciferrel: míg Bobby pisztollyal lő, a volt angyal szentelt olajos Molotov-koktélt hajít, és eltalálja vele Mihály arkangyalt. Ezt látván, az Ördög kitekeri Bobby nyakát, Castielt pedig egy csettintéssel szétrobbantja. Végül Dean sikeresen teljesíti a küldetést, Lucifer visszakerül börtönébe, Isten pedig feltámasztja Castielt, aki ismét angyallá válik, visszanyeri képességeit, így pedig visszahozza Bobbyt a halálból. Elbúcsúzik barátaitól, és boldogan tér vissza a Mennyországba.
Epizódjai:

- 4.01 Lazarus Rising

- 4.02 Are You There God? It's Me, Dean Winchester

- 4.03 In The Beginning

- 4.07 It's The Great Pumpkin, Sam Winchester

- 4.09 I Know What You Did Last Summer

- 4.10 Heaven and Hell

- 4.15 Death Takes A Holiday

- 4.16 On The Head Of A Pin

- 4.18 The Monster at the End of This Book

- 4.20 The Rapture

- 4.21 When The Levee Breaks

- 4.22 Lucifer Rising

- 5.01 Sympathy for the Devil

- 5.02 Good God, Y’All

- 5.03 Free to Be You and Me

- 5.04 The End

- 5.06 I Believe the Children Are Our Future

- 5.08 Changing Channels

- 5.10 Abandon All Hope

- 5.13 The Song Remains The Same

- 5.14 My Bloody Valentine

- 5.16 Dark Side of the Moon

- 5.17 99 Problems

- 5.18 Point of No Return

- 5.21 Two Minutes To Midnight

- 5.22 Swan Song

- 6.01 Exile on Main St.

- 6.03 The Third Man

- 6.06 You Can't Handle the Truth

- 6.07 Family Matters

- 6.10 Caged Heat

- 6.12 Like a Virgin

- 6.15 The French Mistake

- 6.17 My Heart Will Go On

- 6.18 Frontierland

- 6.19 Mommy Dearest

- 6.20 The Man Who Would Be King

- 6.21 Let It Bleed

- 6.22 The Man Who Knew Too Much

- 7.01 Meet the New Boss

- 7.02 Hello, Cruel World

- 7.17 The Born-Again Identity

- 7.21 Reading Is Fundamental

- 7.23 Survival of the Fittest

- 8.01 We Need to Talk About Kevin

- 8.02 What's Up, Tiger Mommy?

- 8.05 Blood Brother

- 8.07 A Little Slice of Kevin

- 8.08 Hunteri Heroici

- 8.10 Torn and Frayed

- 8.16 Remember the Titans

- 8.17 Goodbye Stranger

- 8.21 The Great Escapist

- 8.22 Clip Show

- 8.23 Sacrifice

- 9.01 I Think I'm Gonna Like It Here

- 9.03 I'm No Angel

- 9.06 Heaven Can't Wait

- 9.09 Holy Terror

- 9.10 Road Trip

- 9.11 First Born

- 9.14 Captives

- 9.18 Meta Fiction

- 9.21 King of the Damned

- 9.22 Stairway to Heaven

- 9.23 Do You Believe in Miracles?

- 10.01 Black

- 10.02 Reichenbach

- 10.03 Soul Survivor

- 10.07 Girls, Girls, Girls

- 10.09 The Things We Left Behind

- 10.10 The Hunter Games

- 10.14 The Executioner's Song

- 10.17 Inside Man

- 10.18 Book of the Damned

- 10.20 Angel Heart

- 10.21 Dark Dynasty

- 10.22 The Prisoner

- 10.23 Brother's Keeper

- 11.01 Out of the Darkness, Into the Fire

- 11.02 Form and Void

- 11.03 The Bad Seed

- 11.04 Baby

- 11.06 Our Little World

- 11.10 The Devil in the Details

#### Misha Collins
Misha Collins (eredeti nevén Misha Dmitri Tippens Krushnic) 1974. augusztus 20-án született a massachusettsi Bostonban. Első szerepét 1998-ban, a Legacy c. sorozatban kapta, majd többek közt, szerepelt a Bűbájos boszorkák-ban, a Vészhelyzet-ben, a Monk-ban, a CSI: New York-i helyszínelők-ben, illetve a 24-ben. Kisebb filmszerepet 1999-ben, a Szabad a szerelem és az Észvesztő c. filmekben, míg főszerepet a Karla c. filmben kapott. 2008-ban a Csak a testeden át! c. filmben játszott, majd még ez évben elvállalta szerepét az Odaát-ban, amiben azóta is játszik. A 10. évadtól a vendégszereplését felváltotta az állandó szereplői státusz.

### Uriel angyal
Uriel az Odaát (Supernatural) című televíziós sorozat kitalált szereplője, akit Robert Wisdom és Matt Ward alakít.
Uriel a sorozatban egy arkangyalt alakít, aki a Mennyek specialistája, Isten katonája. Angyal lévén, több angyali, természetfeletti képességgel rendelkezik, ráadásul halhatatlan. Hatalmas szárnyai vannak, hangja fülsiketítő, puszta látványa pedig kiégeti a halandó emberek szemét, így azokkal csak emberi testen keresztül képes kommunikálni. Porhüvelye egy fekete bőrű férfi, társa és barátja a szintén angyal Castiel. Ugyan elvileg az emberek biztonsága és megóvása a feladata, Uriel nem szereti, ki nem állhatja őket.
Uriel a 4. évad elején tűnik fel Castiel oldalán, mint az angyalok specialistája. Az első találkozáskor, közte és a Winchester fivérek közt azonnal feszültség lesz úrrá, az angyal ugyanis egy egész várost akar lerombolni, csakhogy megakadályozzon egy pecséttörést, ráadásul Deant a Pokollal cukkolja, Samet pedig halálosan megfenyegeti, hogy álljon le a démonvérivással. A pusztítást végül nem kell végrehajtani, Uriel felfedi társa előtt, mennyire is utálja az emberiséget. Mikor mindketten parancsba kapják, hogy végezzenek egy emberré lett angyallal, Anna Miltonnal, azonnal teljesítenék a feladatot, ám a lány a testvérek segítségével elmenekül, ettől pedig Uriel még jobban begurul. Folytatják a vadászatot célpontjuk után, és hamarosan rájuk is találnak, ekkor fedi fel Uriel, hogy Anna angyali lelke egy üvegcsébe van zárva, ami az ő nyakában lóg. Winchesterék azonban társuk, Ruby segítségével, Alastair vezette démonokat csal a helyszínre, és egymásnak ugrasszák őket az angyalokkal. A harcot kihasználva, Anna megszerzi Urieltől az üvegcsét, és visszanyeri angyali kilétét, majd a három démonnal együtt, egy villanásban eltűnik a helyszínről, így a küzdelem abbamarad. Miután Alastair Castielék fogságába esett, egy alkalommal több angyalt is meggyilkolnak ismeretlenek egy éjjel, és a démon ördögcsapdáját is megpróbálják a vízvezetékszelepet megnyitva eltöröli, nem sokkal később Uriel beszélgetni hívja Castielt, és felfedi előtte, ő tette mindezt, ugyanis már a Pokol oldalán áll, hiszen ő lesz a győztes hatalom. A renegát megpróbálja maga mellé állítani barátját is, az azonban nem akar áruló lenni, ezért nekitámad Urielnek. Végül váratlanul Anna tűnik fel, és Uriel angyalölő késével átdöfi annak nyakát, így az meghal.
Az 5. évad közepén Uriel egy rész erejéig visszatér; mikor a fivérek és Castiel visszarepülnek az időbe, 1978-ba, hogy megakadályozzák, hogy Anna megölje John és Mary Winchestert, Anna felkeresi az akkori Urielt, és megkéri, segítsen neki likvidálni Deanéket, hiszen a jövőben ők fogják a vesztét okozni. Az angyal segít Annának, ám akciójuk a megjelenő Mihály arkangyalnak köszönhetőnek nem sikerül: Mihály megöli Annát, Urielt pedig elteleportálja a környékről.
Epizódjai:

- It's The Great Pumpkin, Sam Winchester

- I Know What You Did Last Summer

- Heaven and Hell

- Death Takes A Holiday

- On The Head Of A Pin

- The Song Remains The Same

#### Robert Wisdom
Robert Wisdom 1953. szeptember 14-én született Washingtonban, jamaicai szülőktől. A Columbia Egyetemen diplomázott. Rengeteg filmben játszott fő és mellékszerepeket, és szintén sok sorozatban próbálta ki magát, többek közt A szökés-ben és 2008-tól az Odaát-ban.

### Zakariás
Zakariás az Odaát (Supernatural) című televíziós sorozat kitalált szereplője, akit Kurt Fuller alakít.
Zakariás a sorozatban egy magas rangú angyalt alakít, aki Isten egyik hű katonája. Angyal lévén, több angyali, természetfeletti képességgel rendelkezik, ráadásul halhatatlan. Hatalmas szárnyai vannak, hangja fülsiketítő, puszta látványa pedig kiégeti a halandó emberek szemét, így azokkal csak emberi testen keresztül képes kommunikálni. Egy alkalommal megemlíti, hogy a Mennyekben hat szárnya és négy arca van, melyek közül az egyik oroszlán. Porhüvelye egy középkorú férfi. Zakariás a Mennyekben nagyobb rangot képvisel, több angyal feljebbvalója, köztük Castielé.
Zakariás az 4. évad végén jelenik meg; a Winchester fivéreket egy másik világba varázsolja, hogy ott maguk ébredhessenek rá, milyen fontos szerepet töltenek be a vadászok világában. Miután célját elérte, egy csettintéssel mindent visszaállít a megszokott kerékvágásba, és megpróbálja elmagyarázni Deannek, hogy ő lesz az, aki meg fogja menteni a világot az Apokalipszistől. Később feltűnik a színen Chuck Shurley, aki valójában az angyalok prófétája, és miután találkozott a fivérekkel, úgy dönt, nem folytatja tovább jövőlátó életmódját, és öngyilkos akar lenni, ekkor pedig Zakariás keresi fel, és közli vele, hiába tenné azt meg, fontossága miatt ő úgyis feltámasztaná. Az évad végén, miután Dean letette Castiel előtt az esküt, miszerint mindenképpen meg fogja akadályozni a világvégét, az angyal Casszel egy biztonságos helyre viszi a fiút, ahol azonban kiderül, minderre csak azért van szükség, hogy Dean semmiképpen ne tudjon beleavatkozni Lucifer felszabadításába, melyet az angyalok rejtélyes okokból támogatnak. Csakhogy Castiel végül mégiscsak Dean oldalára áll; elmenekül a fiúval, Zakariást pedig egy falra festett enochiai pecséttel elteleportálja.
Az 5. évadban, Lucifer szabadulását követően, Zakariás azon fáradozik, hogy maga mellé állítsa Deant, akiről később kiderül, hogy ő maga Mihály arkangyal porhüvelye, csak az ő testén keresztül képes a Földre jutni, ahhoz azonban a fiú beleegyezése szükséges. Mivel ebbe Dean nem akarja beadni a derekát, és egy alkalommal ő is elteleportálja Zakariást és társait, az angyal elfogja, és öccsével együtt kínozni kezdi a srácot. Váratlanul azonban a halottnak hitt Castiel jelenik meg; Zakariás két testőrét az angyalölő tőrrel megöli, őt magát azonban futni hagyja. Mivel ezt követően, Dean és Sam a Castől kapott Enochiai pecsétekkel az angyalok szeme előtt láthatatlanná válnak, Zakariás keresztény hittérítőkkel próbál a nyomukra akadni, és sikerrel jár; miután rátalált Deanre, előrerepíti őt 2014-be, hogy saját szemével láthassa, mivé lesz a világ, ha nem mond igent Mihálynak. A fiú végigél néhány napot a Lucifer, káosz és Croatoan vírussal fertőzöttek uralta Kansas Cityben, ennek ellenére, még így sem hajlandó beleegyezni a kérésbe. Zak ettől teljesen bepipul, és fogolyként akarja magával vinni a fiút, ám Castiel még időben kimenti onnan Deant. Amikor a testvéreket meggyilkolják, Zakariás a Mennyben azonnal hajtóvadászatot indít ellenük, és hamarosan el is kapja őket. Ekkor megemlíti, hogy Mary Winchester milyen hasznos lett számára, utalva rá, hogy a szajhájává vált. Ütlegelni kezdi Deant, amiért már mindenki rajta röhög, hogy nem képes elvégezni a feladatát, azonban megjelenik Józsue, az Istennel egyedül kommunikáló angyal, és megparancsolja Zakariásnak, hagyja békén a fiúkat, ez az Úr utasítása. Az angyal eleget tesz a kérésnek, noha ezt követően kirúgják a Mennyből. A Földön éli tovább életét, bárokban iszogatva, később azonban felettesei visszafogadják, új feladattal bízzák meg: fel kell támasztania Adam Milligant, a legkisebb Winchester testvért, és meg kell védenie, hiszen ő is megfelel Mihálynak porhüvelyként. Ugyan a srác Deanék karmai közé kerül, az angyal megjelenik Adam álmában, és magához csalja, azt ígérve, hogy visszahozza neki elhunyt anyját. Végül a tesók, miközben öccsük kiszabadításán fáradoznak, az angyalok szobájában szembekerülnek Zakariással, aki elkezdi kínozni Samet és Adamet, hogy ezzel végre rábírja Deant a kérésre. A fiú igent mond, azzal a feltétellel, ha Zak meghal. Az hívni kezdi Mihályt, és dühében közelebb lép Deanhez, mire az előrántja az angyalölő tőrt, és fejen szúrja vele ellenfelét. Zakariás meghal.
Epizódjai:

- It’s a Terrible Life

- The Monster at the End of This Book

- Lucifer Rising

- Sympathy for the Devil

- The End

- Point of No Return

#### Kurt Fuller
Kurt Fuller 1953. szeptember 16-án született a kaliforniai San Franciscóban. Filmes pályafutásán elsősorban a Wayne világa című film szereplője és rendezőjeként ismerték el, majd játszott a Szellemirtók 2.-ben. Több filmben és tucatnyi sorozatban szerepelt, legtöbbször komikus karaktert alakított. 2008-ban kapta szerepét az Odaát-ban.

### Rafael arkangyal
Rafael arkangyal az Odaát (Supernatural) című televíziós sorozat kitalált szereplője, akit Demore Barnes alakít.
Rafael a sorozatban egy arkangyalt alakít, aki Isten egyik katonája. Angyal lévén, több angyali, természetfeletti képességgel rendelkezik, ráadásul halhatatlan. Hatalmas szárnyai vannak, hangja fülsiketítő, puszta látványa pedig kiégeti a halandó emberek szemét, így azokkal csak emberi testen keresztül képes kommunikálni. Porhüvelye egy fekete férfi, Donnie Finnermann.
Rafael az 5. évad elején tűnik fel; amikor Castiel nyomozása kudarcba fúl Isten holléte után, Deannel együtt elhatározza, hogy megidézi az arkangyalt. Miután értesültek róla, hogy Rafael nem sokkal korábban egy kisvárosban ölt meg néhány démont, ott kezdenek kutatni, és hamar rájönnek, hogy az angyal már nem tartózkodik porhüvelyében, Donnie Finnermannben. A férfit ugyanis a küzdelem óta összeomlás miatt kórházban ápolják. Casék végül egy rituálé során, egy vidéki házban megidézik Rafaelt, és a szent tűzzel csapdába ejtik. Beszélgetésük során, az arkangyal elmondja, hogy Castielt nem más, mint Lucifer hozta vissza a halálból, mivel még tervei vannak vele, illetve hogy Isten nem csak eltűnt, de meg is halt. Ezután Deanék magára hagyják Rafaelt, az azonban még megígéri Castielnek, hogy meg fogja találni, és akkor a parancs szerint végez a bukott angyallal.
Epizódjai:

- Free to Be You and Me

### Anna Milton
Anna Milton az Odaát (Supernatural) című televíziós sorozat kitalált szereplője, akit Julie McNiven alakít.
Anna a sorozatban egy fiatal lányt alakít, aki rejtélyes módon képes hallani az angyalok beszélgetéseit. Mint később kiderül, Anna egykor Isten egyik angyala volt, azonban egy alkalommal megtagadta feljebbvalói parancsát, és saját akaratából, 1985-ben halandó emberré változott. A Milton család gyermekeként született meg, és nőtt fel, angyali lelke pedig elveszett a Földön. Vallásos szülei révén, ő is vallásos lány lett, apja ráadásul saját templomot működtetett, hiszen foglalkozása révén, városuk helyi tiszteletese.
Anna a 4. évadban elmegyógyintézetbe kerül, ugyanis azt állítja, hogy hallani képes az angyalok beszélgetését, ebből kifolyólag pedig tudja, hogy a démonok Lilith vezetésével elkezdték feltörni a 66 pecsétet, mely ha sikerrel jár, Lucifer a Földre szabadul. Mikor a démonok tudomást szereznek a lány különleges képességéről, egyet azonnal érte küldenek, Annának azonban sikerül ártalmatlanná tennie, majd elmenekülni. Szökése után visszatér városába, ahol azonban nem keresi fel családját, hanem tiszteletes apja templomában keres menedéket. Itt találnak rá az őt kereső Winchester fivérek, illetve azok barátja, Ruby, akik biztonságban akarják tudni üldözői elől. Néhány perccel később a démonok egyik vezetője, Alastair toppan be, így a csapat menekülni kényszerül, egy elhagyatott, erdei házban szállnak meg, ahol Sam elmeséli Annának, hogy szülei meghaltak, a démonok megölték őket otthonukban. Mikor megérkezik a várva várt Castiel és Uriel, kiderül, hogy nem védelmezés céljából jöttek: mivel nem engedhetik, hogy Anna démonok kezébe kerüljön, meg kell, hogy öljék. A testvérek és Ruby ellenkeznek, és az angyalokra támadnak, végül Anna egy mindeddig ismeretlen, falra festett Enochiai pecséttel elteleportálja onnan rosszakaróit. Hogy megtudják, ki is valójában Anna, Winchesterék segítségül hívják a korábban látását vesztett médium, Pamela Barnest, aki Bobby házának pánikszobájában hipnózis alatt, felidézi benne korábbi életét. Kiderül, hogy Anna régen angyal volt, aki megtagadta feljebbvalói parancsait, és 1985-ben, saját akaratából emberré változott, angyali lelke pedig elveszett a Földön. Mivel a lány meteorhoz hasonlóan érkezett ide, megkeresik a becsapódásának helyszínét, ahová azóta egy különleges tölgyfa nőtt, ott azonban nem találják a lelket. Éjszaka Anna köszönetet mond Deannek, amiért segítenek neki, majd szeretkeznek egyet az Impala hátsó ülésén. Miután Dean egy különös álom során rájött, hogy az angyali lélek Uriel nyakában lóg egy üvegcsében, csapdát állítanak az angyaloknak, és összeugrasszák őket a szintén a helyszínre hívott démonokkal. A harcot kihasználva, Anna megszerzi Urieltől az üvegcsét, és egy hatalmas, vakító villanást követően, eltűnik. Angyal kilétét visszanyerve, később segíti tanácsaival a Winchester fiúkat, illetve többször keresi fel Castielt is. Mikor fény derül rá, hogy Uriel áruló, és több angyal megölése után, Castiellel is végezni akar, Anna segít bajtársának, és egy angyalölő tőrrel ledöfi Urielt, aki ezt követően meghal. Végül Castiel teljesíti felettesei parancsát, és társaival visszaviteti Annát a Mennyekbe.
Az 5. évad során, Lucifer szabadulását követően, Castiel értesül róla, hogy Anna megszökött a Mennyek börtönéből, ám mivel kételkedik ebben, felkeresi egykori társát. Az angyallány beavatja őt tervébe; vissza akar utazni 1978-ba, hogy megölje az akkori John és Mary Winchestert, ezáltal megakadályozza, hogy megszülessen Lucifer porhüvelye, Sam. Cas ellenzi a tervet, Anna azonban visszamegy az időben, és ugyan eléggé legyengül, elkezdi keresni a két célszemélyt. Miután végzett John főnökével, az ő hangját leutánozva, telefonon munkahelyére, az autószerelő műhelybe hívja a férfit, ahol megpróbálja megölni, a Castiellel szintén visszautazott Dean és Sam azonban feltűnik, és elteleportálja őt a környékről. Anna felkeresi az akkori Urielt, és maga mellé állítja, hogy segítsen végrehajtani a küldetést. Mindketten rátámadnak egy bebiztosított házban magukat elbarikádozó ellenfeleikre, Uriel a padlóra küldi Deant, míg Anna kiüti Johnt, Samet pedig egy késsel megöli. Ekkor azonban váratlan dolog történik; John testében feltűnik Mihály arkangyal, elteleportálja Urielt, Annát pedig egy érintéssel hamuvá égeti.
Epizódjai:

- I Know What You Did Last Summer

- Heaven and Hell

- On The Head Of A Pin

- The Rapture

- When The Levee Breaks

- The Song Remains The Same

#### Julie McNiven
Julie McNiven 1980. október 11-én született a Massachusetts állambéli Amherstben. Trapéz művészetet tanult, majd áttért a színjátszásra; Új-Angliában vágott bele, a Salemi Főiskolán tanult tovább, és szerzett diplomát. Egy alkalommal Lindsay Lohan dublőrét játszhatta, majd szerepet kapott az Old Man Dogs c. 1997-es horrorfilmben, ami azonban nem hozta meg neki a sikert. Későbbiekben több sorozatban és filmben is szerepelt, az igazi áttörést azonban 2008-ban az Odaát jelentette.

### Gábriel / Trükkös
Gábriel / Trükkös az Odaát (Supernatural) című televíziós sorozat kitalált szereplője, akit Richard Speight Jr. alakít.
Gábriel vagy Trükkös a sorozatban egy humoros arkangyalt alakít, aki régebben távozott a Mennyekből, ugyanis nem bíra elviselni az ott dúló testvéri viszályt angyal testvérei között. Azóta a Földön él, és embereket tréfál meg, kihasználva természetfeletti képességeit, poénjai azonban nemegyszer túllőnek a célon, és halált okoznak. Teljesen mindegy neki, hogy melyik oldal győz az angyal-démon háborúban, csupán egyvalamire vágyik: hogy vége legyen. Halhatatlan. Birtokában van egy bizonyos Arkangyal Penge, mely minden lény ellen hatásos. Volt szerelme az egyik hindu istennő, Kali.
Gábriel a 2. évad közepén jelenik meg, amikor a Winchester fivérek felfigyelnek rá, hogy egy városban különös halálesetek történnek, többek közt: egy professzor kirepül egy egyetem negyedik emeletéről; ufók rabolnak el és kényszerítenek keringőre egy fiatalt; a csatornából pedig egy aligátor tűnik fel és fal fel egy embert. Gábriel akkor az egyetem gondnokának arca mögé bújik, ám rövid időn belül Deanék leleplezik, és Bobby barátjukkal együtt arra a következtetésre jutnak, hogy ellenfelük egy félisten, aki bármilyen dolgot meg tud idézni, illetve el tud tüntetni, ezért Trükkösnek nevezik el. Csapdát állítanak neki, és megpróbálják örökzöld karóval megölni. Trükkös hiába varázsol ellenük harcosokat, Deannek végül siker átdöfnie a lény szívét, így jól végezve feladatukat, eltávoznak a helyszínről. Ám alighogy elmentek, a hátrahagyott holttest mellett megjelenik Trükkös, teljesen egészségesen, arcán a megszokott vigyorral.
A 3. évadban Trükkös visszatér; értesül róla, hogy hamarosan Dean az alkuja miatt eltávozik az élők sorából, így elhatározza, felkészíti Samet arra az időkre, amikor már nem lesz vele bátyja. Különféle módokon megöli Deant, majd Sammel újra meg újra eljátssza ugyanazt a keddi napot, így az időcsapdában az több száz alkalommal látja meghalni testvérét, tenni ellene azonban semmit nem tud. Egy alkalommal azonban feltűnik neki, hogy az egyik férfi a bárban nem a megszokott menüjét rendeli, így nyakon ragadja, ekkor pedig az felfedi neki, hogy egy régi jó baráttal van dolga. Megígéri a fiúknak, többé nem zaklatja őket, és visszaállít mindent a rendes kerékvágásba, Deant azonban a Trükkös keze nélkül egy rabló meggyilkolja, Sam pedig hajtóvadászatot indít ellene, hogy bosszút álljon rajta. Sam hónapokig kutat a lény után, amikor pedig végre rátalál, könyörögve kéri, támassza fel bátyját, mire Trükkös egy csettintéssel elintézi a dolgot.
Az 5. évad során Trükkös tovább folytatja veszélyes játékait, amikor pedig rájön, hogy Winchesterék a környéken vannak, nem tud ellenállni: csapdába csalja, majd egy saját maga alkotta világba varázsolja őket, ahol közli velük, el kell játszaniuk egy-egy tévés sorozat, vagy műsor szerepeit, csak úgy juthatnak ki onnan. Mikor a fiúk angyal barátja, Castiel a segítségükre akar sietni, a mókamester őt is elfogja. Hosszú szenvedés után, Dean végül szent olajból csapdát állít a Trükkösnek, így Sammel és Casszel együtt visszakerül a való világba. Itt fedi fel magáról Trükkös, hogy ő valójában Gábriel arkangyal, és azért hagyta ott a Mennyeket, mert nem tudta elviselni, hogy atyja és fivérei folyton harcoltak, illetve elmondja, hogy már ősidők óta el van rendelve, hogy Dean Mihály, Sam pedig Lucifer porhüvelye lesz. Miután a beszélgetésnek vége szakad, Dean eloltja a szent tüzet, így mindenki szabadon távozik a helyszínről. Az évad végén az angyal tudomást szerez róla, hogy az istenek fogva tartják Deant és Samet, ezért Loki álnéven meglátogatja őket, mintha ő is isten lenne. Mikor megpróbálja volt szerelmét, Kalit kihasználni, hogy megszöktesse a fivéreket, az rájön valódi kilétére, és társai előtt leszúrja őt annak Arkangyal Pengéjével. Azonban a kés hamisságának köszönhetően nem hal meg, majd mikor Lucifer felbukkan a helyszínen, és Kali kivételével az összes jelenlévő istent megöli, szembeszáll az Ördöggel, és elég időt ad a Winchestereknek, hogy megmentsék Kalit. Lucifer kéri őt, ne kényszerítse a megölésére, Gábriel azonban megpróbálja leszúrni valódi fegyverével. Fivére azonban megelőzi őt, és Gábrielt annak saját pengéjével felnyársalja. Nagy fényrobbanással huny ki, majd holtan esik össze. Halála után, Deanék megnézik a lemezt, amit közvetlen halála előtt adott nekik; Gábriel magyarnak öltözve szerepel egy pornófilmben, miközben megosztja az információt, miszerint Lucifer visszazárásához először meg kell szerezni az Apokalipszis lovasainak gyűrűit, ugyanis azok a kulcsok a ketrechez. Közli, hogy ez nem lesz egyszerű, majd mikor elkezdődne a huncutkodás, a felvételt a fiúk leállítják.
Epizódjai:

- A szemfényvesztő

- Időcsapda

- Changing Channels

- Hammer of the Gods

#### Richard Speight, Jr.
Richard Speight, Jr. 1970. szeptember 4-én született a Tennessee állambeli Nashville-ben. Itt nevelkedett, színművészeti diplomát szerzett. Elsőként a Steven Spielberg és Tom Hanks alkotta Az elit alakulat c. második világháborús sorozatban szerepelt, majd több filmben és sorozatban kipróbálta magát. 2006-ban kapta meg szerepét az Odaát-ban.

### Mihály arkangyal
Mihály arkangyal az Odaát (Supernatural) című televíziós sorozat kitalált szereplője, akit Matt Cohen és Jake Abel alakít.
Mihály a sorozatban egy arkangyalt alakít, aki Isten egyik katonája. Ő volt az, aki egykor legyőzte és a Pokolba száműzte Lucifert. Angyal lévén, több angyali, természetfeletti képességgel rendelkezik, ráadásul halhatatlan. Hatalmas szárnyai vannak, hangja fülsiketítő, puszta látványa pedig kiégeti a halandó emberek szemét, így azokkal csak emberi testen keresztül képes kommunikálni. Porhüvelye Dean Winchester, ám ő nem hajlandó beleegyezni abba, hogy az angyal megszállhassa, ezért a Mennybéliek azon fáradoznak, hogy megtörjék a fiút. Később derül ki, hogy egy másik ember is szolgálhat porhüvelyeként: Adam Milligan, akinek szintén Winchester vér csörgedezik az ereiben.
Mihály neve először a 4. évad végén merül fel, amikor Zakariás egy festményt mutat az éppen védelme alatt álló Deannek, melyen Mihály látható, amint legyőzi a Sátánt.
Az 5. évadban, miután Lucifer kiszabadult, Zakariás felkeresi az előlük bujkáló Winchester fivéreket, és felfedi előttük, hogy Dean maga Mihály kardja, vagyis porhüvelye, és azonnal igent kell mondania az angyalnak, hogy az megszállhassa, és testében szembeszállhasson Luciferrel. A fiú azonban ezt semmiképpen nem hajlandó megtenni, ismét elszökik az angyalok elől, és ezzel a tudattal folytatja eddigi életét. Mikor egy alkalommal Dean és Sam Castiel barátjukkal visszautaznak az időbe, 1978-ba, hogy ott megvédjék szüleiket a rájuk vadászó angyallánytól, Annától, Mihály megjelenik: John Winchester beleegyezésével megszállja a férfit, és a testvérek segítségére siet. Annát egy érintéssel porrá égeti, az ő oldalán oldalán álló Urielt pedig elteleportálja a helyszínről. Miután elkábította Mary Winchestert, négyszemközt kezd beszélni Deannel, melynek során elmondja neki, előbb-utóbb úgyis igent fog mondani neki, ugyanis ez a végzete. Ezek után odalép a halálos sebet kapott Samhez, és meggyógyítja, majd visszarepíti saját idejükbe a fiúkat, illetve Castielt. Az évad végén Zakariásék feltámasztják a legkisebb Winchester fivért, Adam Milligant, aki szintén tudna porhüvelyként szolgálni. Mihály ezt ki is használja, megszállja a fiút, és a végzete szerint Lawrence-be megy, hogy megküzdjön Luciferrel. Egy temetőben kerülne sor az összecsapásra – amit a Sam testébe bújt Lucifer ellenez, mivel nem szeretne végezni fivérével -, azonban megjelenik Dean és két társa; Bobby és Cas, és utóbbi szentelt Molotov-koktélt hajít Mihályra. Lángok közt, üvöltve tűnik el, majd percekkel később tér vissza, amikor már Sam visszanyerte tudatát testében a Sátán ellen. Az angyal mindenáron meg akar küzdeni az Ördöggel, ezért ellenáll Samnek, hogy beleugorjon Lucifer börtönébe, azonban ez lesz a veszte: a fiú karon ragadja Mihályt, és vele együtt zuhan a mélybe.
Epizódjai:

- The Song Remains The Same

- Swan Song

### Józsue
Józsue az Odaát (Supernatural) című televíziós sorozat kitalált szereplője, akit Roger Aaron Brown alakít.
Józsue a sorozatban Isten egyik angyalát alakítja, aki a Mennyország kertésze, és ő az, akivel az Úr egyedül kommunikál, ugyanis szerinte ő az, aki egyedül megérti. Porhüvelye egy fekete bőrű férfi. A Mennyekben ő gondozója egy helynek, amit ő csak "kertnek" hív, ez a hely az összes Menny közepe. Halhatatlan.
Józsue az 5. évadban tűnik fel; mikor a Winchester fivéreket két vadász meggyilkolja, a fiúknak a Mennyben Castiel azt tanácsolja, keressék fel Józsuét, ugyanis ő segíthet nekik. Dean és Sam előbb-utóbb eljutnak a "kerthez", melyben megtalálhatják az angyalt, ám Zakariás fogságába esnek. Ekkor jelenik meg Józsue, és megkéri Zakariást, engedje el a testvéreket, ez az Úr akarata, és ha nem teszi, következményei lesznek. Miután Zakariás eleget tett a kérésnek, Deanék a "kertben" találják magukat, amit Józsue szerint mindenki másképpen lát, a fivérek például egy botanikus kertként. Ézsáu felfedi, ő az egyetlen, akivel Isten kommunikál, mivel szerinte ő az, aki megérti. A beszélgetés során még kiderül, hogy Isten jelenleg ismeretlen célból a Földön tartózkodik, és nem érdekli az Apokalipszis, ráadásul ő volt az, aki Lucifer szabadulásakor a repülőre tette a fivéreket, és Castielt is visszahozta a halálból. Végül Józsue kifejezi sajnálatát, és mielőtt visszaküldi a fiúkat földi testükbe, elmondja, már többször is voltak itt, csak ki lett törölve emlékezetük, ám ezúttal Isten akarata szerint emlékezniük kell.
Epizódjai:

- Dark Side of the Moon

### Chuck Shurley
Chuck Shurley az Odaát (Supernatural) című televíziós sorozat kitalált szereplője, akit Rob Benedict alakít.
Chuck a sorozatban egy Kripke's Hollow-i írót alakít, aki tudtán kívül Isten egyik prófétája, ebből kifolyólag látja a jövőt. Ezt kihasználva írja meg Carver Edlund álnéven, "Odaát" címen könyvsorozatát, mely a Winchester fivérek kalandjait követi nyomon, első vadászataiktól kezdve. A könyvei rengeteg embert ragadnak magukkal, így egész szép rajongótáborra tesz szert, sikeresek művésszé válik.
Chuck a 4. évad vége fele jelenik meg; a Winchester fiúk egy könyvesboltban ugyanis rábukkannak az "Odaát" könyvekre, és azonnal magukra ismernek bennük, ezért elhatározzák, felkeresik a szerzőt, Carver Edlundot. Rá is találnak otthonában, ahol kiderül, a valódi neve Chuck Shurley, és rejtélyes módon előre látja a jövőt, ezt felhasználva írja műveit is. Elmeséli legutóbbi álmát, melyben Sam felkereste Lilithet egy motelszobában, és ágyba bújt vele, Deant pedig elütötték egy autóval, és az Impaláját is megpróbálták ellopni. Mikor Winchesterék barátja, Castiel is ellátogat Chuckhoz, felfedi, hogy ő maga Isten egyik prófétája, ennek köszönheti különleges képességét, illetve hogy a látottakat semmiféleképpen nem lehet megváltoztatni. Ennek ellenére, mikor Lilith valóban feltűnik Sam körül, Dean a démon elé viszi Chuckot, ennek következtében a prófétát védelmező arkangyal megjelenik, Lilith pedig kénytelen menekülőre fogni. Chuck a történtek után elhatározza, hogy öngyilkos lesz, ám Zakariás arkangyal megjelenik, és közli vele: hiába tenné meg, fontossága révén az angyalok úgyis feltámasztanák. Chuck tovább folytatja irományait, az évad végére pedig tudomást szerez a közelgő Apokalipszisről, ezért nőkkel múlatná az időt, amikor is betoppan hozzá Dean és Castiel, és arról érdeklődnek, merre találják Samet. Miután Chuck válaszolt, arkangyal kezd közeledni, Cas még időben a megadott helyre teleportálja Deant, a szobát pedig hatalmas fényözön árasztja el.
Az 5. évadban, Lucifer szabadulását követően, Dean és Sam ismét felkeresik Chuckot, aki azzal az információkkal szolgál nekik, hogy Castiel barátjukat az angyalok megölték. A srác ugyan folytatja könyvei írását, egy újabb víziója során rájön, hogy Mihály arkangyal kardja a Földön van elrejtve, ez pedig értékes információ Luciferrel szemben, ezért azonnal eljuttatja ezt Winchesterékhez egyik legfanatikusabb rajongójával, Beckyvel. Mikor Deant Zakariás a jövőbe, a démonok uralta 2014-be küldi, hogy lássa, milyen lesz a világ, ha nem fogadja testébe Mihályt, a fiú itt az ellenállók közt összetalálkozik Chuckkal is, aki azonban később egy Lucifer ellen tervezett akció során meghal. Az "Odaát" rajongói egy alkalommal összejövetelt szerveznek egy szállodában, ahová Becky elcsalja a testvéreket is. A Chuck nyitóbeszédével kezdődő est azonban hamarosan elfajul, amikor kiderül, hogy az épületben valódi, bosszúálló szellemek kísértenek, és kezdenek el gyilkolni. A szörnyetegeket végül sikerül megfékezni, ebben pedig szerepet vállal Chuck is, melytől Becky azonnal beleszeret, majd egymásra is találnak. Az évad végén Chuck szakít Beckyvel, és – miközben Deannek elmondja telefonon, hogy Lucifer és Mihály összecsapása egy lawrence-i temetőben lesz – befejezi sorozatát; leírja a végkifejletet, illetve a Chevrolet Impala kulcsszerepét a történetben, majd miután végzett vele, mosolyogva, fehér ruhába öltözve hátradől, és mintha Isten bújt volna a testébe, egy villanással eltűnik.
A 11. évadban kiderül, hogy Chuck alakjában ténylegesen az Isten személye jelenik meg.
Epizódjai:

- The Monster at the End of This Book

- Sympathy for the Devil

- The End

- The Real Ghostbusters

- Swan Song

## A Pokol oldalán

### Lucifer
Lucifer az Odaát (Supernatural) című televíziós sorozat kitalált szereplője, akit Mark Pellegrino és Jared Padalecki alakít.
Lucifer a sorozatban a Pokol urát, a démonok legfőbb vezetőjét alakítja, aki egykor Isten egyik angyala volt, ám elbukott, ezért Mihály arkangyal legyőzte és örök időkre a Pokolba zárta. Több ezerévnyi rabság után Lucifer mindenáron szabadulni akar, ezért Azazel vezetésével megbízza a démonokat, mindenáron törjék fel a 66 pecsétet, mely ha sikerrel jár, a Sátán a Földre szabadulna, és eljönne az Apokalipszis. Mivel egykor angyal volt, képességei még mindig aktívan működnek, mellyel hatalmas pusztítást tud okozni. Halhatatlan, még a legendás fegyver, a Colt sem végez vele. A Bibliával ellentétben nem tűnik sem agresszívnak, sem hataloméhesnek, csupán nyugalmat akar a világban. Egyik átmeneti porhüvelye egy Nick nevű férfi, a fő porhüvelye pedig nem más, mint Sam Winchester, megszállni valamelyiket azonban csak annak beleegyezésével tudja.
Lucifer neve először a 3. évadban merül fel, amikor is Dean és egy Casey-t megszálló démon beszélgetése során utóbbi felfedi, hogy az ő istenük maga a rabságban tartott Lucifer.
A 4. évad elején a név ismét felcsendül fel, amikor Castiel tájékoztatja a Winchester fivéreket, hogy a démonok elkezdték a Lucifer szabadulásával is végződhető 66 pecsét feltörését. Mint kiderül, 1972-ben Azazel a marylandi Ilchester egyik zárdájában több apácát is brutálisan meggyilkolt, hogy képes legyen beszélni urával, Luciferrel. A Sátán ekkor bízta meg alattvalóját, hogy válasszon ki egy csecsemőt, és ruházza fel különleges hatalommal, hogy az majd képes legyen feltörni a 66 pecsét legutolsóját; megölni a legelső démont, Lilithet. Az évad végén Lucifer terve beválik, hona közben rengeteg démont veszít – köztük Azazelt: Sam Winchester megöli Lilithet, ezzel megtörik az utolsó pecsét, ő maga pedig hatalmas fényözön kíséretében, a Winchester fiúk szeme láttára emelkedik fel a Pokolból.
Szabadulása után – melynek eredményeképpen az Apokalipszis lovasai is elszabadultak -, az 5. évadban Lucifer azonnal megkörnyékezi egyik átmeneti porhüvelyét, egy Nick nevű férfit. Hogy meggyőzze őt, annak korábban elhunyt felesége, Sarah képében jelenik meg előtte, és megidézi szintén elhunyt kisgyermekét, így sikerül elnyernie Nick bizalmát; annak beleegyezésével megszállja a férfi testét. Mivel a valódi porhüvelye maga az ifjabbik Winchester fiú, és az őt védő enochiai pecsét miatt képtelen megtalálni, meglátogatja őt álmában, ezúttal a fiú meggyilkolt barátnője, Jessica alakjában tűnik fel, és elárulja Samnek, hogy ő a porhüvelye, és előbb-utóbb úgyis rá fog találni. Mikor Deant Zakariás arkangyal a démonok uralta 2014-be küldi néhány napra, ott a fiú rájön, hogy abban az időben már Lucifer Sam testét használja, illetve egy bevetés során találkozik is az Ördöggel, aki támadói megölése után, elbeszélget Deannel: elmeséli neki, hogy ő mindig is imádta Istent, azért kellett elhagynia a Mennyeket, mert ellenezte az emberek megteremtését, akik szerinte teljesen romlott lények. A beszélgetés során kiderül, Sam Detroitban adta át testét a Sátánnak. A normális idősíkban, Lucifer elhatározza, megidézi a Negyedik Lovast, a Halált, ezért a missouri Carthage városában néhány ember kivételével mindenkit lemészárol, és belekezd a rituáléba. Mikor feltűnnek a környéken a Winchester fivérek három társukkal, Lucifer elfogja közülük Castielt, míg Ellent és Jót egyik segítőjére, a korábban Meg Mastersként ismert démonra bízza. Hiába próbálja maga mellé állítani, az angyal nem enged neki. Folytatja a szertartást, ám a két megmaradt fivér megjelenik, Dean pedig a Colttal fejbelövi az Ördögöt, aki ugyan kidől, néhány pillanattal később gondtalanul kel fel, és közli, a pisztoly csupán 5 teremtménnyel nem képes végezni a világon, és ő köztük van. Ezt követően kiüti Deant, majd néhány démont feláldozva, befejezi az idézést. Winchesterék Castiellel ugyan elmenekülnek a helyszínről, Lucifer büszkén köszönti a megjelenő Halált. Később, a Winchesterek összefognak néhány istennel, hogy együtt csalják csapdába Lucifert – akinek átmeneti porhüvelye már elég rossz állapotban van -, ezért leszedik Sam bordájáról az angyalok előli láthatatlanságot biztosító enókiai jeleket, az Ördög így gondtalanul rátalál. Érkezése után elkezdi sorra legyilkolni az isteneket, végül szembekerül saját fivérével, Gábriellel. Az angyal feltartja ellenfelét, amíg Dean és Sam a megmaradt istennel elszöknek, majd a Sátán hiába kéri Gábrielt, ne kényszerítse a megölésére, az rátámad, így Lucifer kénytelen megölni; karjával átdöfi testvérét. Az évad végén Luciferhez detroiti tartózkodása idején betoppan Dean és Sam, hogy utóbbi magába fogadja, utána pedig terve szerint visszazárja korábbi börtönébe. Ugyan Lucifer tud róla, hogy náluk van a ketrec kulcsa – a négy lovas mindegyik gyűrűje -, megszállja a fiút. Azonnal átveszi a porhüvely feletti hatalmat, és elteleportál a helyszínről. Egy tükrön át kommunikál a testbe zárt Sammel, és sorra jeleníti és öli meg a fiú korábbi ismerőseit, barátait. A Mihállyal való összecsapása a sors szerint Lawrence-ben lesz egy temetőben, ezért meg is jelenik a helyszínen, ahol próbálja meggyőzni az angyalt, ne küzdjenek meg, hiszen nem akarja bántani a fivérét. Végül Dean és két társa, Castiel és Bobby jelennek meg, és Cas egy szentelt Molotov-koktéllal megsebzi Mihályt, aki ettől szörnyű kínok közt elteleportál. A Sátán ettől teljesen bepöccen: egy csettintés erejével szétrobbantja Cast, Bobby nyakát pedig kitöri, amikor az rálő fegyverével. Ezt követően elkezdi verni Deant, teljesen szétroncsolja a fejét, majd annak autóján folytatná a püfölést, azonban az Impalát látván, Samben felelevenednek emlékei bátyjával, és visszanyeri uralmát a teste felett. Sam végül magába zárva a Sátánt, a lovasok gyűrűit felhasználva, visszaugrik a börtönbe, és magával rántja Mihályt is. Lucifer ezzel ismét rabságba kerül.
Lucifer a 7. évadban már az elején feltűnik Sammy vízióiban és megpróbálja elhitetni vele, hogy soha nem is szabadult ki a ketrecből, hanem azóta is kínozzák. Ez annak a következménye, hogy az előző évad végén Castiel lerombolta Sammy agyában a falat, ami elzárta a pokolbéli élményeitől.
Sammy egyre többet hallucinál és az évad vége felé szó szerint megőrül a Lucifer által okozott álmatlanságtól és a hallucinációktól és egy elmegyógyintézetbe kerül. Végül a visszatért és emlékezni kezdő Castiel menti meg azzal, hogy átveszi tőle Lucifer vízióit.
A 11. évadban Lucifer megérzi, hogy kiszabadult a Sötétség és a Samnek küldött látomásokkal rábírja, hogy Crowley és Rowena segítségével újra meglátogassa őt a ketrecben. Ott rá akarja beszélni, hogy megszálhassa őt, de Sam nem enged neki, így végül Castielre fanyalódik. Ezek után megöli Rowenát és szolgájává teszi Crowley-t. A Pokolban és a Mennyben is uralkodni akar, míg a testvérek meg nem találják azzal, hogy segítsen Amara ellen. Először ki akarják Castielből űzni Lucifert, de ez nem sikerül. Utána Amara is elfogja és kínozni kezdi. Samék menekítik ki, majd kibékül Istennel és együtt indul harcba velük, ám Amara erőnek erejével kiszakítja Castielből.
Epizódjai:

- Lucifer Rising

- Sympathy for the Devil

- Free to Be You and Me
- The End

- Abandon All Hope

- Hammer of the Gods

- Swan Song

- 7.01 Meet the New Boss

- 7.02 Hello, Cruel World

- 7.03 The Girl Next Door (csak hangban)

- 7.04 Defending Your Life (csak hangban)

- 7.15 Repo Man

- 7.17 The Born-Again Identity

- 11.09 O Brother Where Art Thou?

- 11.10 The Devil in the Details

- 11.11 Into the Mystic

#### Mark Pellegrino
Mark Pellegrino 1965. április 9-én született a kaliforniai Los Angelesben. 1980 után kezdett bele a színészkedésbe, többnyire mellékszerepeket kapott. 2000 után rengeteg sorozatban kapott szerepeket, köztük a CSI: A helyszínelők-ben, A Grace kliniká-ban, a Dexter-ben, a Chuck-ban, Gyilkos elmék-ben, A szökés-ben, Szellemekkel suttogó-ban, a Lost-ban és A mentalistá-ban. 2009-ben kapott szerepet az Odaát-ban.

### Azazel
Azazel az Odaát (Supernatural) című televíziós sorozat kitalált szereplője, akit Fredric Lehne, Christopher B. MacCabe, Rob LaBelle, Jeffrey Dean Morgan és Mitch Pileggi alakít.
Azazel a sorozatban a Pokol egyik vezetője, fődémona, akinek szeme sárgán világít. Ura Lucifer, akinek parancsára mindent elkövet, hogy megtörjön a Sátánt fogságban tartó 66 pecsét, ezért 1973 környékén több családhoz is betér, hogy csecsemőket ruházzon fel természetfeletti képességekkel, ezáltal a terv sikerességét növelve. Egy középkorú férfibe van szállva, azon kívül fekete füstoszlopként látszik, van egy saját jele, mellyel meg lehet idézni. Humorosan fogja fel a dolgokat, ám hatalmas erő áll birtokában, melyek közül az egyik, hogy képes a halandó embereket és tárgyakat telekinetikusan mozgatni, elevenen felégetni, illetve belső vérzést okozni. Halhatatlan. Ezzel a képességgel ölte meg Mary Winchestert, melynek eredményeképpen annak férje, John bosszút esküdött ellene, és két fiával kitanulta a természetfelettire való vadászatot, hogy majd ha eljön az idő, végezhessenek vele. Két démoni gyermeke van, Meg és Tom.
Azazel az 1. évad elején jelenik meg először, amikor 1983. november 2-a éjszakáján Mary Winchester betér kisfia, Sammy szobájába, és megpillantja a démont, mint egy sötét árnyat a bölcsőnél. A sárgaszemű erejével a falhoz taszítja a nőt, majd a plafonon lángra lobbantja, így vele együtt az egész ház leég. A férj, John, miközben kimenekíti fiait, még látja Azazelt a lángok közt, és ekkor határozza el, előbb-utóbb megkeresi és megöli. John, Dean és Sam hosszú évekig vadásznak a természetfelettire, ám nem bukkannak Azazel nyomára. A démon azonban 22 évvel Mary meggyilkolása után ismét lecsap; ezúttal egyik alattvalóját bízza meg, hogy ölje meg Sam barátnőjét, Jessicát. Az évad során Winchesterék egyre közelebb kerülnek a sárgaszeműhöz, ezért egyik démoni gyermekét küldi, hogy kiiktassa a családot, ez azonban nem sikerül. Az évad végén Azazel elfogatja Johnt, és megszállja a testét, majd a testvéreket is foglyul ejti. Ekkor tesz utalást Samnek, miszerint ő egy különleges gyermek. A fiú azonban váratlanul kiszabadul fogságából, és lábon lövi apját a vadászok legendás fegyverével, a Colttal, Azazel így kiszáll a férfi testéből, és elmenekül.
A 2. évad első részében Dean élet-halál között lebeg, apja ezért a kórház lezárt részében megidézi a démont, annak saját hívójelét használva. Miután a sárgaszemű két testőrével feltűnik, megkötődik az alku: John a Coltot, illetve saját lelkét adja a démonnak, cserébe az egészségessé varázsolja Deant. Ezután ismét hosszú ideig felszívódik, egy alkalommal egyik szolgálóját, Duane-t küldi, hogy tegye próbára Sam Winchester immunitását egy démoni vírusra. Az évad végén Azazel az évtizedekkel ezelőtt kiválasztott fiatalokat -köztük Samet- egy kihalt városba hurcolja, ahol meg kell küzdeniük, a győztes pedig a Pokol seregeinek a vezetője lesz. A démon ekkor látogatja meg Samet az álmában, és elmondja neki, ő a kedvence, illetve megmutatja neki, hogy azon a bizonyos estén azért kellett megölnie anyját, mert megzavarta őt, miközben saját démoni vérével itatta meg a kis Samet. A különlegesek közti megmérettetést végül a szupererős Jake nyeri, ezért Azazel odaadja neki a Coltot, hogy nyisson fel egy cowboytemetőben lévő kriptát, mely valójában az Ördög kapuja, átjáró a Pokolba – ő ugyanis a helyszínen lévő démoncsapda miatt nem teheti meg. Jake eleinte megtagadja a kérést, mire a démon megfenyegeti őt családja meggyilkolásával. Miután a férfi felnyitotta a kaput, a sárgaszemű is megjelenik a helyszínen, majd harc kezdődik közte és a helyszínre érkező Winchester fiúk között. A démon mindkettőn felülkerekedik, és kérdőre vonja Deant, Sam ugyanaz az ember-e, aki korábbi feltámadása előtt volt. Ekkor azonban a rengeteg kiszabadult lélek közül megjelenik John Winchester szelleme, és annyi időre feltartja Azazelt, hogy Dean megkaparinthassa a Coltot, ezt követően pedig a démonba eressze a fegyver utolsó töltényét. Azazel a vállába fúródott találattól azonnal meghal.
A 4. évadban derül fény rá, hogy Azazel már 1973-ban azon munkálkodott, hogy különleges gyermekeket hozzon létre; sorra járta a családokat, és engedélyt kért tőlük, hogy 10 év múlva majd betérhessen otthonukba, cserébe teljesítette kívánságaikat. Mikor Deant egy angyal, Castiel visszarepíti az 1973-as Lawrence-be, a fiú itt nagyszüleivel akad az akkori démon nyomára, és megpróbálják megölni. Az akció azonban fordítva sül el; a sárgaszemű elmenekül, majd Samuel megölése után, megszállja őt, és végez Deannával, Deant pedig elfogja. Ekkor tudja meg a jövőből jött fiútól, hogy terve sikerrel jár, illetve a Coltról is tudomást szerez. Miután Dean elmenekült, a szörnyeteg kitöri Mary udvarlójának, Johnnak a nyakát, majd mikor látja, hogy Mary siratja szerelmét, a démon alkut ajánl neki, amit a lány el is fogad: 10 év múlva beengedi őt lakásába, cserébe Johnt visszahozza az élők közé. Az évad végén az is kiderül, hogy 1972-ben, a marylandi Ilchester egyik zárdájában Azazel több apácát is brutálisan meggyilkolt, vérüket felhasználva pedig, kapcsolatba lépett urával, Luciferrel. Az Ördög ekkor bízta meg őt a különleges gyermekekkel kapcsolatos küldetéssel.
Azazel kiválasztottjai közé tartozik Sam Winchester, Max Miller, Andrew Gallagher, Ava Wilson, Jake Talley, Lily Witherfield, Ansem Weems, Scott Carrey és Rose Holt.
Epizódjai:

- Nyomtalanul

- Megváltás

- Halálcsapda
- Ha eljön a kaszás...

- Ha a pokol elszabadul (1)

- Ha a pokol elszabadul (2)

- In The Beginning

- Lucifer Rising

- Exile on Main Street

#### Frederic Lehne
Frederic Lehne 1959. február 3-án született a New York-i Buffalóban. Rengeteg filmben és sorozatban kapott szerepet, köztük az Átlagemberek-ben, az Isten hozta Mr. ...-ben, a Con Air – A fegyencjárat-ban, a Men in Black – Sötét zsaruk-ban, az X-akták-ban, a Lost-ban, a Szellemekkel suttogó-ban és a Gyilkos elmék-ben. Az Odaát-ban elsőként 2006-ban tűnt fel.

### Lilith
Lilith az Odaát (Supernatural) című televíziós sorozat kitalált szereplője, akit Rachel Pattee, Sierra McCormick, Katie Cassidy és Katherine Boecher alakít.
Lilith a sorozatban a Pokol egyik vezetője, fődémona, akinek szeme fehéren világít. Mint kiderül, ő volt a Pokol legelső démona, akit Lucifer teremtett, ezáltal ő a 66 pecsét egyike. Egy kislány testét birtokolja, ha nincs emberi testben, fekete füstoszlopként látszik. Rengeteg természetfeletti képessége van, köztük képes egy karnyújtással halandókat elsöpörni, vagy robbanást okozni, illetve halhatatlan. Míg hű szolgálója Lucifernek, alattvalóijain keresztül üzleteket köt az emberekkel; megtesz nekik valamit, cserébe azok bizonyos idő múlva nekiadja a lelkét. Efféle alkut kötött Dean Winchesterrel is, ezért végezni akar annak öccsével, ugyanis tudja, hogy az mindenáron megpróbálja megmenteni fivérét a kárhozattól.
Lilith neve elsőként a 3. évadban hangzik el, noha már Tammi is céloz rá mint felemelkedő hatalom. Amikor démonok tucatjai vesznek blokád alá egy rendőrkapitányságot, hogy végezznek a bent fogva tartott Winchester fivérekkel, felbukkan azok barátja, Ruby, és elárulja, hogy a szörnyetegeket Lilith küldte, hogy likvidálják Samet. A testvéreknek ugyan sikerül elmenekülnie, nem sokkal később a helyszínen maradt három túlélő – Nancy, a takarító; Amici seriffhelyettes és Victor Henriksen FBI ügynök – előtt egy kislány tűnik fel: Lilith. Pillanatok alatt fehérré válik a szeme, és karját kinyújtva, letartolja az egész épületet, megölve ezzel a három bent tartózkodót. Ezt a későbbiekben gázrobbanásnak könyvelik el a hatóságok. Az évad végén kiderül, ő volt az, akivel Dean egyezsége valójában köttetett, és egykor a tolvaj Bela Talboté is, aki 14 éves korában szülei meggyilkolásával bízta meg a démont, így nem sokkal a határidő lejárta előtt a fivérek Bobby barátjukkal megpróbálják konyomozni a démon tartózkodási helyét. Miközben ezt teszik, Lilith a kislány bőrében, egy kisvárosban öl meg két embert, miközben fogságban tartja a lány szüleit. Mikor Deanék ráakadnak a hollétére, azonnal a helyszínre sietnek, ahol azonban Lilith démonjai várják őket. Végül a csapat áttöri magát az ellenségeken és találkoznak a segítségükre siető Rubyval, így eljutnak a kislányhoz. Ekkor derül ki, hogy a démon már nem benne, hanem Rubyban van, aki ezt követően elfogja a testvéreket, majd a határidő lejártakor, pontban éjfélkor Deanre ereszti pokolkutyáit, akik széttépik a fiút. Mikor azonban Sammel is végezni akar képességével, nem tudja megtenni, ereje nem fog rajta, ezért kénytelen elhagyni Ruby testét, és fekete füst formájában elmenekülni.
A 4. évad elején Castiel elárulja a Winchestereknek, Lilith elkezdte feltörni a 66 pecsétet, mely ha sikerrel jár, Lucifer a világra szabadul. Az évad során egy alkalommal Dean szellembetegséget kap, melytől hallucinálva, a kislányként feltűnő Lilithet látja maga előtt, a későbbiekben pedig a fivéreket összehozza a sors Isten egyik prófétájával, aki azt jövendöli Samnek, hogy hamarosan felkeresi őt egy motelszobában Lilith, és meggyilkolja. A jóslat valóban beteljesül; a fogasszisztensnőbe szállt démon betér az egyedül lévő fiúhoz, és azt az ajánlatot hozza fel előtte, hogy véget vet a pecséttöréseknek, ha cserébe az feláldozza neki az életét, minderre pedig azért lenne szükség, mert megtudta, hogy nem fogja megélni az Apokalipszis eljövetelét. Válaszul Sam a démonölő tőrrel rátámad, illetve az ajtón Dean és Chuck ront be, és közlik, hamarosan megtapasztalhatja egy arkangyal dühét, erre azonban már nem kerül sor, Lilith testet hátrahagyva ismét elmenekül. Az évad végén, hogy megakadályozza az utolsó pecsét feltörését, Sam Ruby segítségével elfogja Lilith "személyi séfjét", és megtudja tőle, hogy a pecséttörésre a marylandi Ilchester egyik zárdájában kerül sor, ahol valóban rá is akadnak Lilithre. A fiú szó nélkül a démonra támad, majd különleges képességét használva, végez vele. Percek múlva derül ki, hogy Lilith, vagyis a világ első démonjának halálával tör meg az utolsó pecsét, melynek köszönhetően Lucifer felszabadul.
Epizódjai:

- Démonok márpedig vannak

- Az örök élet titka

- Pokoljárás

- Yellow Fever

- The Monster at the End of This Book

- Lucifer Rising

### Ruby
Ruby az Odaát (Supernatural) című televíziós sorozat kitalált szereplője, akit Katie Cassidy és Genevieve Cortese alakít.
Ruby a sorozatban egy fiatal lány bőrébe bújt démon, aki azt állítja, rejtélyes módon az emberek oldalán áll, ám valójában – mint minden fajtársa – a Pokolt szolgálja. Mint kiderül, egykor ő is ember volt, ám ismeretlen körülmények közt fel kellett áldoznia lelkét egy Tammi nevű démonnak. Birtokában van egy szintén rejtélyes tőr, amely képes végezni a démonokkal. Egy fiatal szőke nő testében van, azon kívül fekete füstoszlop képében látható.
Ruby a 3. évad legelső részében tűnik fel; Sam fölött egy akció során felülkerekednek ellenségei, a hét főbűn néhánya, ekkor jelenik meg szinte a semmiből Ruby, és tőrével megöli a fiú támadóit. Miután nyomtalanul eltűnt, nem sokkal később felkeresi Samet, és felfedi előtte, hogy ő egy démon, és segíteni akar neki és bátyjának, hogy véget vethessen a démoni alkunak, illetve elárulja, hogy a sárgaszeműnek a fiúval még nagy tervei voltak, családjuk minden ismerősét és barátját eltüntette. Ezt követően, Ruby a fivérek mellé szegődik – amit Dean nemigen néz jó szemmel -, és segít Bobbynak új töltényeket fabrikálni a Colthoz. Egy ügy során, melyben háziasszonyok gyilkolnak fekete mágiát használva, feltűnik egy Tammi nevű démon, aki egykor Rubyt a Pokolba juttatta, a gonoszt végül Dean öli meg a démonölő tőrrel. Ruby később kénytelen bevallani a fiúknak, hogy nem képes segíteni Deanen, és hogy egy Lilith nevű démon van felemelkedőben, aki Sam fejére pályázik. Mikor Lilith démonokat küld a Winchesterek ellen, Ruby felajánlja, hogy feláldozza magát értük, ám ezt azok visszautasítják, maguk oldják meg a problémát. Az évad végén kiderül, hogy Lilith az a démon, akivel Dean alkuja valójában köttetett, így a fiúk elkérik Rubytól a démonölő tőrét, csakhogy az nem hajlandó átadni. Ebből konfliktus alakul, és a tesók erőszakkal veszik el a kést, barátjukat pedig ördögcsapdába ejtik, és hátrahagyják. Lilith értesül róla, hogy mire készülnek Deanék, ezért megkeresi Rubyt, visszaűzi őt a Pokolba, és testébe bújva száll szembe a fivérekkel, ám mikor Samre nem hat különleges ereje, testet hátrahagyva elmenekül.
Rubynak a 4. évadban sikerül visszajutnia a Pokolból, így ismét Sam szolgálatába áll. Mivel a fiú ellenzi egy újabb ember megszállását, a démon egy nemrég elhalálozott lány testét ölti magára. Ezt követően ismét vadászni kezdenek, egy alkalommal pedig ágyba bújnak egymással, ráadásul Sam rászokik Ruby vérére, melytől hatalmas erőre tesz szert. Mikor Dean az angyaloknak köszönhetően visszatér az élők közé, hamarosan ráébred, hogy öccse miket művel újdonsült társával, ettől pedig teljesen bepöccen, legszívesebben végezne Rubyval. Ennek ellenére, Ruby tovább segíti a testvéreket: segít nekik megszöktetni egy Anna Milton nevű lány a démonok elől; egymásnak ugrasztja az angyalokat és démonokat; és segít Samnek bátyja nyomára bukkanni, amikor azt Castiel és Uriel elrabolják. Az évad végére Sam a démonlány győzködésére, visszaszokik a démonvérre, és elhagyja bátyját miatta, így együtt indulnak útnak, hogy megakadályozzák a Lucifer szabadulását szolgáló 66 pecsét utolsójának feltörését, ehhez azonban meg kell találniuk Lilithet. Ruby tanácsára, elfogják Lilith személyi séfjét, és miután megtudták tőle ura hollétét, a démonlány ráveszi Samet, hiába ember, a biztos győzelem érdekében ölje meg túszukat, és töltse fel erejét annak vérével. Miután ez megtörtént, mindketten egy marylandi zárdába érkeznek, ahol Sam megöli az itt tartózkodó Lilithet, majd Dean is betoppan. Ekkor fedi fel előttük Ruby, hogy ő mindig is a Poklot szolgálta, és azért szegődött melléjük, hogy az utolsó pecsét – maga Lilith halála – biztosan megtörjön, Samben pedig mindig is megvolt a természetfeletti erő, a démonvér semmit nem hatott rá. Szavakat hallva, Dean és Sam nekiesnek, és a démonölő tőrrel leszúrják. Ruby meghal.
Epizódjai:

- A hét halálos bűn

- A gyerekek jól vannak

- A bűn városa

- Végzetes boszorkák

- Démonok márpedig vannak

- Pokoljárás

- Lazarus Rising

- Are You There God? It's Me, Dean Winchester

- in The Beginning

- I Know What You Did Last Summer

- Heaven and Hell

- Criss Angel Is A Douchebag

- On The Head Of A Pin

- The Rapture

- When The Levee Breaks

- Lucifer Rising

### Alastair
Alastair az Odaát (Supernatural) című televíziós sorozat kitalált szereplője, akit Mark Ralston és Christopher Heyerdahl alakít.
Alastair a sorozatban a Pokol egyik vezetője, fődémona, akinek szeme fehéren világít. Ura Lucifer, és ő maga is több démonnak parancsol. Egy középkorú gyermekorvos testét birtokolja, azon kívül fekete füstoszlopként látható. Képességei közül az egyik, hogy az embereket és tárgyakat tudja telekinetikusan mozgatni, halhatatlan. A Pokolban ő a kínzás mestere, az elkárhozott lelkeket ő kínozza. Mikor Dean Pokolra kerül, ő veszi rá a fiút, hogy vért ontson, ezzel pedig megtörik 66 pecsét elsője. Testen kívül fekete füstoszlop képében látható.
Alastair a 4. évadban szerepel, legelőször akkor kerül képbe, amikor tudomást szerez róla, hogy egy Anna Milton nevű lány – aki valójában egy emberré lett angyal – érti, amit az angyalok beszélnek, ezért elhatározza, hogy előnyszerzés céljából elfogatja a lányt. Mivel az általa küldött démon kudarcot vall, és elszökik előle a lány, Alastair maga indul utána, és egy templomban rá is bukkan a célszemélyre, a Winchester fivérek, és azok barátja, Ruby társaságában. A testvérek ugyan rátámadnak, és Sam megpróbálja bevetni ellene különleges képességét – sikertelenül -, a démon felülkerekedik rajtuk, és megszerzi tőlük a démonölő tőrt, majd hagyja őket elmenekülni. A verekedés közben Alastair megemlíti Deant előtt, hogy ők már találkoztak a Pokolban. Később Ruby felkeresi Alastairt, és elmondja neki, hol találják Annát, ám ott két a fivéreken és a lányon kívül két angyal, Castiel és Uriel is várja őket. Mint kiderül, a kis csapat egymásnak akarta ugrasztani az angyalokat és démonokat, ami sikerül is nekik; Alastair és két társa szembeszállnak az ellenségeikkel, a harcnak azonban hamar vége szakad; Anna megszerzi Urieltől angyali lelkét, és mikor az visszaszáll belé, hatalmas villanás rázza meg a helyet, és a három démon eltűnik. Alastair leváltja a gyermekorvos testet, újat ölt, és folytatja a pecsétek feltörését, és az egyik érdekében démonjaival elrabol két kaszást, hogy aztán napéjegyenlőségkor megöljék őket. Az akciója azonban nem sikerül; Winchesteréknek köszönhetően Alastair az angyalok fogságába esik, akik aztán ki akarják vallatni. Ehhez Deant hívják segítségül, akinek a démon több órás kínzás után elárulja, ő volt az, aki feltörte a legelső pecsétet, méghozzá mikor a Pokolban elsőként vért ontott. Uriel árulásának köszönhetően, Alastair kiszabadul az őt fogva tartó ördögcsapdából, így Deanre és Castielre támad, végül Sam jelenik meg, és különleges erejét használva kicsikarja a démonból, hogy nem ők gyilkolják az angyalokat, végül megöli. Halálát követően, az évad végén Samre démonvér hiányában hallucinációk kezdik gyötörni, és az egyik víziója maga Alastair lesz.
Epizódjai:

- I Know What You Did Last Summer

- Heaven and Hell

- Death Takes A Holiday

- On The Head Of A Pin

- When The Levee Breaks

### Samhain
Samhain az Odaát (Supernatural) című televíziós sorozat kitalált szereplője, akit Don McManus alakít.
Samhain a sorozatban a Pokol egyik rettegett démonát alakítja, akitől valójában az egész Halloween származik: az emberek a középkorban rettegtek eljövetelétől, ezért maszkok mögé bújtak, tökből faragott fejekkel imádták, és lépcsőkön hagyott cukorkákkal próbálták meg csillapítani. A démont a legenda szerint Halloween éjszakáján meg lehet idézni, ehhez azonban három emberáldozat szükségeltetik. Testen kívül fekete füstoszlopként látható. Képes holtakat feltámasztani, halhatatlan.
Samhain a 4. évadban tűnik fel, amikor is két boszorkány, Tracy Davis és tanára, Don Harding Halloween éjszakáján három emberáldozat árán megidézik. Harding Tracyt akarja utolsó áldozatnak, de az éppen betoppanó Winchester testvérek lelövik a férfit. Ezután jönnek csak rá, hogy valójában Tracy is boszorkány, és végül be is fejezi az idéző rituálét. Samhain a tanár testét szállja meg, majd kitekeri Tracy nyakát, aki pedig annyira örült érkeztének. Dean és Sam összekenik magukat vérrel, és halottnak tettetik magukat, így a démon nem veszi észre őket, elindul, hogy hadsereget állítson magának. Ezért a helyi temetőbe megy, ahol holtakat támaszt fel és szellemeket idéz, akiket az emberekre uszít. Winchesterék azonban követik Samhaint, és felveszik vele a harcot, végül Sam – fogadalma ellenére – különleges képességét használva, kiűzi Harding testéből a gonoszt, és visszaküldi azt a Pokol fenekére.
Epizódjai:

- It's The Great Pumpkin, Sam Winchester

### Crowley
Crowley az Odaát (Supernatural) című televíziós sorozat kitalált szereplője, akit Mark Sheppard alakít.
Crowley a sorozatban egy démont alakít, aki démonokat irányít, hogy azok alkukat kössenek emberekkel, cserébe azok lelkéért. Ebből kifolyólag vannak behajtói, méghozzá pokolkutyák. Egy középkorú New York-i irodalmi ügynök testébe van szállva, azon kívül bordó színű füstoszlopként látható. A démon a Földön él egy villában, és több démoni testőr veszi körül. Ő birtokolja a legendás fegyvert, a Coltot, amit még korábban egy Bela Talbot nevű tolvajlánytól szerzett, annak halála előtt. Ugyan Crowley a Poklot és Lucifert szolgálja, állítása szerint eltökélt szándéka, hogy a Sátán meghaljon.
Crowley az 5. évad közepén bukkan fel; miután a Winchester fivérek tudomást szereznek róla, hogy Bela annó Crowley-nak adta a Coltot, Castiel barátjuk kutakodni kezd a démon után, és nemsokára meg is találja, amint éppen az alkut köt egy "nagy hallal", egyezségüket egy meleg csókkal pecsételik meg. Éjszaka Dean, Sam és egy régi barátjuk, Jo betörnek Crowley birtokára, és végezve néhány őrrel, bejutnak a villába, ahol azonban a démon és testőrei lefegyverzik, majd elfogják őket. Megmutatja, hogy a Colt valóban nála van, ám ahelyett, hogy lelőné őket, saját két démonjával végez, majd átadja a fegyvert a fiúknak, hogy öljék meg vele Lucifert. Ő ugyanis azon a véleményen van, hogy ha az Ördög leigázta az embereket, előbb-utóbb a démonokkal fogja folytatni, és ezt meg akarja akadályozni. Miután elmondta, hol fog tartózkodni hamarosan Lucifer, Sam a Colttal agyon akarja lőni Crowley-t, ám mivel az üres, nem sikerül. A démon átadja nekik a hozzá tartozó töltényeket, és még leidiótázza a fiúkat, majd eltűnik. Az évad végén ő maga keresi fel a Winchestereket -egy mágikus érmével, amit korábban rejtett el azok autójában-, és miután elnézést kért a korábbi rossz információkért, melyekről ő maga sem tudott, a fivére mellé szegül, hogy együtt keressék meg Pestist, akinek gyűrűje szükséges Lucifer visszazárásához a Pokolba. Egy elhagyatott házban szállnak meg, ahol maradásra parancsolja Samet, amiért az meg akarja ölni, majd magával viszi Deant, hogy elraboljanak egy démont, aki tudja, hol tartózkodik a lovas. Crowley megöl néhány démoni testőrt, majd Deant csalinak használva, egy ördögcsapdás zsákkal elfogja a célszemélyt. Visszatérve a menedékházba, figyelmezteti Deant, hogy Sam ismeri túszukat, Bradyt, és valószínűleg végezni akar vele. Mivel Brady nem hajlandó beszélni, Crowley eltávozik, és legyilkol egy démoncsapatot, egyikőjüket közülük azonban életben hagyja, és elhiteti vele, hogy Brady immár Lucifer ellensége. Mikor visszatér a fivérekhez, rádöbben, hogy rá is olyan varázsérmét tettek, amit ő a tesók autójába. Pillanatokon belül egy pokolkutya jelenik meg, mire Crowley elteleportál, és sajátjával tér vissza, amit aztán a bestiának ugraszt. Ezt követően mind a négyen távoznak a helyszínről, előtte a démon még közli, az ő kutyája nagyobb, úgyis az fog győztesen kikerülni. Egy sikátorban végül Brady felfedi a lovas hollétét, így Crowley elbúcsúzik, és jól teljesítve feladatát, magára hagyja a fiúkat. Útja Bobbyhoz vezet, akit sikerül meggyőznie, kössön vele alkut: a férfi kölcsönbe neki adja lelkét, ő pedig elárulja neki, hogy a Halál nemsokára Chicagóba érkezik, hogy egy hurrikán keretében eltörölje a várost. Az üzletet egy csókkal pecsételik meg, amit a démon – Bobby tudta nélkül – a telefonjával meg is örökít. Mikor Deanék tudomást szereznek az egyezségről, követelik Crowley-tól, azonnal engedje el, ám az biztosítéknak használja fel a dolgot, nehogy a fivérek kihasználják és megöljék. Crowley ezen kívül azzal az információval szolgál, hogy a démonok nemsokára elkezdik terjeszteni a Croatoan vírus terjesztését, ezt pedig meg kell akadályozniuk. A srácokhoz csatlakozik az időközben teljesen halandóvá vált Castiel is, és a démon az alkujuk mellé csapja azt is, hogy Bobby visszanyerje a járását, így a csapat teljessé és teljes értékűvé válik. Míg a többiek a gyógyszergyárhoz mennek, Dean és Crowley a Halál után ered; a démon először Chicagóban a lovasok "istállóját" keresi fel, végül a célszemélyt egy pizzériában találja meg, ahova Deant egyedül küldi be. Crowley azután felszívódik.
Az 6. évad 4. részében Bobbynak sikerül visszaszereznie tőle a lelkét. Kinyomozta Rufus Turner segítségével Crowley eredeti nevét, ami Fergus Roderick MacLeod, 1661-ben született a skóciai Caisbayben. Viszont ezen információkkal nem tudta volna sarokba szorítani, de Rufus nem végzett fél munkát, Crowley fiáról is szerzett némi infót. Fia Gavin MacLeod, szülei halála után Amerikába költözött és hajós kapitány lett egy kereskedő hajón, mely elsüllyedt Massachusettsnél 1723-ban. A történészek az 1970-es években megtalálták a hajó roncsait, és megtalálták a kapitány pecsétgyűrűjét, mely része a "kincsek a mélyből" kiállításnak az Andoveri Tengeri Múzeumban. Rufus ellopja Bobbynak a gyűrűt, mellyel meg tudja idézni Gavin szellemét. Gavin utálja az apját (apja is utálja őt) és szívesen kiteregette Bobbynak a családi szennyest. Így Bobby megtudta, hogy anno Crowley eladta a lelkét, hogy 5 centivel hosszabb lehessen az öv alatt, továbbá megtudta, hová temették Crowley-t, amivel már sarokba tudta szorítani, ugyanis ha egy démon csontjait elégetik, akkor a démon meghal. Ezáltal Crowley elengedte Bobby adósságát, majd megjelent a skóciai temetőben ahol Dean és Sam már ott volt mint Bobby segítője, szükség esetén ők égették volna el a csontjait. Mivel az üzlet megköttetett engedték, hogy földimaradványait összeszedje és sértetlenül távozhasson.
Az évad végefelé kiderül, hogy Crowley nagyon is munkálkodott a háttérben, méghozzá Castiellel együtt! Ugyanis Castielnek seregre volt szüksége, Crowley pedig kitalálta, hogy csapolják meg a Purgatóriumba zárt szörnyek lelkét. Persze be akarja csapni Castielt és kiírtani a Winchester fiúkat, de egyik terve sem sikerül: Castiel megvédelmezi a fiúkat, majd Crowley ellen fordul. Ő szívja magába az összes lelket, így Crowleynak menekülnie kell.
A 7. évadban Crowley bujkál Castiel elől, aki Istent játszik, de aztán Castiel "megnyugtatja", hogy maradhat a Pokol élén, ha a kezére játszik. Viszont amint a leviatánok kiszabadulnak Casből, Crowley megjelenik, hogy Dickhez törleszkedjen, de az nem kér belőle. Ezért Crowley parancsba adja, hogy ne bántsák a Winchester fiúkat a démonjai, amíg azok el nem intézik a leviatánokat. A végén még vért is ad nekik a varázslathoz Dick ellen, bár előtte Dick megpróbálja lekenyerezni, hogy övé lehet majd Kanada, de már későn. Aztán amikor Deanék kinyírják Dicket, Crowley máris lecsap Megre és Kevinre és elrabolja őket.
A 8. évadban Crowley fogságban tartja Kevint és kényszeríti, hogy fordítsa le neki a Démontáblát. Miután Kevin megszökik tőle utánamegy és minden lehető módon fenyegeti. Közben előkerülnek a Winchesterek is bújtatják Kevint, de nekik is a Démontábla kell. Kevin megfejti, hogy 3 próbát kell megállni ahhoz, hogy örökre becsukják a Pokol kapuit. Közben Crowley kinyírja Meget is. Sam végzi a próbákat, az első az, hogy meg kell ölni Crowley pokolkutyáját. Crowley iszonyú zabos ezért, de végül őt is elkapják és Sam a saját vérét adagolja bele, hogy emberré változtassa. Közben Abaddont életre keltették a fiúk, aki elkezdi üldözni Crowleyt a trónjáért.
A 9. évadban Dean aki visszajött Samért es Crowleyert, Crowleyt a csomagtartójában furikazza egy ideig aztán pedig a Bunkerben tartják fogva. Közben egyrészt Crowley embervér-függő lett, másrészt menekül Abaddon elől. Ezért elviszi Deant Káinhoz, mert ő tudta eddig egyedül legyőzni a Pokol Lovagjait. Dean megkapja Káin jegyét, Crowley pedig elmegy, hogy felkutassa az Első Pengét. Majd segít kiszedni Samből Gadreelt. Dean megöli Abaddont, de utána se tud leállni, elemészti Káin jegye. Crowley, mint kiderül végig figyelte, és abban a pillanatban, mikor Metatron megöli, elmegy hozzá a Bunkerbe, életre kelti démonként.
A 10. évadban már több hónapja együtt buliznak DémonDeannel. Fel akarja használni Deant a hatalma megerősítésére, de Dean beint neki és otthagyja. Ennek ellenére Crowley segít Casnek aki a Bunkerbe tart, de elfogy a lopott ereje. Aztán segít Deannek legyőzni Káint, de utána megsértődik es eltűnik. Rowenát elkapják a démonok és Crowley így találkozik az anyjával, aki behizelgi magat nála. Crowley búsong még mindig Deanert, mint a haverjáért, Rowena pedig megpróbálja átvenni a hatalmat a Pokolban, de végül Crowley kidobja. A végső menetben, mikor Dean már a Halállal tárgyal, hogy megszabaduljon a Jegytől, megis segit Rowenának, Samnek és Casnek a varázslatban, amivel az utolsó pillanatban leszedik a Jegyet Dean karjáról. Am amint ez sikerül, Rowena kiszabadítja magát, Cast ráuszitja egy varázslattal Crowleyra, ő pedig lelép.
A 11. évad elején Cas épp leüti Crowleyt, de az gyorsan kiszáll a testéből és pont egy kertvárosi háziasszonyba megy bele, akik a szomszédokkal készülnek orgiázni. Crowleynak tetszik a gondolat, belemegy, majd mindenkit legyilkol. Aztán visszatér a démonjaival, amikor Cas már elment. Deannel Crowley akkor találkozik újra, amikor a csecsemő Amarát magához veszi az egyik sheriffcsaj. Crowley gyorsan felméri a terepet, majd mikor Amara megszökik, utánamegy és elkapja. Ő nevelgeti pár hónapig amig csecsemőből mar fiatal nő lesz, aki nem tűri tovább Crowleyt és elmegy.Közben Crowley Rowennát is hajkurássza, meg akarja ölni. Aztán a fiúk kitalálják, hogy beszélniük kell Luciferrel a ketrecben, ezert Crowley segitségét kerik, aki eddigre ugy-ahogy kibékül Rowenával. Crowley segítsegevel beszélnek is Luciferrel, de az egész nem ugy sül el,ahogy akarták. Lucifer kiszabadul, megöli Rowenát és csicskájává teszi Crowleyt. Elég sok idejebe kerül Crowlenak mire kiszabadulhat, bár Lucifer fel akarja használni, de végül Crowleynak sikerül elszöknie.
Összeáll a fiúkkal Lucifer, Amara ellen, onnantól kezdve végig segít nekik, míg Isten eltávozik Amarával.
Epizódjai:

- 5.10 Abandon All Hope

- 5.20 The Devil You Know

- 5.21 Two Minutes To Midnight

- 6.04 Weekend at Bobby's

- 6.07 Family Matters

- 6.08 All Dogs Go to Heaven

- 6.10 Caged Heat

- 6.19 Mommy Dearest

- 6.20 The Man Who Would Be King

- 6.21 Let It Bleed

- 6.22 The Man Who Knew Too Much

7.01 Meet the New Boss

7.06 Slash Fiction

7.08 Season Seven, Time for a Wedding!

7.21 Reading Is Fundamental

7.22 There Will Be Blood

7.23 Survival of the Fittest

8.01 We Need to Talk About Kevin

8.02 What's Up, Tiger Mommy?

8.07 A Little Slice of Kevin

8.10 Torn and Frayed

8.14 Trial and Error

8.17 Goodbye Stranger

8.19 Taxi Driver

8.21 The Great Escapist

8.22 Clip Show

8.23 Sacrifice

9.01 I Think I'm Gonna Like It Here

9.02 Devil May Care

9.04 Slumber Party

9.06 Heaven Can't Wait

9.10 Road Trip

9.11 First Born

9.16 Blade Runners

9.17 Mother's Little Helper

9.21 King of the Damned

9.23 Do You Believe in Miracles?

10.01 Black

10.02 Reichenbach

10.03 Soul Survivor

10.07 Girls, Girls, Girls

10.09 The Things We Left Behind

10.10 The Hunter Games

10.14 The Executioner's Song

10.16 Paint It Black

10.17 Inside Man

10.21 Dark Dynasty

10.22 The Prisoner

10.23 Brother's Keeper

11.01 Out of the Darkness, Into the Fire

11.02 Form and Void

11.03 The Bad Seed

11.06 Our Little World

11.09 O Brother Where Art Thou?

11.10 The Devil in the Details

11.14 The Vessel

11.15 Beyond the Mat

11.18 Hell's Angel

11.22 We Happy Few

#### Mark Sheppard
Mark Andreas Sheppard 1964. május 30-án született Londonban. Brit színész, zenész és producer. 15 éves kora óta zenél és több bandával turnézott már. 1992 óta színészkedéssel is foglalkozik. Legtöbben az Odaátból ismerhetik, amiben Crowley karakterét alakítja 2009 óta. 2015 óta a vendégszereplését felváltotta az állandó szereplői státusz. Ezen kívül feltűnt még az NCIS-ben, CSI-ban, a Charmed-ban, a Dollhouse-ban, a Doctor Who-ban, 13. raktárban, az X-akták-ban, a Firefly-ban és más sorozatokban meg filmekben is.

### Bradyt megszálló démon
A Bradyt megszálló démon az Odaát (Supernatural) című televíziós sorozat kitalált szereplője, akit Eric Johnson alakít.
A Brady-t megszálló démon a Pokol egyik gonosztevőjét alakítja, aki Lucifer és Azazel szolgája. Egy Stanford Egyetemen tanuló fiú, Brady testét szállta meg, hogy azon keresztül a Sárgaszemű démon parancsára Sam Winchester közelébe kerüljön. Később egy Niveus nevű gyógyszergyártó cég vezetője lesz, saját démoni testőrökkel körülvéve magát. Jól ismeri az Apokalipszis lovasait. Testen kívül fekete füst formájában látható, halhatatlan.
A démon ugyan az 1. évadban nem szerepel, ekkortájt szállja meg Bradyt, és férkőzik Sam közelébe, és a sárgaszemű parancsára mutatja be neki Jessicát. Sam sokszor húzza ki barátját a bajból, ugyanis az a drogok, prostik és a bűn felé kezd közeledni. Később Azazel azt az utasítást adja neki, végezzen a lánnyal, ezért a bestia elmegy a lány és a távolban lévő Sam Palo Altó-i lakására, majd miután Jess behívta, démoni képességével a falra szegezi, és elevenen felégeti. A Winchester fivérek bosszút fogadnak, ugyanis úgy gondolják, Azazel gyilkolt ismét.
A démon az 5. évad elején tűnik fel ténylegesen, immár egy gyógyszergyártó cég kereskedelmi alelnöke. Együttműködik Pestissel; míg a lovas elterjeszti a sertésinfluenzát, a démon cégén keresztül kifejleszt egy ellenanyagot, mely valójában a Croatoan vírus. Egy megbeszélés után a gonosztevő elvágja egyik alkalmazottja torkát, és vérét elhasználva, egy rituálé során beszélgetni kezd Pestissel, és közli vele, ekkora terv megvalósításához több emberre van szükség. Még aznap este betör az irodaházba Dean Winchester és annak társa, Crowley, és míg Dean eltereli a figyelmét és összevereti magát, Crowley egy zsákot húz a démon fejére, melyen egy ördögcsapda van ábrázolva, így Brady a fogságukba esik. Egy elhagyatott házban kötözik ki, ahol ismét találkozik Sammel, aki nehezen tartóztatja magát; mikor megtudja, hogy volt barátja végzett kedvesével, meg akarja ölni. Crowley-ék azt akarják megtudni tőle, hol találják meg Pestist, ám a démon nem hajlandó beszélni, hiszen tudja, ha megteszi, Lucifer kegyetlenül megtorolná. Crowley eltávozik, majd azzal az információval jön vissza, hogy már nyugodtan beszélhet, ugyanis elhitette a démonokkal, hogy Brady már hozzá hasonlóan Lucifer ellen van. Végül a szörnyeteg elárulja a lovas tartózkodási helyét, ellenben mikor hármasban marad a Winchester fiúkkal, azok sóval egy sikátorba zárják, Sam pedig nekiesik a démonölő tőrrel, és leszúrja vele a démont, aki ezt követően meghal.
Epizódjai:

- The Devil You Know

### Halál
Halál az Odaát (Supernatural) című televíziós sorozat kitalált szereplője, akit Julian Richings alakít.
Halál a sorozatban az Apokalipszis egyik lovasát alakítja, aki évmilliók óta járja a világot, különböző univerzumokat, még Istennél is idősebb. Ő az ura életnek és halálnak, képes az embereket feltámasztani és elpusztítani. Halhatatlan. Mint mindegyik lovasnak, neki is van egy gyűrűje, amiből az erejét meríti, és ami valójában Lucifer ketrecének a kulcsa.
Lucifer az 5. évad közepén úgy dönt, megidézi Halált, aminek érdekében egy rituálé során feláldoz egy csapat démont. Ugyan a Winchester fivérek majdnem véget vetnek tervének, a Sátán végül boldogan köszönti a lovast. Nem sokkal ezek után, Halál a dél-dakotai Sioux Falls városába látogat, ahol több tucat holtat támaszt fel a temetőből, köztük Bobby Singer feleségét, Karent. Az élőholtak visszatérnek családjaikhoz, akik boldogan fogadják őket, ám hamarosan az előbbiek megvadulnak, és az emberek ellen fordulnak. A környéken Winchesterek és Bobby végeznek az összes zombival, köztük Karennel is, aki előtte azonban még elmondja Bobbynak: a Halál azt üzeni neki, ő következik, amiért segíti a testvéreket. Az évad végére Dean és Sam rájön, hogyan lehetne visszazárni Lucifert a ketrecébe, ám ahhoz mind a négy lovas gyűrűje szükségeltetik. Miután megszereztek hármat, már csak Halálé van hátra, akit ezt követően nagy erőkkel kezdenek keresni. Mivel a kutatás nem jár sikerrel, Bobby alkut köt Crowleyval, így az felfedi előttük a lovas tartózkodási helyét: Chicagóban van, ugyanis a város hamarosan megsemmisül. Dean és Crowley először a "lovasok istállójában" keresik Halált, végül azonban egy belvárosi pizzériában találják meg. A lény az egész helységet kiirtotta. Dean egyedül megy be, hogy különleges sarlójával megölje, az azonban egy pizzát étkezve, észreveszi, és magához ragadja tőle a fegyvert. Letessékeli magához a fiút, és közli vele; ő nem szeretne nagy felhajtást az Apokalipszissel, hisz a Föld neki csak egy jelentéktelen kis bolygó a galaxisban, és akár Isten helyét is át tudná venni, ha Lucifer nem tartaná őt féken egy átokkal. Halál végül saját maga adja át gyűrűjét Deannek, elmondja, hogy kell használni, előbb azonban még megígérteti vele, hogy hagyni fogja Samnek, hogy igent mondjon az Ördögnek. A fiú beleegyezik.
Epizódjai:

- Abandon All Hope

- Two Minutes To Midnight

### Háború
Háború az Odaát (Supernatural) című televíziós sorozat kitalált szereplője, akit Titus Welliver alakít.
Háború a sorozatban az Apokalipszis egyik lovasát alakítja, aki Lucifer szabadulását követően, a Földre érkezik. Képes az emberket összezavarni, hallucinációkat vetít eléjük, harcot szít köztük és káoszt okoz. A Bibliában Ürömnek hívják, és mint ahogy abban áll, hullocsillagként ér földet, ám míg ott vörös lovon említik, a valóságban vörös Mustanggal közlekedik. Halhatatlan. Mint mindegyik lovasnak, neki is van egy gyűrűje, amiből az erejét meríti, és ami valójában Lucifer ketrecének a kulcsa.
Háború az 5. évad második részében láthatjuk, amikor is a coloradói River Pass kisvárosba érkezik, üstökösként a folyóba csapódik, majd végezve egy Roger nevű helyi polgárral, megszállja a testét. Ezt követően, belekezd, hogy káoszt és zűrzavart keltsen a környéken: ledönt egy hidat, majd hallucinációkat okozva, elhiteti az emberekkel, hogy démonok vannak a városban, így a polgárok egymás ellen fordulnak, köztük három vadász, Rufus Turner, Ellen és Jo Harvelle. Miután Rufus segélykérő üzenetet intéz egy barátjának, a helyszínre érkeznek a Winchester fivérek, akik a helyiek mellé szegődnek, és segítenek nekik ellenfeleikkel szemben. Háború ezalatt a lakosok közt elvegyülve figyeli az eseményeket. A szörnyetegnek sikerül elfogatnia Samet, majd miután őt kikötözték, elbeszélget vele. Elmondja neki, hogy nemrég Németországban és a Közel-Keleten, Dárfúrban volt, ezután jött erre a helyre, hogy oldja az emberek gátlásait, és hogy megvárja, míg a többi lovas is feltűnik. Mikor jobban elegyedik a beszélgetésben, elmondja Samnek, látja, hogy a fiú még mindig kívánja a démonvért. Ezt követően, ismét fokozza a feszültséget, és egymásnak ereszti az embereket, végül a fivérek az utcán elfogják őt, és ugyan állítása szerint megölni nem lehet, levágják az ujját, a rajta lévő gyűrűvel együtt, így elveszíti képességét, a lakosok lenyugodnak, és a környéken ismét helyreáll a rend. Háború a Mustangjával elmenekül.
Epizódjai:

- Good God, Y’All

### Éhínség
Éhínség az Odaát (Supernatural) című televíziós sorozat kitalált szereplője, akit James Otis alakít.
Éhínség a sorozatban az Apokalipszis egyik lovasát alakítja, aki Lucifer szabadulását követően kezd tevékenykedni a Földön. Képes előhozni az emberekből azok legfőbb vágyait, szenvedélyeit, noha ebbe bele is halhatnak. Miután meghaltak, áldozatai lelkét elfogyasztja, ezekből táplálkozik. Egy öregembert testébe van szállva, és noha a Biblia szerint fekete lovon jár, a valóságban fekete Cadillac Escalade-del fuvarozzák démoni testőrei. Halhatatlan. Mint mindegyik lovasnak, neki is van egy gyűrűje, amiből az erejét meríti, és ami valójában Lucifer ketrecének a kulcsa.
Éhínség az 5. évad közepén tűnik fel; Valentin nap környékén feltűnik egy városban, és felfokozza az emberekben a vágyaikat, szenvedélyeiket, így azok sorban kezdenek el meghalni drog túladagolásban, gyomor és máj szétpukkadásában, hasonlóakban, ráadásul Castiel angyal létére is rászokik a hamburgerek tömésére, porhüvelyéből kifolyólag. Az ügyre ráállnak a Winchester fivérek, akik Casszel először egy Cupidóra kezdenek gyanakodni, de aztán rá kell ébredniük, hogy egy lovas áll a háttérben. Éhínség démonokat küld, hogy áldozatainak lelkét elvigyék neki, ám az egyik ilyen szállítmány Sam birtokába kerül, Éhínség így a küldött lelkét eszi meg. Míg Éhínség egy legyilkolt bárban tartózkodik, Dean és Castiel rátalálnak, és megpróbálnak vele végezni, ám a szörnyeteg karmai közé kerülnek. Időközben Éhínség démonokat küld, hogy hozzák el neki Samet, ám a fiú végez velük, iszik a vérükből, majd testvére után ered. A találkozáskor Éhínség felkínálja a fiúnak, fogyassza el démonjait, ám mivel az ezt visszautasítja, ő eszi meg őket. Miután Sam rájött, hogy ellenfelére nem hat különleges képessége, azt a behabzsolt testőrökre összpontosítja, és belülről szaggatja szét a lovast, aki ezt követően elveszti gyűrűjét, ő maga pedig teljesen legyengül.
Epizódjai:

- My Bloody Valentine

### Pestis
Pestis az Odaát (Supernatural) című televíziós sorozat kitalált szereplője, akit Matt Frewer alakít.
Pestis a sorozatban az Apokalipszis egyik lovasát alakítja, aki Lucifer szabadulását követően kezdi szedni áldozatait a Földön, utazva '72-es AMC Hornet tragacs járgányával. Képes az embereket megfertőzni, betegséget és pusztulást hoz rájuk. Mint mindegyik lovasnak, neki is van egy gyűrűje, amiből az erejét meríti, és ami valójában Lucifer ketrecének a kulcsa.
Pestis az 5. évad végén jelenik meg; sertésinfluenzát terjeszt szét az emberek között, mely egy démoni terv része: ellenszerként ugyanis a Croatoan vírust akarják bevetni. A lovas először egy gyógyszertárban üti fel a fejét, majd pedig Iowa államban bukkan fel egy idősek otthonában, ahol orvosként szedi áldozatait. Itteni tartózkodásáról azonban a Winchester fivérek is tudomást szereznek, és érte mennek, hogy megszerezzék tőle a gyűrűjét. A lény démoni segítőjének köszönhetően időben értesül Deanék érkezéséről, és képességével elkábítja őket, majd úgy dönt, hiába porhüvelyek, végez velük. Ekkor tör rájuk a tesók barátja, Castiel, aki a démonölő tőrrel leszúrja a lovas társát, illetve levágja Pestis ujjáról a gyűrűt. Erejétől megfosztva, a lovas eltűnik, előtte azonban még közli, mindezt hiába teszik, már úgyis késő.
Epizódjai:

- Hammer of the Gods

- Two Minutes To Midnight

### Babiloni Szajha
A Babiloni Szajha az Odaát (Supernatural) című televíziós sorozat kitalált szereplője, akit Cindy Sampson alakít.
A Babiloni Szajha a sorozatban a Jelenések könyve egyik gonoszát alakítja, aki Lucifer Földön járásakor jön el, hogy minél több embert késztessen bűnre, így minél több embert kárhoztasson Pokolra. Ő maga is egy Pokolbeli lény, valódi arca nagyon csúf, ezért megöl egy Leah Gideon nevű lányt, hogy annak testébe szállva kezdje meg feladatát. Megölni csupán igaz hívő ember tudja, és kizárólag csak babilonii cédrusfából készült karóval.
A Babiloni Szajha az 5. évadban bukkan fel; miután Lucifer a Földre szabadult, ő is feljön a Pokolból, hogy egy kisváros lakóit kárhozatra késztesse. Ehhez megöli a helyi tiszteletes lányát, Leah Gideont, és megszállja testét, majd elhiteti a polgárokkal, hogy hallja, amit az angyalok beszélnek, és azok azt szeretnék, hogy kövessék az utasításaikat, a Mennybe jutás érdekében. A helyiek így minden parancsot teljesítenek, akár rossz dolog, akár nem, ehhez a szörnyeteg démonokat teremt és irányít. Hónapok telnek el így, mígnem egy nap megmentik a Winchester fivéreket. Dean és Sam a város mellé szegődik, és egy ideig ők is követik a Szajha utasításait, úgy gondolják, hogy próféta lehet. Csakhogy barátjuk, Castiel előbb-utóbb feltűnik, és közli, az összes próféta neve az agyába van vésve, de Leah nem tartozik közéjük, ő egy Babiloni Szajha. Időközben a lény már arra veszi rá az embereket, hogy saját polgártársaikkal végezzenek. Mikor a testvérek, Cas és Gideon atya közösen próbálják megölni a lényt babiloni cédrusfa karóval, az rájuk uszítja az embereket, és az angyalt súlyosan megsebzi. Végül a dulakodás során Dean ragadja magához a karót, és – noha nem mondhatni, hogy hívő ember – deledöfi a Szajhába. A lény kidől, majd egy lánglobbanást követően meghal.
Epizódjai:

- 99 Problems

### Démonok a kereszteződésben
Démonok a kereszteződésben az Odaát (Supernatural) című televíziós sorozat kitalált szereplői, akiket Jeannette Sousa, Ona Grauer, Sandra McCoy és Roan Curtis alakít.
A démonok a kereszteződésben olyan bestiákat alakítanak, akik két mississippi állambeli út kereszteződésében üzletelnek emberekkel, cserébe azok lelkéért. Míg az egyik démon gyönyörű nők, a másik egy férfi testét viseli, azon kívül fekete füstoszlop formájában léteznek, halhatatlanok. Uruk Lilith, aki keményen bánik velük, ha egy üzlet félresikerül. Megidézni őket úgy lehet, hogy az illető egy temetői földdel és fekete macskacsonttal teli kis dobozba helyezi a fényképét, majd a cickafarkkórókkal körülvevő keresztúthoz temeti, az alkut pedig egy csókkal pecsételik meg. A pokolkutyák ellen védekezni egyedül az ördög cipőfűzője nevű növénnyel lehet. A megbeszélt határidő lejárta után a démon ítéletvégrehajtóit, a pokolkutyákat küldi az ügyfélért, akit a halála előtti időkben hallucinációk gyötörnek.
A démon először a 2. évad közepén jelenik meg, amikor Dean és Sam Winchester szétmarcangolt emberek halálesetei után nyomoznak. A szemtanúk kikérdezése után eljutnak a kereszteződésbe, ahol a démon az üzleteket köti. Hamar ráébrednek, hogy mi folyik itt, ásni kezdenek a kereszteződés közepén, és egy dobozra bukkannak, benne egy leendő áldozat fényképével és idézéshez szükséges kellékekkel. A démon eközben újabb ügyfelekért küld pokolkutyákat, ezért a fivérek kötelességüknek érzik, hogy megmentsék őket, így Dean a keresztútnál megidézi a démont. Az meg is jelenik egy gyönyörű nő alakjában, és ajánlatot tesz Deannek, hogy visszahozza apját a halálból, cserébe a fiú lelkéért. Ő azonban nem hajlandó egyezséget kötni, az idézés előtt megrajzolt ördögcsapdával csapdába ejti a démont, majd arra kényszeríti, engedje el az egyik férfi alkuját. A démon ugyan vonakodik, végül megteszi. Az évad végén, amikor Sam meghal, Dean ismét felkeresi és megidézi a testet váltó bestiát, ezúttal üzletel is vele; a démon visszahozza öccsét az élők közé, cserébe a fiú egy év múlva nekiadja a lelkét. Az egyezséget csókkal pecsételik meg.
A 3. évadban Sam nem képes belenyugodni, hogy testvére hamarosan Pokolra kerül, ezért ő is megkeresi a démont, ám ő a Colttal próbálja meg elérni, vessen véget az egyezségnek. Miután ezt a démon megtagadja, a fiú lelövi őt a fegyverrel.
A 4. évad közepén kiderül, hogy míg Dean a Pokolban sínylődött, Sam többek között ismét ellátogatott a keresztúthoz, és arra kérte az új, ezúttal férfi testbe bújt üzletkötőt, kerüljön bármibe is, hozza vissza fivérét. A démon ugyan ismét a Colttal lett megfenyegetve, nem ment bele az üzletbe, majd sértetlenül távozott.
Epizódjaik:
- Alku a démonnal

- Ha a pokol elszabadul (2)

- Esti mese

- I Know What You Did Last Summer

### Egykor Meg Masterset megszálló démon
Az egykor Meg Masterset megszálló démon az Odaát (Supernatural) című televíziós sorozat kitalált szereplője, akit Nicki Aycox, Jared Padalecki és Rachel Miner alakít.
A démon a sorozatban a Pokol egyik gonosztevőjét alakítja, aki Lucifer és atyja, Azazel szolgálója. Az ő megbízására áll rá a Winchester fivérekre. Van egy démoni fivére, Tom. Egy Meg Masters nevű fiatal, massachusettsi lány testét birtokolja, akit 2005 ősze környékén szállt meg. Képességei közé tartozik, hogy embereket és tárgyakat tud telekinetikusan mozgatni. Testen kívül fekete füstoszlop képében látható. Halhatatlan.
A démon az 1. évad közepén atyja, a Sárgaszemű démon utasítására felkeresi a bátyjától éppen külön utakon járó Sam Winchestert; út menti stopposnak adja ki magát, először egy út mentén, majd egy buszállomáson találkoznak, és elég jól elbeszélgetnek, többek közt Sam testvérével való viszonyáról. Miután elköszöntek, és Sam továbbállt, Meg egy kamionossal indul tovább, majd miután megkérte a sofőrt, húzódjon félre, egy késsel elvágja a torkát, vérét egy tálba gyűjti, majd egy rítus során kapcsolatba lép a sárgaszeművel, és kérődre vonja, miért nem ölhette meg a Winchester fiút. A későbbiek során, Chicagóban a fivérek és a lány ismét összefutnak egy bárban, ahol a démon leszidja Deant, amiért az nem becsüli öccsét. Sam gyanakodni kezd Megre, és követi őt, egészen egy elhagyatott raktárépületig, ahol az ott található fekete oltár láttán rájön, hogy a lányt a gonosz irányítja. A fiú visszasiet bátyjáért, és együtt lopakodnak vissza a helyszínre, noha a démon tud érkezésükről, és csapdát állít nekik; az oltárt használva, ősi vérengző daevákat ereszt a fivérekre, és elfogja őket. Miután kikötözte vendégeit, nyilvánvalóvá válik a fiúk előtt, hogy démon szállta meg a lányt, és most arra készül, hogy általuk csapdát állítson John Winchesternek, aki a városban van. Csakhogy míg a démon a fiúkkal flörtöl, azoknak sikerül kiszabadulniuk, összetörik az oltárt, így a daevák Meg ellen fordulnak, és kirepítik őt az ablakon, a hetedik emeletről. Látszólag ugyan az aszfalton elterülő démon meghalt, valójában sértetlenül megúszta a zuhanást, emberi teste viszont súlyosan megsérült. Az évad végén a démon elkezdi sorra legyilkolni John barátait, köztük Jim Murphy atyát és Calebet, hogy kizsarolja a férfitől, adja át a legendás fegyvert, a Coltot. John belemegy az alkuba, és Meg utasítására egy lincolni elhagyatott gyárépülethez utazik, ahol az átadást le akarják bonyolítani. Itt a démonnal megjelenik annak szintén démoni fivére, Tom, aki miután megkapta a pisztolyt – annak nagy meglepetésére -, Megre lő. A töltény a hasába fúródik, semmi baja nem lesz tőle, a fegyver nem igazi. Egy rövid hajszát követően a férfi a két démon fogságába esik. Meg ezt követően a fivérek nyomába ered, és rájuk is talál azok barátja, Bobby Singer otthonában. Miután végzett a férfi kutyájával, Rumsfelddel, a házban lévők életére tör, ám belesétál egy plafonra festett ördögcsapdába, így minden természetfeletti erejét elveszíti. A fiúk egy székhez kötözik, majd Bibliával elkezdik belőle kiűzni a démont, aki folyton azt hajtogatja, az apjuk halott, ám végül kinyögi, hogy a férfit a missouri Jefferson Cityben tartják fogva. Ennek ellenére a testvérek folytatják a démonűzést, aminek végén hatalmas füstoszlopként távozik a Pokol fenekére a démon. A megtisztult lány, a valódi Meg felfedi, hogy a démon már vagy egy éve szállta meg, illetve az apjuk valóban a már említett helyen van, majd a korábbi zuhanás következtében meghal. A halálesetet Bobby jelenti be, kitalál valami fedősztorit.
A 2. évadban a démon visszatér a Pokolból, ezúttal Samet szállja meg, és általa brutálisan végez egy vadásszal, majd Deant is leüti. Ezután a fivérek egyik barátját, Jo Havelle-t látogatja meg egy fogadóban; kikötözi, majd megpróbálja megerőszakolni. Azonban Dean toppan be és zavarja meg, melynek végezetéül a démon meglövi a fiút, majd elmenekül. Bobbyhoz tér be, hogy bosszút álljon rajta, a férfi azonban Dean hívásának köszönhetően még időben tudomást szerez Sam valódi kilétéről, így szentelt vizet itat meg vele, amitől az összecsuklik. Dean és Bobby ismét kikötözik egy ördögcsapdában, ám mikor belevágnak az űzésbe, a démon a Sam karján lévő "kötés" jelének köszönhetően – amellyel belezárta magát a fiú testébe – feltör a fogságból, és fogvatartóira támad. Mialatt püföli Deant, elárulja neki, hogy ő ugyanaz a démon, ami egykor Meget is megszállta. A harcnak Bobby vet véget, aki egy izzó vassal kiégeti a jelet Sam karjáról, így a fiú ismét önmaga lesz, a démon távozik a testéből.
A 4. évad elején Lilith a 66 pecsét egyikének feltörése érdekében, egy bizonyos "tanú" jelével hatalma alá kerít és irányít több kísértetet is, melyek közül az egyik Meg Masters. A lány feldühödött szelleme először Dean életére tör, mialatt őt hibáztatja saját, illetve húga haláláért is, aki azért lett öngyilkos, mert nem tudott belenyugodni nővére halálába. Meg és a többi személy – köztük Victor Henriksen és Ronald Resnick – szellemét végül Winchesteréknek Bobbyval sikerül egy szertartás során visszatéríteni a túlvilágra.
Az 5. évad elején a démon új, szintén fiatal lány testében tér vissza, hogy információkat tudjon meg Mihály arkangyallal kapcsolatban. Miután ez sikerült, két társával súlyosan megsebesítik Bobbyt, ám a fivérek végeznek társaivel, így a démonnak ismét menekülnie kell. Mikor Deanék egy kisebb csapattal és a Colttal Lucifer ellen indulnak a missouri Carthage-be, hogy végezzenek vele, a bestia feltűnik a kihalt város főterén, és pokolkutyákat ereszt a teamre, akik közül Jón az halálos sebet ejt. Lucifer rábízza az elfogott Castiel őrzését, ám az angyal túljár a démon eszén, és az őt csapdába ejtő szent tűzre löki ellenfelét, majd elmenekül, hátrahagyva a tűzben sikoltozó lányt.
Epizódjai:

- Madárijesztő

- Az árnyék

- Megváltás

- Halálcsapda

- Rossz vér

- Are You There God? It’s Me, Dean Winchester

- Sympathy for the Devil

- Abandon All Hope

### Tom
Tom az Odaát (Supernatural) című televíziós sorozat kitalált szereplője, akit Sebastian Spence alakít.
Tom a sorozatban a Pokol egyik démonát alakítja, aki Lucifer és atyja, Azazel szolgálója. Az ő utasítására próbálja megszerezni a legendást fegyvert, a Coltot a Winchester fivérektől. Van egy démoni testvére, aki Megként ismert. Képességei közé tartozik, hogy képes az embereket és tárgyakat telekinetikusan mozgatni, illetve halhatatlan. Tom egy fiatal férfi testébe van szállva, azon kívül fekete füstoszlop képében látható.
Tom az 1. évad utolsó részeiben szerepel: fivérével együtt a nebraskai Lincolnba megy, hogy kizsarolják John Winchestertől a démonölő Coltot. Meg úgy mutatja be Tomot, mint akivel nem kéne packázni, ennek ellenére a férfi hamis fegyvert ad át, melyet Tom kap meg, hogy ellenőrizzen. A démon hidegvérrel hasba lövi Meget, majd mialatt az teljesen kiborul, amiért rálőtt, közli, a pisztoly hamis. A két bestia a menekülő John után ered, aki egy darabig fel tudja tartani őket szentelt vízzel, végül Tom utoléri, és erejével a falra szegezi, majd megkínozza. Ezt követően, egy helyi motelbe szállítják, ahol Tom és néhány démoni társa őrzik, mialatt megszállja őt a Sárgaszemű démon. Hamarosan feltűnnek a férfi fiai, akik sikeresen kiszabadítják apjukat, az utcán azonban Tom tájuk támad; elkapja Samet, majd ütni kezdi, mire Dean a Colthoz nyúl, és a démon fejébe ereszt egy golyót. Tom holtan esik össze.
Epizódjai:

- Megváltás

- Halálcsapda

### Tammi
Tammi az Odaát (Supernatural) című televíziós sorozat kitalált szereplője, akit Marisa Ramirez alakít.
Tammi a sorozatban a Pokol egyik démonát alakítja, aki Lucifer szolgája, és kapcsolatban áll Lilithtel is. Valószínűleg az ő utasítására ered a Winchester fivérek nyomába, hogy végezzen velük. Elég jól ért a fekete mágiához, és ő a felelős egy Ruby nevű lány haláláért, aki azóta démonná lett. Hatalmas erő birtokában van; képes telekinetikusan irányítani az embereket és tárgyakat, és belső vérzést okozni, illetve halhatatlan. Egy fiatal lány testét birtokolja, azon kívül fekete füstoszlop képében látható.
Tammi a 3. évad közepén szerepel; társul egy háziasszonyokból álló kis könyvklubhoz, ahol aztán ráveszi őket, hogy gyakorolják a fekete mágiát. Először egy nőt ölnek meg, átokzsákokat használva, majd annak férjét is megpróbálják, őt azonban az ügyre felfigyelt Winchester fivérek megmentik. Miután már saját társukkal is végeznek, Dean és Sam rájön, hogy ők a felelősek, ezért Tammi hozzájuk is elrejt egy átokzsákot a motelbe, ami majdnem Dean életébe kerül. A testvérek és barátjuk, Ruby rátörnek a társulatra, ahol Tammi felfedi démoni kilétét, majd miután megölte egyik boszorkánytársát, kiderül róla, hogy ő ismeri Rubyt, ugyanis ő volt a felelős a lány haláláért. Sam a démonra lő a Colttal, az azonban a levegőben megállítja a golyót, és mindhármukat elfogja. Ekkor említi meg, hogy egy új démon van felemelkedőben, akinek ugyan nem mondja ki a nevét, de mint később kiderül, ő Lilith. Végül Tammi megöli az utolsó boszorkányt is, amiért az varázslatot küld a démonra, ez pedig elég időt ad Deannek, hogy a démonölő tőrrel elvágja Tami nyakát, aki ezt követően meghal.
Epizódjai:

- Végzetes boszorkák

### Duane Tannert megszálló démon
A Duane Tannert megszálló démon az Odaát (Supernatural) című televíziós sorozat kitalált szereplője, akit Diego Klattenhoff alakít.
A démon a sorozatban a Pokol egyik gonosztevőjét alakítja, aki Lucifer és a Sárgaszemű démon, Azazel szolgálója. Az ő parancsára szállja meg egy Duane Tanner nevű fiatal fiú testét, hogy annak városában, az oregoni Rivergrove-ban megfertőzze a lakosságot, és tesztelje Sam Winchester immunitását a démoni vírusra. A démon halhatatlan, testen kívül fekete füstoszlop képében látható. Az általa megszállt fiú családjával élt, apjával, anyjával, és öccsével.
A démon a 2. évad kilencedik epizódjában szerepel; a sárgaszemű utasítására, az oregoni Rivergroove városába megy, hogy elterjesszen ott egy Croatoan nevű démoni vírust, és odacsalja a Winchester fivéreket, hogy megtudja, Samre is hat-e a kórokozó. Miután megszállt egy helyi fiút, Duane Tannert, és miután a fivérek feltűntek a városban, teljesen elzárja a lakosokat a külvilágtól, megfertőzi Duane apját és öccsét, Jake-et a vírussal, majd eltűnik. Ők aztán továbbadják azt Duane anyjának is, később pedig három fertőzött közül a férjet és feleséget Deanék megölik, Jake elmenekül. A városban hamar elterjed a fertőzés, a túlélők a helyi kórházban barikádozzák el magukat a megvadult polgárok elől. A démon úgy menekül be oda, mint aki semmit nem tud a körülményekről, ellenben Dean elfogja, kikötözi, majd le akarja lőni, öccse ugyanis korábban egy látomásában ugyanez már megtörtént, és mint akkor, a fiú ugyanazt hajtogatja, hogy nincs benn démon. Dean végül a sok könyörgés után megkegyelmez Tannernek, csakhogy Sam is megfertőződik az egyik betegnek köszönhetően. Nem sokkal azután, hogy kiderült, a fiú valamiféle csoda folytán immunis a vírusra, a környékről eltűnnek a fertőzöttek, így mindenki külön utakon indul tovább. Tannernek az egyik helyi lakos felajánlja, hogy elviszi őt autóval, ám ezért az életével fizet: az út során a démon elmetszi a férfi nyakát, és vérét egy kehelybe csorgatva, egy rituálé során kapcsolatba lép Azazellel, és közli vele, hogy a Winchester fiúra valóban nem hatott a kór.
Epizódjai:

- A vírus (Odaát)

### Gil atyát megszálló démon
A Gil atyát megszálló démon az Odaát (Supernatural) című televíziós sorozat kitalált szereplője, akit Robert Curtis Brown alakít.
A Gil atyát megszálló démon a Pokol egyik gonosztevőjét alakítja, aki Lucifer szolgája. Egy ohiói pap testét, Gil atyáét szállta meg, hogy azon keresztül minél több embert vegyen rá rossz dolgokra, így Pokolra kárhoztassa őket. Szerelme egy másik démon, aki egy helyi lány, Casey testét birtokolja. Testen kívül fekete füst formájában látható. Halhatatlan.
A démon a 3. évad elején tűnik fel, amikor a Winchester fivérek az ohiói Elizabethville-be érkeznek, hogy utánajárjanak a városban történő dolgoknak, a szerencsejátékoknak, prostitúciónak és dorbézolásnak. Itt találkoznak össze a tiszteletessel, ám ekkor még fogalmuk sincs, hogy a férfit megszállták. Mikor rájönnek, hogy egy Casey nevű, szintén megszállt lány áll a háttérben, megpróbálják megölni, ekkor pedig a démon megtámadja a fiúkat, ugyanis védeni akarja szerelmét. Miután a bestia megcsókolta szerelmét, annak tiltakozása ellenére végezni akar Deannel, azonban Sam megelőzi; fogja a Coltot, és mindkét démont agyonlövi. Gil és Casey meghal.
Epizódjai:

- A bűn városa

### Casey-t megszálló démon
A Casey-t megszálló démon az Odaát (Supernatural) című televíziós sorozat kitalált szereplője, akit Sasha Barrese alakít.
A Casey-t megszálló démon a Pokol egyik gonosztevőjét alakítja, aki Lucifer szolgája. Egy ohioi fiatal pultoslány, Casey szállta meg, hogy azon keresztül minél több embert vegyen rá rossz dolgokra, így Pokolra kárhoztassa őket. Szerelme egy másik démon, aki egy helyi tiszteletes, Gil testét birtokolja. Testen kívül fekete füst formájában látható. Halhatatlan.
A démon a 3. évad elején bukkan fel, amikor a Winchester fivérek az ohioi Elizabethville-be érkeznek, hogy utánajárjanak a városban történő dolgoknak, a szerencsejátékoknak, prostitúciónak és dorbézolásnak. Itt az egyik kocsmában találkoznak a csaposlánnyal, aki Deannek eléggé megtetszik. A démonlány később a fivérek egyik ismerősét, Richie-t csábítja el, majd otthonába csalva, a pincében végez vele. Később ugyanezt tervezi Deannel is, a fiú azonban tudomást szerez valódi kilétéről, és ördögcsapdát állít a lány házában, amibe az bele is sétál. A démonnak sikerül erejével egy omlást előidéznie, így mindketten a pincében ragadnak, kénytelenek egymás társaságát élvezni. Beszélgetésük során eltársalognak a hitről, és a bestia megemlíti, hogy az ő istenük a Pokol ura, Lucifer. Később a démonlány szerelme, a Gil atyát megszállt démon megjelenik, és feltöri az ördögcsapdát, majd megcsókolja Casey-t. Az megpróbálja meggyőzni Gilt, ne bántsa Deant, ám az végezni akar vele, végül Sam tér be a helységbe, és a Colttal mindkét démont megöli.
Epizódjai:

- A bűn városa

### Lilith személyi séfje
Lilith személyi séfje az Odaát (Supernatural) című televíziós sorozat kitalált szereplője, akit Juliana Wimbles alakít.
A démon a sorozatban a Pokol egyik gonosztevőjét alakítja, aki Lucifer és Lilith szolgája. Utóbbinak köteles csecsemőket rabolni, hogy az aztán belőlük táplálkozzon. Ehhez egy Cindy McClellan nevű nővér testét szállta meg, amelyen kívül fekete füst képében látható. Halhatatlan. Cindy házas asszony, férjével, Matthew-val 6 éve házasok.
A démon a 4. évad végén szerepel; a 66 pecsét feltörése a végéhez közeledik, ezért Ruby tanácsára Sam és ő, hogy Lilith nyomára akadjanak, felkeresik annak személyi séfjét. A kórházban találnak rá, ahonnan elrabolják, és kocsijuk démonbiztos csomagtartójába zárják. Egy út mellett állnak meg, ahol a bestia hamarosan elárulja, hol készül ura az utolsó pecsét feltörésére. A démonból előtör a testben lakozó Cindy, és könyörögni kezd fogvatartóinak, hogy engedjék el, Ruby azonban meggyőzi Samet, ha le akarja győzni Lilithet, ölje meg, és igya meg a vérét. Cindy hiába sír, a fiú eleget tesz a kérésnek.
Epizódjai:

- When The Levee Breaks

### Jesse Turner
Jesse Turner az Odaát (Supernatural) című televíziós sorozat kitalált szereplője, akit Gattlin Griffith alakít.
Jesse a sorozatban egy kisfiút alakít, aki egy démontól származik, így ő maga egy Antikrisztus. Ennek hatására különös dolgokra képes, rengeteg mindent meg tud valósítani képzelőerejével, ám még ha nem is szándékosan teszi, veszélyt jelent az emberekre, az egész világot képes elpusztítani. Anyja egy Julia Wright nevű nő, akit 1997-ben megszállt egy démon, és szűz létére teherbe ejtette. Jesse a nebraskai Omahában született meg, ahonnan aztán Alliance-ba került nevelőszülőkhöz.
Jesse az 5. évad elején szerepel, amikor a Winchester testvéreknek feltűnik, hogy a fiú lakóhelye környékén különös halálesetek történnek. Nem kell sok idő, mire rájönnek, hogy Jesse-nek köze van a dolgokhoz, a srác egyedül van otthon, ám beengedi az FBI ügynökökként bemutatkozó tesókat otthonába. A beszélgetés során Jesse elárulja, hogy különös képesség birtokában van, ám azt ő sem tudja, hogyan. Később kiderül, hogy a fiú egy antikrisztus, vagyis egy démontól fogant, amit Castiel roppant veszélyesnek tart, szerinte ugyanis egy antikrisztus veszélyt jelent az egész világra. Ezért Cas megpróbálja megölni a fiút, mire az gondolatával játékfigurává változtatja a volt angyalt. Nem sokkal ezek után Jesse anyja, Julia is megjelenik, ám mivel megszállta egy démon, elfogja a Winchestereket, a fiút pedig megpróbálja meggyőzni, álljon az ő oldalára. Mikor Sam is szóhoz jut, felfedi az igazságot Jesse előtt, az pedig neki hisz, így kiűzi a gonoszt anyjából, és megmenti Deanéket. A fiúk megkérik őt, tartson velük Bobby barátjukhoz, amibe Jesse bele is egyezik, ám mikor felmegy az emeletre, hogy utoljára láthassa nevelőszüleit, egy búcsúlevelet hátrahagyva, eltűnik. Varázslatai eltűnnek, így Castiel visszanyeri eredeti kilétét.
Epizódjai:

- 5.06 I Believe the Children Are Our Future

### Tessa
Tessa a sorozat egyik mellékszereplője, akit Lindsey McKeon alakít. Tessa egy kaszás, akinek feladata, hogy átszállítsa az elhunyt emberek lelkét a túlvilágra.
Tessa a 2. évad elején tűnik fel, amikor az élet-halál között lebegő Dean találkozik vele a kórházban. A kaszás haldokló lánynak adja ki magát, ám később felfedi előtte valódi kilétét, és választás elé állítja a fiút: vagy átjön vele a túlvilágra, vagy a Földön marad, ám ez esetben belőle is ugyanolyan szörnyeteg lesz, amilyenekre korábban vadászott. Végül John Winchester alkuja miatt Tessát megszállja Azazel, és visszaküldi Deant az élők közé.
Tessa a 4. évad közepén tűnik fel újra, amikor egyik kaszás társát démonok elrabolják. Mikor egy halott fiú, Cole lelkét akarja szállítani, ismét találkozik az ideiglenesen szellemmé változott Winchester fivérekkel, akik megpróbálják megmenteni a pecséttörésre készülő Alastairtől és démonjaitól, ám azok őt is magukkal viszik. Mikor azonban azok megölik a másik kaszást, Dean és Sam Tessa nyomára bukkannak, és sikeresen megmentik a lényt Alastairék elől. A kaszás-lány köszönetet mond a fiúknak, majd Cole-lal együtt visszatér a túlvilágra.
- - Epizódjai:
- Ha eljön a kaszás…
- Death Takes a Holiday

### Vallások istenei
Kali, Baldur, Ganesh, Odin, Zao Shen, Mercury és Baron Samedi az Odaát (Supernatural) című televíziós sorozat kitalált szereplői, akiket Rekha Sharma, Adam Croasdell, Keith Dallas, Duncan Fraser, King Lau, John Emmet Tracy és ? alakít.
Kali, Baldur, Ganesh, Odin, Zao Shen, Mercury és Baron Samedi a sorozatban különböző vallások isteneit alakítják; Kali és Ganesh hindu, Odin, Baldur skandináv, Zao Shen kínai, Mercury görög, míg Baron Samedi a haiti vudu loája (istene). Mindannyian halhatatlanok, mindannyian utálják az angyalokat, és mindannyian szeretnének véget vetni a Lucifer-féle Apokalipszisnek. Földi összejöveteleik színhelye egy indianai mellékúton álló luxushotel, ahol általában az oda tévedő vendégekből lakomáznak. Elpusztítani őket örökzöld karóval lehet.
Kali, Baldur, Ganesh, Odin, Zao Shen, Mercury és Baron Samedi az 5. évad végén szerepelnek; közös döntés alapján, Mercury elintézi, hogy egy estére megszokott találkozási helyükre, egy elhagyatott helyen álló luxushotelbe tévedjenek az Apokalipszis kulcsfigurái, a Winchester fivérek. Miután megérkeztek, az istenek elkezdik elfogni a többi vendéget, hogy aztán majd felfalják őket, közben Kali szerez vért Dean és Sam testéből – előbbi szemtanúja lesz, amint Ganesh elefánt testet ölt -, majd azt üvegcsékbe zárja, így a fiúk a birtokába kerülnek. Végül Zao Shen és Baron Samedi elfogja a testvéreket, és elráncigálja őket egy beszélgetésre a többi istennel. Itt mindnyájan megvitatják a kérdést, mit tegyenek Lucifer felkelésével, amikor is megjelenik az általuk Lokinak ismert Gábriel, és ő is csatlakozik a társalgáshoz. Az angyal megpróbálja csábítással ellopni volt szerelmétől, Kalitól barátai vérét, az azonban rájön a turpisságra, az övét is megszerzi, és rájön Gábriel valódi kilétére uis. Időközben Dean örökzöld karóval megöli Zao Shent, mivel az útját állja, hogy kiszabadítsa a fogva tartott embereket. Az istenek úgy döntenek, megölik Gábrielt, ezért Kali elveszi tőle a pengéjét, és leszúrja. Dean ezután sikeresen meggyőzi az isteneket, engedjék el a foglyokat, majd Sam javaslatára, leveszik annak bordájáról az enókiai jeleket, hogy Lucifer rátalálhasson, akkor pedig együtt lecsapjanak rá. Az Ördög valóban eljön, ám érkezése után azonnal elkezdi az istenek legyilkolását, kezdve Mercuryval, majd folytatja Odinnal, Ganeshsel, Baron Samedivel és Baldurral. Mikor Kalira kerülne sor, a halottnak hitt Gábriel tűnik fel, és feltartja a Sátánt, míg a fiúk kimenekítik Kalit, és biztonságos helyre nem szállítják autójukkal.
Epizódjaik:

- Hammer of the Gods

### Rowena
Rowena az Odaát (Supernatural) című televíziós sorozat kitalált szereplője, akit Ruth Connell alakít.

## Azazel kiválasztottjai

### Max Miller
Max a sorozat egyik mellékszereplője, egy fiatal fiú, aki a michigani Saginaw városában él apjával, nagybátyjával és mostohaanyjával. A fiú régen, 6 hónapos korában vesztette el valódi édesanyját egy lakástűzben, 23 éves korában pedig különleges, telekinetikus képesség jelent meg nála. Csupán egyetlen epizódban tűnik fel, amikor is Dean és Sam a fiú apjának és nagybátyjának halála ügyében nyomoznak, a szálak pedig Max-hez vezetnek. Kiderül róla, hogy telekinetikus képesség birtokában van, mellyel már megölte két rokonát, ám mikor mostohaanyjával is végezne, Winchesterék megzavarják, ám ezzel a fiú őket is csapdába ejti. Sam elbeszélget a fiúval, így megtudja, hogy ő is 6 hónapos korában vesztette el anyját egy lakástűzben, majd pedig megpróbálja meggyőzni, engedje szabadon őket, erre azonban Max a fejéhez emeli a Deantől ellopott piszolyt, és főbelövi magát.

### Ava Wilson
Ava Wilson a sorozat egyik mellékszereplője, akit Katharine Isabelle alakít. Ava egy fiatal titkárnő, aki egy illinois-i kisvárosban éldegél vőlegényével. Ő is egy az Azazel által kiválasztott fiataloknak, ő Samhez hasonlóan 23 éves korában víziókat kezd látni, melyek valóban meg is történnek.
Ava először a 2. évad közepe felé tűnik fel, amikor egy éjszaka látomás jön rá, melyben a számára még ismeretlen Sam felrobban. A lány felkeresi a fiút, és elmondja neki, mit látott róla. Csakhogy Gordon Walker tűnik fel a színen, és végezni akar a két különleges fiatallal. Ava látomása később majdnem beigazoldóik, ám Samnek sikerül kibújnia Gordon csapdájából, így nem hal meg. Nem sokkal az eset után azonban Ava eltűnik, így körözni kezdik, Sam és Dean a lakásán pedig megtalálja a nő meggyilkolt vőlegényét, mellette pedig a démonokra utaló ként.
Ava később még az évad végén kap szerepet, amikor is Samet, Avát és még néhány különleges képességű fiatalt − Jake-et, Lilyt és Andyt − egy kihalt kisvárosba hurcol Azazel, majd pedig arra kényszeríti őket, hogy öljék meg egymást. Aváról kiderül, hogy ő már eltűnése óta, 5 hónapja éldegél itt, és már rengeteg különleges képességű embert gyilkolt meg. Mikor Ava egy démonnal megöleti Andyt is, Jake eltöri a lány nyakát, aki azonnal meghal.

### Ansem Weems
Ansem Weems a sorozat egyik mellékszereplője, akit Elias Toufexis alakít. Ansem fiatal srác, aki egy oklahomai kisvárosban éli mindennapjait Richard Webber álnéven. A fiú 23 éves kora óta különleges képesség birtokában van: embereket tud irányítani a gondolatával, ugyanis születéskor több hasonló fiatallal együtt kiválasztotta őt a sárgaszemű démon Azazel.
Ansem a 2. évad közepén tűnik fel, amikor is különleges képessége segítségével megöl egy orvost, illetve saját anyját. Az ügyre azonban fény derül, a Winchester fivérek és Ansem titkos ikertestvére, Andy rájönnek, hogy Ansem bosszúból ölte meg a két illetőt, mivel azok kiskorukban elválasztották őket egymástól. Mivel Ansem még több áldozatot akar, a fivérek megpróbálják leállítani, ám mikor a fiú őket is meg akarja ölni, a szintén "gondolatirányító" képességgel rendelkező Andy fegyvert ragad, és megöli ikertestvérét.

### Scott Carrey
Scott Carey a sorozat egy mellékszereplője, akit Richard de Klerk alakít. Scott egy fiatal srác, aki Indiana államban lakik apjával, amikor is 23 éves korában különleges képesség jelentkezik nála; képes uralni az elektromosságot.
A 2. évad közepén tűnik fel, amikor is meglátogat egy pszichológust és feltárja előtte, milyen különleges képesség birtokában van, mellyel akár embert is képes ölni. A fiú szerint álmában többször megjelenik neki egy sárgaszemű férfi, aki közli vele, hogy katona lesz egy közelgő háborúban. Nem sokkal a doktortól való távozása után, az utcán feltűnik a rettegett vámpírvadász, Gordon Walker, és tőrével megöli Scottot.

### Sam Winchester
Samuel „Sam” Winchester az Odaát (Supernatural) című televíziós sorozat Eric Kripke által kitalált szereplője, akit Jared Padalecki alakít. Sam a sorozat egyik főszereplője.

## Isten testvére

### Amara
Amara az Odaát (Supernatural) című televíziós sorozat kitalált szereplője, akit felnőttként Emily Swallow alakít.
Amara a 11. évadban kerül elő azután, hogy Dean karjáról lekerül a 10. évad végén Káin jegye, amely, mint kiderül, pont a Sötétséget, azaz Amarát, Isten testvérét volt hivatott elzárva tartani.
Amarát, mivel Dean engedi ki, ezért erős szálakkal fűződik hozzá rögtön az elejétől. Először Dean látomásában jelenik meg felnőtt nőként, de aztán testi mivoltában csecsemőként születik meg. Aki azonban nagyon gyorsan fejlődik.
Crowley elkapja, próbálja magánál tartani és felnevelni, de Amara lelkekkel táplálkozik és gyorsan kevés lesz neki amit a Pokolban talál. Otthagyja Crowleyt miután a Winchester fivérek sikertelen támadást kísérelnek meg ellene, és bebarangolja a teremtett világot. Időnként csap egy kis mészárlást, hogy felkeltse fivére, az Isten figyelmét, de jó ideig hiába. Mindaddig amíg az angyalok egyesült erővel le nem sújtanak rá, ami jó időre meggyengíti.
Közben Rowena rátalál és ápolja annak reményében, hogy így megúszhatja a világvégét. De hamar rájön, hogy ő sem tudja befolyásolni Amarát, ezért segít inkább a testvéreknek csapdába csalni Luciferrel együtt, de amikor kudarcot vallanak, Rowena elszelel. Amara pedig kínozni kezdi Lucifert, hogy felfigyeljen rá végre Isten. Ő csak beszélni akar Istennel az őt ért méltánytalanságról, miután visszaveri a boszorkányok, démonok és angyalok egyesített támadását, de Isten újra be akarja zárni Amarát. Amara kétségbeesésében elindítja a világvégét és otthagyja Istent haldokolva, hogy az még lássa, ahogy hamuvá lesz az őáltala teremtett világ.
Amara egy Édenkertet idéző parkban sétálgat és elborzadva veszi észre, hogy érintése nyomán élet nem, csak halál terem, a virágok elszáradnak, ha hozzájuk ér. Azután egy padon üldögélve megtalálja egy idős néni, aki elpanaszkodja neki, mennyire nem foglalkozik vele a családja , de ő így is szereti őket, és felajánlja Amarának, hogy etessen vele galambokat. Ám Amara visszautasítja, mert talán már tart attól, hogy a galambok is elpusztulnának az érintésére.
Végül megjelenik Dean. Amara azonban hamar rájön, hogy Dean egyfajta lélekbombaként feltöltve érkezett, azzal a szándékkal, hogy őt is, saját magát is elpusztítsa. Végül Deannek sikerül lebeszélnie Amarát a bosszúvágyáról. Amara magához teleportálja a haldokló Istent és visszaadja az életerejét, miáltal a világ is magához tér, miután megérti, hogy a Sötétség nem létezhet a Fény nélkül. Ezek után kézenfogva eltávoznak, eloszlanak a légben.
Epizódjai:
- 11.01 Out of the Darkness, Into the Fire
- 11.02 Form and Void
- 11.03 The Bad Seed
- 11.05 Thin Lizzie
- 11.06 Our Little World
- 11.09 O Brother Where Art Thou?
- 11.10 The Devil in the Details
- 11.13 Love Hurts
- 11.18 Hell's Angel
- 11.21 All in the Family
- 11.22 We Happy Few
- 11.23 Alpha And Omega

## Egyéb szereplők

### Jessica Moore
Jessica Moore az Odaát (Supernatural) című televíziós sorozat kitalált szereplője, akit Adrianne Palicki alakít.
Jessica a sorozatban Sam Winchester barátnője, akit megöl Azazel. Sammel Stanford egyetemen ismerkedett meg.
Jessica az 1. évadban az első részben tűnik fel, ugyanis együtt él Sammel. Miután Dean Winchester elrángatja Samet, hogy keressék meg apjukat, Jessica elengedi a fiúját, de ő otthon marad, védtelenül. A vadászat befejeztével, Sam hazatér, de a házban nem fogadja senki. Jessicát a plafonon kiterítve pillantja meg, vérben ázva. A holttest felgyullad, Sam pedig Dean segítségével jut ki a házból. Sam Jessica halálának köszönhetően dönt úgy, hogy bátyjával tart megkeresni apjukat és, hogy bosszút áll barátnője gyilkosán.
Sam nem képes feldolgozni Jessica halálát, így többször is vele álmodik, illetve hallucinál. A 2. évad végén tűnik fel újra, amikor is Deant egy dzsinn elfogja, majd egy álomvilágba repíti, ahol John Winchester ugyan már elhunyt, Mary, Sam és Jessica boldogan élnek.

### Victor Henriksen
Victor Henriksen a sorozat egyik mellékszereplője, akit Charles Malik Whitfield alakít. Az FBI egyik ügynökeként dolgozik, aki gyilkosság vádja miatt Dean és Sam Winchester nyomába ered.
Henriksen a 2. évad közepén tűnik fel, amikor is egy bankrablás helyszínére érkezik, ahol a hatóságok szerint a Winchester fivérek is jelen vannak. Victor elmondja a fiúknak telefonon, hogy már egy éve a nyomukban van, amióta Deant gyilkosság vádjával körözni kezdték -melyet annak idején valójában egy alakváltó követett el-, ráadásul számos betöréses lopás is a számlájukon van. Az ügynök megpróbálja rábeszélni őket, adják fel magukat, ám mivel ezt nem hajlandóak megtenni, Henriksen és a kommandósok lerohanják a bankot, ám Winchesteréknek sikerül elmenekülni a helyszínről. Az évad végén ugyan Deanék megrendezik saját letartóztatásukat, hogy egy régi barátjuknak segítsenek megoldani egy ügyet egy börtönben, mielőtt Henriksen átvenné őket, azok ismét sikeresen kicsúsznak a karmai közül.
A 3. évad közepén a hatóságok elfogják Deant és Samet, majd átmenetileg egy kisváros rendőrkapitányságára szállítják, ahová aztán később Henriksen és néhány társa is megérkezik, hogy átvegyék őket. Csakhogy az épületet démonok tucatjai támadják meg, több rendőrt és ügynököt is megölnek, így Victor kénytelen elhinni a természetfeletti világot, és a fivérek mellé állni a harcban. A fivérek, Henriksen és a többi túlélő végül megnyeri az összecsapást a démonok ellen, ám miután Victor szabadon engedi Deanéket, a Pokol egyik fődémona, Lilith tűnik fel a helyszínen, és végez az ott tartózkodó túlélőkkel, köztük az ügynökkel is.
A 4. évadban Henriksen szellemét az évad elején gyilkosa, Lilith egy bizonyos "Tanú" jelével hatalma alá keríti, és más szellemekkel -köztük Ronald Resnickével és Meg Mastersével- együtt megbízza, hogy ölje meg a Winchester fiúkat. A kísértetek ugyan megpróbálják teljesíteni feladatukat, Deanék barátja, Bobby megtalálja a módját a szellemek elpusztítására, így egy szertartás során meg is teszi azt.

### Ronald Resnick
Ronald Resnick a sorozat egyik mellékszereplője, akit Chris Gauthier alakít. Ronald fiatal férfi, aki egy Wisconsin állambeli bankban dolgozik biztonsági őrként, melyben egy alkalommal szemtanúja lesz, amint munkatársa kirabolja az intézményt. Ron azonban nem hiszi el, hogy valóban kollégája volt a tettes, így nyomozni kezd, majd egyik pillanatról a másikra a természetfeletti világba csöppen.
Ron a 2. évad közepén tűnik fel, amikor is a Winchester fivérek egy bankrablássorozat után nyomozva találkoznak vele. A férfi elmondja Deannek és Samnek, hogy megszerzett egy másolatot a biztonsági kamerák felvételeiről, és különös módon a felvételeken a rabló szemei világítanak, szerinte pedig valami alakváltó robot állhat a háttérben.
Mivel nem hisz neki senki, Ron végső elkeseredettségében fegyvert ragad, és betör a bankba, csak hogy igazát bizonyítsa. Az épületben később Deanék is feltűnnek, akik elmondják neki, hogy félig-meddig igaza volt, ugyanis a tettes egy alakváltó, aki jelenleg is a bankban tartózkodik emberi alakban. Ronaldot ugyan sikerül meggyőzni, hogy egy valódi szörnyeteggel állnak szemben, a férfit nem sokkal később a bank előtt lévő kommandósok egyik mesterlövész tagja lelövi, így az meghal.
A 4. évadban Ronald szellemét az évad elején egy fődémon, Lilith egy bizonyos "Tanú" jelével hatalma alá keríti, és több másik szellemmel -köztük Victor Henriksenével és Meg Mastersével- megbízza, végezzen a Winchester fivérekkel. Ronald elmondja Deanéknek, őket okolja, amiért meghalt, majd társaival együtt rátámad a fiúkra, a harc végül hamar véget ér, ugyanis a fivérek barátja, Bobby elvégez egy szertartást, mellyel sikerül megsemmisítenie a szellemeket.

### Benjamin Lafitte
Benjamin "Benny" Lafitte az Odaát (Supernatural) című televíziós sorozat kitalált szereplője, akit Ty Olsson alakít.
Benny az 8. évadában tűnik fel, egy vámpír aki kb. egy évszázaddal ezelőtt tettek azzá, és hihetetlenül lojális a fészkéhez. Ők megkeresik a magán yachtokat, messze kinn a tengeren elkapják őket és táplálkoznak a tulajdonosokból, majd elsüllyesztik a hajót, hogy fedezzék a bűncselekményeiket. Ám az egyik yacht tulajdonosába, a görög származású Andrea Kormos-ba beleszeret Benny és együtt elhagyják a fészket, majd Louisianában telepednek le.
Benny nem hazudik neki arról, hogy ki és mi ő, de Andrea elfogadja olyannak, amilyen és Benny lassan vonzónak találja megint az emberi létet, ezért átáll a konzerv vérre vadászat helyett. Ám a teremtője és annak fészke utoléri a párt Claytonban és megölik Bennyt és a teremtője iszik Andreából is. Ez az utolsó amit Benny lát, mielőtt meghal, ezért azt hiszi Andrea is meghalt.
Benny a Purgatóriumba kerül és ott ismerkedik meg Deannel, majd bajtársakká válnak és üzletet kötnek, hogy Dean kiviszi magával Benny lelkét és újraéleszti őt. Amit meg is tesz.
Ezután elválnak útjaik bár hellyel-közel tartják a kapcsolatot, és Dean a segítségére siet, amikor Benny szembeszáll a teremtőjével és rájön, hogy Andrea él, de már ő is vámpir, így kénytelenek lesznek együtt lefejezni.
Bennynek ezután senkije sem marad csak egy leszármazottja, egy lány, akinek a kocsmájába ismeretlenül beáll csaposnak mígnem az őrült Martin a vadász, meg nem találja és hiába bizonygatja neki Dean, hogy Benny nem bánt senkit, egy éjszaka megtámadja őt és a rokonát. Benny elintézi, de aztán menekülnie kell és Dean is megszakítja vele a kapcsolatot többek közt Sammy miatt is.
Ám amikor Sammy bajba kerül a Purgatóriumban, miközben Bobby lelkét próbálja kihozni onnan, Benny első szóra ugrik Deannek és bevállalja a legnagyobb áldozatot: hagyja, hogy Dean megölje őt újra, hogy ezzel a Purgatóriumba kerülhessen megint. Ott pedig segít Samnek és Bobbynak kijutni és fedezi őket. De ő maga ott marad.
Aztán már csak Dean hallucinációjában látjuk viszont, amikor a Werther-láda gonosz varázslatában Dean újra a képzeletbeli Purgatóriumába kerül és Benny itt arra akarja rávenni, hogy ölje meg magát.
Epizódjai:
- 8.01 We Need to Talk About Kevin

- 8.02 What's Up, Tiger Mommy?

- 8.05 Blood Brother

- 8.07 A Little Slice of Kevin

- 8.09 Citizen Fang

- 8.10 Torn and Frayed

- 8.19 Taxi Driver

- 10.19 The Werther Project (hallucinációként).
Ty Olsson
Ty Olsson kanadai színész. Született: 1974. január 28. Házastársa Leanna Nash (2012-ben elvált). Iskolai végzettség: Canterbury High School. Lányai: Mackenzie Olsson, Dagan Hunter Olsson. A 180 cm, barnahajú, kék szemű, Vízöntő jegyű Ty Olsson Halifax-ban, Nova Scotia-ban, Kanadában született. Ottawában nevelkedett. Járt a Canterbury High School művészeti iskolába, Ottawában, ahol dráma, tánc és zenére szakosodott. Aztán folytatta a tanulmányait Studio 58-ban. Olsson keresett hangszínész és színész, játszott a Godzillában, a 2011-es Majmok bolygójában, az Alkonyatban, a 2012 c. katasztrófafilmben, a Káoszelméletben, a Aliens vs. Predator: Requiem c. filmben, Riddick: A Sötétség Krónikáiban, az Álomfogóban stb.
Sorozatokban még többet is szerepelt: A holló, SG-1, A sötét angyal, Battlestar Galactica, Fallen, Supernatural, Flash Gordon (2007), Eureka, Smallville, Once Upon a Time, Zöld Ijász, The Tomorrow People, The 100, iZombie, Continuum stb.

### Claire Novak
Claire Novak az Odaát (Supernatural) című televíziós sorozat kitalált szereplője, akit Kathryn Newton alakít.
Claire Novak az 4. évadában tűnik fel először még gyerekként, Jimmy és Amelia Novak lányaként. Kb. 12-13 éves korában ismerjük meg. Castiel használta akkor Claire-t, mint a porhüvelyét egy rövid ideig. Miután Jimmyt újra birtokba vette, Claire-t az anyai nagyanyjára hagyták, Amelia így el tudott menni, hogy megkeresse Jimmyt. Miután a nagyanyja meghalt, Claire-t nevelőotthonba küldték, ahova többször visszakerült.
Miután az 10. évadban Castiel és a fiúk kiszabadítják a bűnöző Randy és cimborái karmai közül, aki eljátszotta neki mintha a pótapja lenne, Claire elindul a saját útján. Elkezdi keresni az anyját, és végre megtalálja a testvérek és Castiel segítségével pont a 18. születésnapján, csak hogy el is veszítse véglegesen. Ezután feltüzelve a vadászattól, Claire úgy dönt, hogy vadász lesz és megtartja Tamiel grigorián angyal kardját saját használatra, és megbocsátja Dean és Castiel szerepét a apja halálában. A fiúk Jody sheriffhez küldik, aki már előtte befogadta a vámpírok nevelte kamaszlányt Alexet.
Az 11. évad felénél egyszercsak felhívja Deant azzal, hogy a szerinte furcsa eltűnések hátterében a kisvárosban egy lény áll, de senki sem hisz neki. A Winchester fiúk meg is érkeznek, részt vesznek egy érdekes családi vacsorán Jodynál, ahol kiderül, hogy Claire kivülállónak érzi magát. Ám hamar rájönnek, hogy Claire-nek igaza volt: Alex egy régi áldozata, aki maga is vámpírrá vált, eljött bosszút állni Alexen és a szerettein. A fiúk segítségével legyőzik a vámpírokat és Claire is új szemmel kezd nézni befogadó családjára.
Epizódjai:
- 4.20 The Rapture

- 10.09 The Things We Left Behind

- 10.10 The Hunter Games

- 10.20 Angel Heart

- 11.12 Don't You Forget About Me

### Cassie Robinson
Cassie Robinson az Odaát (Supernatural) című televíziós sorozat kitalált szereplője, akit Megalyn Echikunwoke alakít.
Cassie a sorozatban Dean Winchester volt barátnője, aki 1. évadában segítségül hívja, amikor egy titokzatos fekete furgon sorra öli az embereket a lakóhelyén.
Cassie volt Dean (valószínűleg) egyik legnagyobb szerelme.
Dean és Cassie romantikus kapcsolatba bonyolódott egy pár hétig, míg Dean és az apja szellemvadászatot rendeztek egy főiskolai campuson Athénban, Ohióban, ahol Cassie újságírást tanult. Ő volt az első, akinek Dean mert mesélni a családi vállalkozásról. Igaz a lány nem fogadta túl jól és kidobta Deant.
John így ír erről a hivatalos naplójában:
"2003. máj. 2.

Sam 20. szülinapja. Kaliforniában van. Dean és én összepakoltunk és elhúztunk a fenébe Athensből (Ohio). Azon a reggelen szabadítottunk meg és tisztítottunk meg egy kísértetjárta lányszállót.
Hallottam, ahogy Dean beszél telefonon Sammel korábban, de nem mondott semmit a beszélgetésről nekem. Nem tudom, hogy hozzam fel neki, különösen amilyen hangulatban van mostanában. Általában vadászat után tűzben ég mintha a gyilkolás feldobná. De ma nem tudsz beszélni vele. Ha nem ismerném jobban, azt hinném csaj van a dologban, mert már pár hete itt vagyunk.
De Dean nem olyan aki ilyen keményen belezúgna egy csajba ilyen gyorsan. Elég sok időt töltött egy riportercsajjal – legalábbis azt hiszem riporter volt. Igen helyeske. Bármi lehetett. Nehéz megmondani, hogy reagálta le Dean, hogy Sam elhagyta a posztját (AWOL = engedély nélküli eltávra ment]. Dean olyan mint én. Nem beszél. Csak teszi a dolgát, csak tesszük a dolgunk.(...)
Jún. 13.
Dean hallott valami szukkubbuszról Brooklynban Richie-től. Dean bepörgött és elment utána, fűtötte a személyes ellenszenv. Kezdek egyre biztosabb lenni hogy mégis volt valami zűr egy csajjal ott Ohio-ban és ezért minden nőnemű szellem és démon Észak-Amerikában szenvedni fog... Csak remélem, hogy helyén lesz azért az esze és nem veszti el a fejét."
Aztán 2 év múlva (2005-ben), miközben Johnt keresik a fiúk, Dean telefonhívást kap Cassietől, mivel egy titokzatos fekete furgon sorra öli az embereket a lakóhelyén, Cape Girardeau-ban, Missouri államban.
Ez az eset alkalmat ad nekik arra, hogy Dean és Cassie kibeszéljék a félreértéseket, amik közéjük álltak, és Cassie is elfogadja, hogy létezik olyan, hogy természetfölötti. Ám elszakadni nem akar a lakhelyétől és az anyjától, így végül újra elbúcsúznak.
Cassie nem bukkan föl többé Dean életében, csak egyszer tesz róla még említést kb.4 évvel később, mikor felfedezik a Supernaturalos könyveket amiket Chuck lejegyez, és ahogy végigolvassa őket Dean ezzel kommentálja az eseményeket: "Everything is in here. I mean everything. From the racist truck to – to me having sex." ("Minden itt van. Úgy értem mindent. A rasszista teherautótól – addig, hogy szexeltem.")
Epizódjai:
– 1.13 Route 666
Megalyn Echikunwoke
Megalyn Echikunwoke amerikai színésznő. Született 1983. május 28-án, Spokane-ban, Washington államban. Egzotikus vezetéknevét nigériai törzsfőnök nagypapájától kapta, az Echikunwoke jelentése: "az emberek vezetője". Megalyn talán legismertebb szerepei Tara Price a CSI: Miami helyszínelőkben, Isabelle Tyler a 4400 c. sorozatban és Mari McCabe/Vixen A zöld íjászban.